# Éthiopie
Cette page contient des caractères éthiopiques. En cas de problème, consultez Aide:Unicode ou testez votre navigateur.
République démocratique fédérale d'Éthiopie
(am) የኢትዮጵያ ፌዴራላዊ ዲሞክራሲያዊ ሪፐብሊክ  
(am) ye-Ītyōṗṗyā Fēdēralāwī Dīmōkrāsīyāwī Rīpeblīk 
L'Éthiopie, en forme longue la république démocratique fédérale d'Éthiopie ou la république fédérale démocratique d'Éthiopie (en amharique : ኢትዮጵያ, Ītyōṗṗyā  et የኢትዮጵያ ፌዴራላዊ ዲሞክራሲያዊ ሪፐብሊክ ye-Ītyōṗṗyā Fēdēralāwī Dīmōkrāsīyāwī Rīpeblīk ) est un État de la Corne de l'Afrique. L'Éthiopie a des frontières communes avec l'Érythrée (ancienne province) au nord, la Somalie à l'est-sud-est, le Soudan au nord-ouest, le Soudan du Sud à l'ouest-sud-ouest, le Kenya au sud et la république de Djibouti au nord-est. Depuis l'indépendance de l'Érythrée en 1993, l'Éthiopie n'a plus d'accès à la mer.
Deuxième pays d'Afrique par sa population, derrière le Nigeria, avec 110 871 031 habitants, l'Éthiopie est le dixième pays du continent par sa superficie (1 127 127 km2). Essentiellement constitué de hauts plateaux, s'étendant de la dépression de Danakil à −120 m jusqu'aux sommets enneigés du mont Ras Dashan à 4 543 m, le pays possède un environnement très diversifié traversé par six zones climatiques. La capitale, Addis-Abeba, située à 2 400 m d'altitude, est la quatrième capitale la plus élevée au monde et la première en Afrique.
Considérée comme l'un des berceaux de l'humanité, l'Éthiopie est, avec le Tchad, le Maroc et le Kenya, l'un des pays où l'on retrouve les plus anciens hominidés. On y a découvert Lucy en 1974 et, en 2003, les plus anciens spécimens d'Homo sapiens. Au sein de l'Afrique, l'Éthiopie se caractérise comme l'un des pays à avoir conservé sa souveraineté lors du partage de l'Afrique au XIXe siècle : de ce fait, ses couleurs symbolisent souvent l’Afrique et ont été adoptées par plusieurs autres États africains, dans des configurations différentes.
L'Éthiopie, aujourd'hui constitutionnellement laïque, est un pays où de nombreuses croyances coexistent. Après l'Arménie, c'est la deuxième plus ancienne nation chrétienne au monde, le christianisme s'y étant implanté vers l'an 330. S'y trouvent aujourd'hui des orthodoxes orientaux, des catholiques et des protestants. Par ailleurs, un tiers de ses habitants est musulman et des minorités religieuses comme les Beta Israel juifs ou des animistes y vivent aussi.
Sur le plan international, l'Éthiopie est signataire de la déclaration des Nations unies dès 1942 et devient l'un des 51 États membres fondateurs de l'ONU. Addis-Abeba est aujourd'hui le siège de la Commission économique pour l'Afrique (CEA) et de l'Union africaine.

## Dénomination
L'origine du nom « Éthiopie » demeure incertaine. Son plus ancien usage attesté remonte aux épopées d'Homère ; le mot apparaît deux fois dans l’Iliade et trois fois dans l’Odyssée. Son utilisation pour désigner le royaume d'Aksoum apparaît pour la première fois au IVe siècle sur l'inscription d'Ezana qui traduit Habachat par Aithiops (Αἰθίοψ) en grec, signifiant « au visage brûlé ». Selon La Chronique des rois d'Aksoum, un manuscrit guèze du XVIIe siècle, le nom Éthiopie est dérivé d'Ityopp'is, un fils de Koush[réf. nécessaire] inconnu de la Bible qui aurait fondé la ville d'Aksoum. Pline l'Ancien exposait la même tradition en parlant d'« Æthiops, fils de Vulcain ». Une tombe attribuée à Ityopis est montrée près d'Aksoum.
En France, et plus généralement hors de l'Éthiopie, le pays a été longtemps connu sous le nom d'Abyssinie, dont la racine sémite hebeshe signifie « mélangé ». Les deux noms étaient encore employés indifféremment par la presse française en 1935. Le terme Habesha désigne de nos jours l'ensemble des habitants du nord de la Corne, Éthiopiens et Érythréens, voire Soudanais.[réf. nécessaire]
L'arabe moderne utilise le mot Al-Habacha ou le mot Ithyûbyâ pour désigner l'Éthiopie.

## Histoire
On identifie des États indépendants sur des parties du territoire actuel de l'Éthiopie depuis près de 3 000 ans. Vers le VIIIe siècle av. J.-C., la formation du royaume D'mt marque l'une des premières étapes de l'organisation politique de cette région, suivie par la naissance d'autres royaumes et entités politiques, bien que les continuités historiques de ces territoires ne soient pas toujours parfaitement claires. Parmi ces royaumes, on trouve le royaume d'Aksoum, ainsi que les royaumes zagwés, dont l'influence se fera ressentir jusqu'au Moyen Âge.
Vers 1270, la dynastie salomonide prend forme, marquant le début d'une lignée qui durera plusieurs siècles. Cette dynastie sera le fondement de l'empire éthiopien, qui perdurera jusqu'à la fin du XIXe siècle. Par la suite, l'Éthiopie subira des transformations politiques majeures, notamment avec l'instauration du Gouvernement militaire provisoire de l'Éthiopie socialiste après la chute de la monarchie en 1974, suivi par la république démocratique populaire d'Éthiopie, un État socialiste marxiste. Enfin, l'Éthiopie connaît son évolution politique contemporaine avec la création de la République fédérale démocratique d'Éthiopie.

### Préhistoire et Antiquité

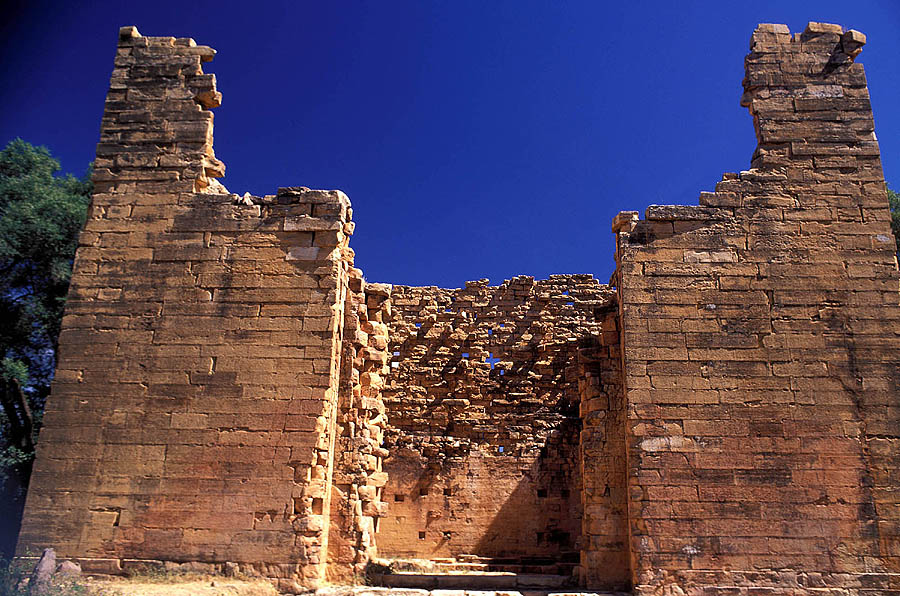
Un des vestiges du royaume de D'mt : les ruines du temple de Yeha dans le Tigré (Éthiopie).

Considérée comme l'un des berceaux de l'humanité, l'Éthiopie est l'une des plus anciennes zones de peuplement humain. Les premières traces d'hominidés remontent à 3 ou 4 millions d'années. L'apparition de l'Homo erectus et de l'Homo sapiens dans la région se situe entre 1,7 million d'années et 200 000 ans avant notre ère. L'Éthiopie, durant l'Antiquité, semble avoir fait partie du pays de Pount (IIIe millénaire av. J.-C. — Ier millénaire av. J.-C.).

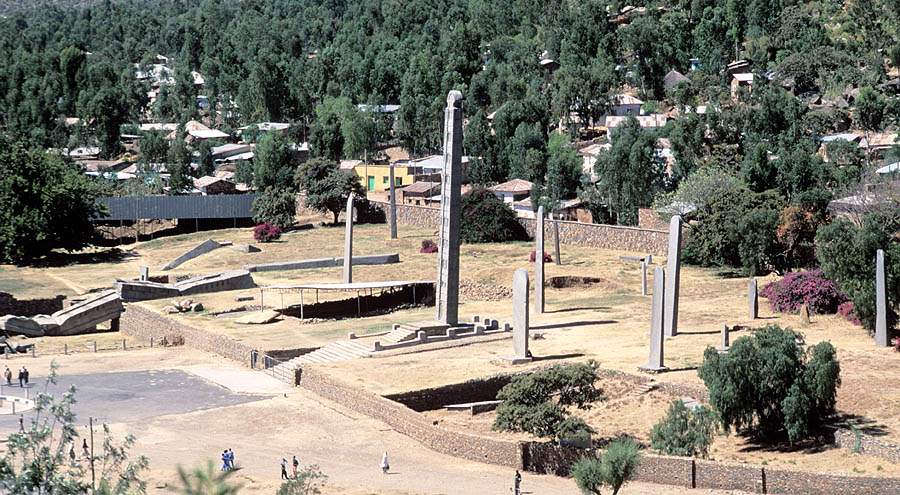
Les stèles d'Aksoum avec celle d'Ezana au centre. Patrimoine mondial de l'UNESCO.

Au Ier millénaire av. J.-C., des populations Sabéennes du Yémen s'installèrent sur les hauts plateaux d'Érythrée et d'Éthiopie et y fondèrent plusieurs colonies de peuplement,. Les Sabéens y introduisirent leur architecture, leur style artistique, leur religion et leur système d'écriture,,. Leur présence en Éthiopie et en Érythrée se retrouve dans les nombreuses inscriptions présentes,.
Le métissage entre les populations locales et les groupes migrants Sabéens donna naissance à une nouvelle culture dite « pré-aksoumite ». Cette culture se constitua, au Ve siècle av. J.-C., en un État appelé royaume D'mt. Cette période est caractérisée par l'effacement progressif des liens avec l'Arabie du Sud, bien que D'mt conserve les éléments culturels apportés par les Sabéens. L'alphabet sudarabique apporté par ces derniers donna ainsi naissance à l'alphasyllabaire guèze durant cette période.
Après la chute du royaume de D'mt au Ve siècle av. J.-C., divers royaumes ont dominé la région jusqu'à l'émergence, au Ier siècle av. J.-C., du royaume d'Aksoum, premier empire important de l'histoire éthiopienne.

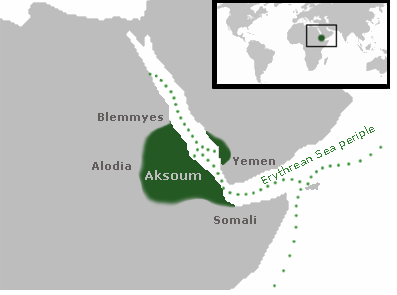
Le royaume d'Aksoum à son apogée.

Le royaume d'Aksoum constitue un grand État de la Corne de l'Afrique, sa capitale, Aksoum, est une ville cosmopolite où vivent des juifs, des Grecs et des populations d'Arabie du Sud. Situé au bord de la mer Rouge, le royaume prospère grâce à l'exportation de produits primaires, se développe autour du commerce et commence à contrôler les principales routes maritimes passant par la région. L'élément caractéristique d'Aksoum est la pratique de l'écriture.
Vers 330, Ezana, négus d'Aksoum, se convertit au christianisme, qui devient la religion officielle, adoptée par la population locale majoritairement juive et païenne. De 2009 à 2016, une équipe d'archéologues européens a mis au jour, dans la région de Yeha, une ancienne cité du royaume d'Aksoum, nommée par eux Beta Samati, occupée de 750 av. J.-C. à 650 apr. J.-C. Une basilique chrétienne du IVe siècle fut trouvée au milieu des ruines.
Vers la fin du VIe siècle, les gouverneurs aksoumites et les garnisons militaires installées en Arabie méridionale sont expulsés par les forces locales avec le soutien des Perses. Son déclin se poursuit avec l'expansion de l'islam vers le milieu du VIIe siècle qui menace l'hégémonie maritime d'Aksoum. La destruction par les Arabes du port d'Adulis affecte les revenus de l'État, déstabilise l'autorité du royaume et aggrave les troubles internes. Le manque de sécurité rend les routes caravanières impraticables, l'accès à la mer est toujours plus compliqué et les ressources naturelles s'épuisent. Tous ces facteurs contribuent à la chute d'Aksoum et au déplacement du pouvoir politique éthiopien vers le sud.

### Moyen Âge éthiopien

#### Zagwés et instauration des Salomonides

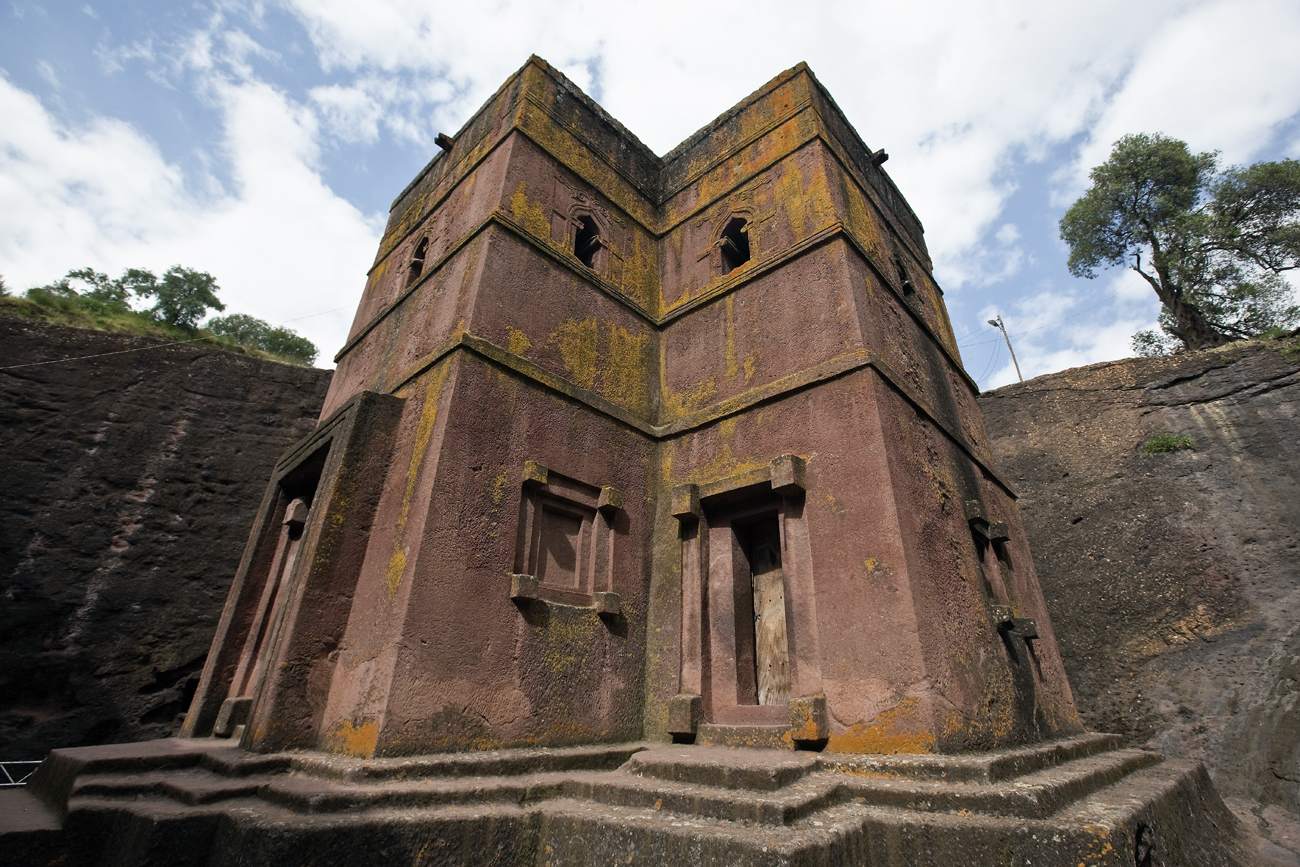
Bete Giyorgis, une des églises rupestres de Lalibela constituant l'héritage le plus célèbre de la dynastie des Zagwés.

Vers 990, le royaume aksoumite s'effondre définitivement. En raison de la progression de l'islam depuis les côtes, les chrétiens sont repoussés vers l'intérieur des terres et divers prétendants s'affrontent pour le contrôle du centre du pays. Vers 1140, les Zagwés du Lasta, arrivent au pouvoir. Ils dominent initialement la partie septentrionale de leur province, mais à partir du début du XIIIe siècle, ils étendent leur contrôle sur le Tigré, le Bégemeder et l'actuel Wello. La structure féodale de l'Empire offre aux seigneurs régionaux une relative autonomie. Le souverain le plus célèbre est Gebre Mesqel Lalibela qui ordonne la construction d'un ensemble d'églises taillées dans la roche. Le soutien de l'Église orthodoxe éthiopienne assure aux Zagwés leur suprématie.

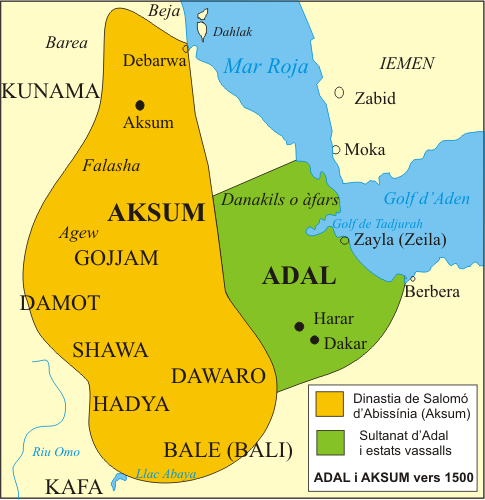
L'Empire éthiopien (Aksum) médiéval avant les invasions d'Ahmed Gragne.

En 1270, le dernier souverain zagwé, Yetbarek, est renversé par Yekouno Amlak. L'arrivée au pouvoir de ce dernier marque l'instauration de la dynastie salomonide qui perdure symboliquement de façon presque continue jusqu'en 1974, sans qu'il y ait une continuité familiale. Pendant presque trois siècles, le pays vit une période de développement culturel, administratif, d'extension territoriale et de guerres contre les sultanats musulmans voisins des royaumes chrétiens, bien que ce clivage recouvre plus les dirigeants que les habitants. Cette phase de l'histoire éthiopienne est parfois surnommée l'« âge d'or de la dynastie salomonide ». Amda Syon Ier mène les premières grandes conquêtes territoriales durant les trente années de son règne (1314-1344) ; une expansion consolidée par Dawit Ier et Yeshaq Ier de la fin du XIVe au début du XVe.
Outre ses succès militaires, l'Éthiopie connaît une phase de développement du christianisme orthodoxe et de la littérature nationale. Dans ce domaine Zara Yaqob semble être le souverain emblématique. Durant son règne de 1436 à 1468, il convertit les habitants du Damot et du Godjam et participe aux débats théologiques. Il est également un auteur, dont l'œuvre la plus connue est le Metsehafe Berhan (Livre de la Lumière). Durant ces siècles, diverses réformes administratives et financières réorganisent l'Empire. Un des éléments caractéristiques de cette période est le déplacement continu de la cour, une pratique à laquelle ont recours la majorité des souverains et qui leur permet de marquer leur domination sur les responsables régionaux, d'assurer leur contrôle du territoire et de répartir la prédation qu'ils exercent sur les ressources.

#### Guerre, troubles et déstabilisation de l'autorité impériale

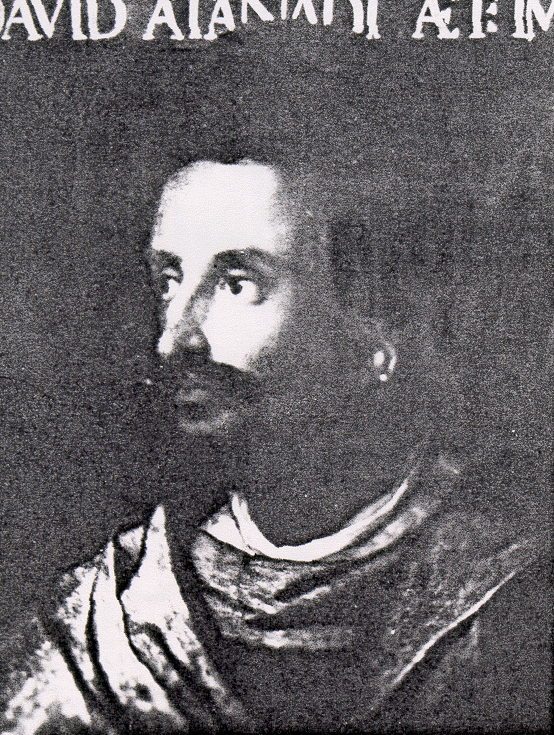
Lebne Dengel, un des souverains éthiopiens ayant lutté contre les forces d'Ahmed Ibn Ibrahim Al-Ghazi.

Cette phase de prospérité s'achève au début du XVIe siècle, sous Lebne Dengel. Les troubles économiques et la forte poussée démographique dans les sultanats islamiques conduisent, en 1527, à l'éclatement d'une guerre entre des forces musulmanes menées par Ahmed Ibn Ibrahim Al-Ghazi, dit Ahmed « Gragne » (gaucher en amharique) et l'empire chrétien éthiopien. Soutenues par les Ottomans, les troupes d'Ahmed remportent une série de victoires et en 1535, l'Empire éthiopien semble sur le point de s'effondrer. Néanmoins, le cours du conflit va changer à partir de 1541, avec l'arrivée des Portugais auxquels Lebne Dengel a fait appel. Le 21 février 1543, à l'issue de la bataille de Wayna Daga, Ahmed est tué et son armée défaite, laissant derrière lui un pays en ruine et fragilisé.
Face à la faiblesse de l'Empire, les Oromos vont migrer du Balé et du Sidamo, vers le nord, le centre et l'ouest de l'Éthiopie ; ces mouvements de population vont durer trois décennies de 1550 à 1580. Des jésuites, comme Balthazar Telles, arrivent. Au cours de la seconde moitié du XVIe siècle, ceux-ci parviennent à imposer le catholicisme au souverain Sousnéyos qui se convertit en 1621. Les protestations s'ensuivant se transforment en une véritable guerre civile et Sousnéyos abdique le 14 juin 1632, en faveur de son fils Fasilides. C'est ainsi que se concluait dans le sang une parenthèse de tentative d'occidentalisation d'un pays africain, généralement méconnue par rapport aux entreprises menées et réussies par la Compagnie de Jésus en Amérique latine ou en Chine. Près d'un siècle de présence européenne (Espagnols, Portugais et Italiens essentiellement) qui a influencé cette Nation qui faisait rêver l'Occident ne serait-ce qu'au regard de la légende du Prêtre Jean.[réf. nécessaire]

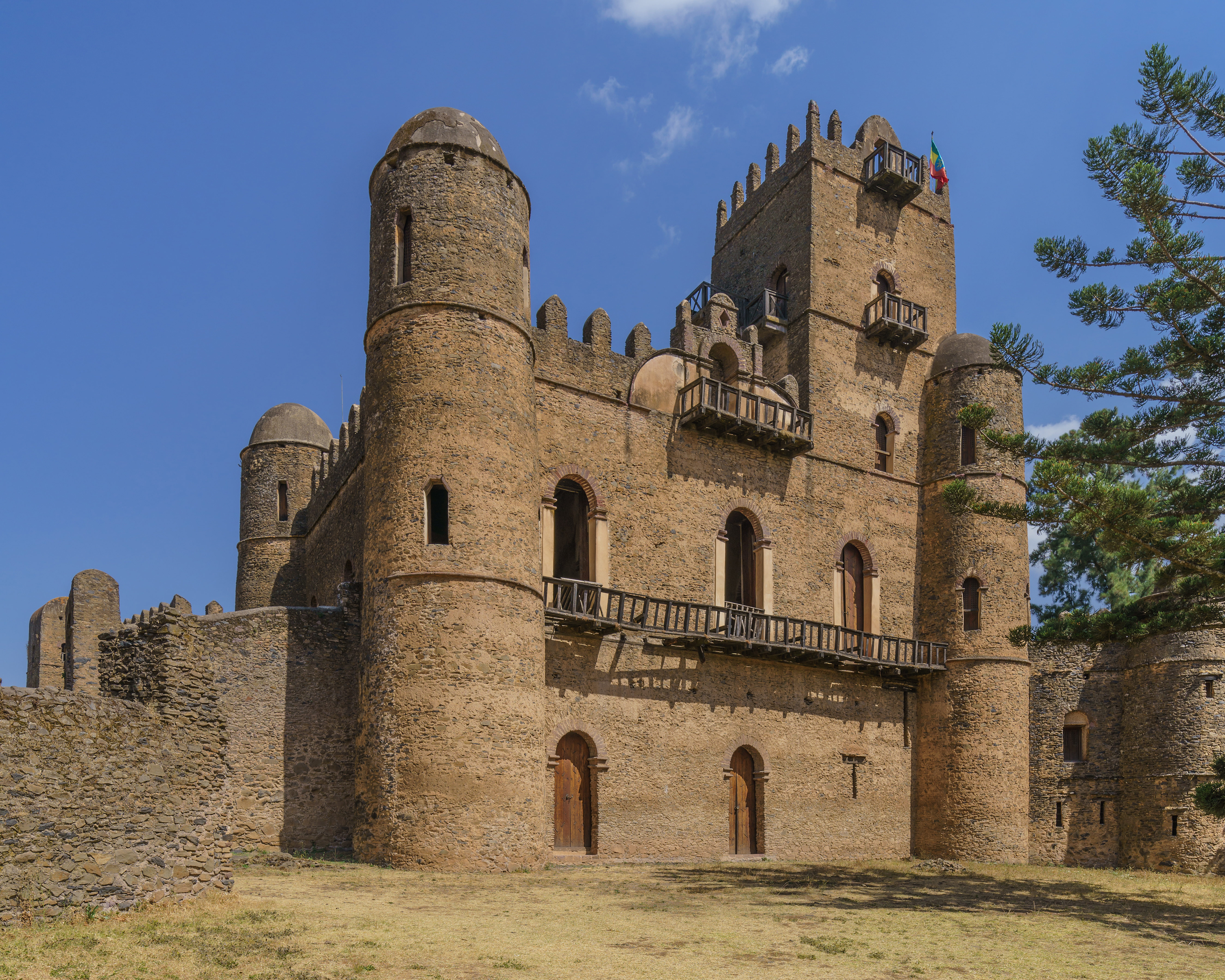
Le palais de Fasilides à Gondar.

En 1632, le nouveau souverain fonde Gondar où il fait construire un château. La nouvelle ville devient la capitale du pays ainsi qu'un important centre religieux et commercial. L'année 1632 marque le début de la période gonderienne qui prend fin en 1769 et pendant laquelle les divisions doctrinales de l'Église, la percée de l'islam et la lutte contre les offensives oromos conduisent vers un effondrement annoncé. Au cours de la première moitié du XVIIIe siècle, la stagnation économique et la déstabilisation de l'autorité impériale poussent les seigneurs locaux à prendre toujours plus de pouvoirs.
En janvier 1769, avec le meurtre de Yoas Ier débute le Zemene Mesafent (« l'Ère des Princes »). Jusqu'en 1855, une série de souverains aux pouvoirs limités règnent à Gonder ; les véritables détenteurs du pouvoir sont les maires de palais et les seigneurs locaux. Le Zemene Mesafent constitue une phase de stagnation économique, les innovations étant dissuadées par les guerres incessantes. La population éthiopienne a particulièrement souffert durant cette période et au cours des années 1830, une ancienne prophétie ressurgit selon laquelle un souverain arrivera au pouvoir, instaurera un règne juste et assurera la paix au pays. Vers le milieu du XIXe siècle, les exploits militaires d'un jeune Kassa Hailou semblent annoncer l'avènement de ce monarque tant attendu.

### Centralisation et indépendance: la construction de l'État éthiopien moderne

#### Face aux menaces étrangères

En plein partage de la corne de l'Afrique, l'Éthiopie reconstitue un Empire afin de résister, avec succès, à l'assaut colonial.
Empire d'Éthiopie avant les conquêtes de Menelik II (1875)
Empire d'Éthiopie après les conquêtes

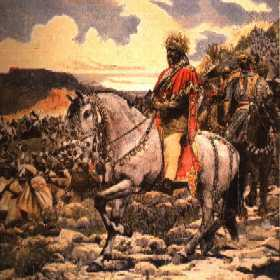
Menelik II à la bataille d'Adoua, une victoire assurant à l'Éthiopie le maintien de son indépendance.

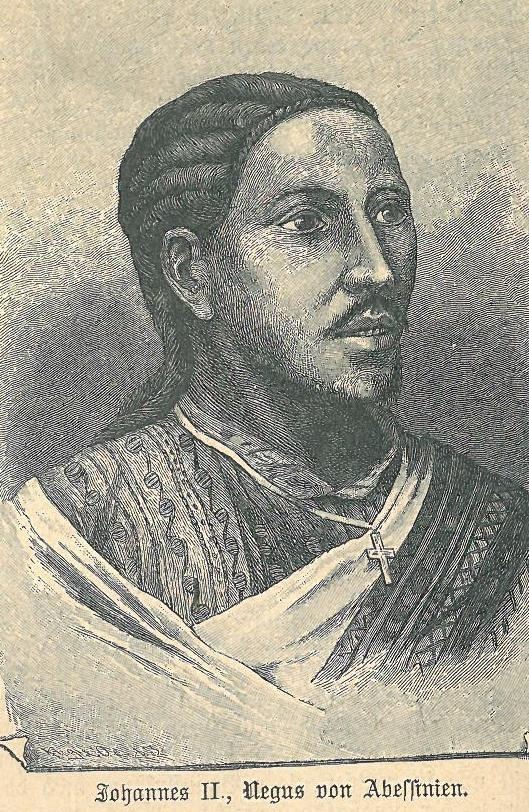
La bataille de Gallabat, la bataille de Gundet et la bataille de Gura sont quelques-unes des batailles pour la défense de l'Éthiopie où l'empereur Yohannes IV a conduit les troupes éthiopiennes.

De 1855 au début du XXe siècle, trois souverains importants se succèdent. Le premier est Téwodros II dont le couronnement en 1855 marque la fin du Zemene Mesafent et le début de l'histoire moderne du pays. Premier véritable modernisateur, il lance un processus d'expansion, d'unification et de centralisation. Néanmoins, les résistances des notables régionaux devant les mesures adoptées et un conflit avec la Grande-Bretagne conduisent à son suicide en 1868 à Maqdala. Après le bref règne de Tekle Giyorgis II (de 1868 à 1871), Kassa Mercha arrive au pouvoir en janvier 1872 sous le nom de Yohannes IV. Moins centralisateur que Téwodros II, il assure néanmoins la suprématie du negusse negest et fait progresser la construction nationale.
Toutefois, après l'ouverture du canal de Suez, les agressions étrangères le détournent des questions de politique interne. De 1875 à 1889, il défend les frontières éthiopiennes contre trois pays. Tout d'abord les Égyptiens, auxquels il inflige une lourde défaite en 1875-1876. Ensuite, les Italiens, installés à Metsewa depuis 1885, sont vaincus à la bataille de Dogali en 1887 par le ras Alula Engeda. Enfin, en partie à la suite d'un accord avec la Grande-Bretagne, Yohannes affronte les mahdistes soudanais. Il meurt de ses blessures le 10 mars 1889, au lendemain de la bataille de Metemma.
La même année, le négus du Choa est proclamé negusse negest sous le nom de Menelik II. Le troisième grand souverain de cette fin de siècle poursuit le processus d'expansion, d'unification et de modernisation du pays, tout en affrontant les menaces européennes. Il signe avec l'Italie le traité de Wouchalé, censé assurer la paix et l'amitié entre les deux pays. Cependant, les Éthiopiens refusent de reconnaître l'interprétation du texte par les Italiens (qui l'utilisent pour notifier un protectorat selon la procédure définie à Berlin) et le dénoncent en 1893. Ce conflit débouche sur une guerre en 1895, qui s'achève par la bataille d'Adoua au cours de laquelle plus de 100 000 Éthiopiens écrasent les forces italiennes en mars 1896. Ce succès garantit à l'Empire son indépendance et la reconnaissance internationale de la souveraineté éthiopienne, même si certains auteurs évoquent alors une « semi-souveraineté ».
L'Éthiopie connaît une famine particulièrement meurtrière entre 1889 et 1891, tuant environ un tiers de ses habitants.

#### Du début duXXesiècleà la chute de l'Empire

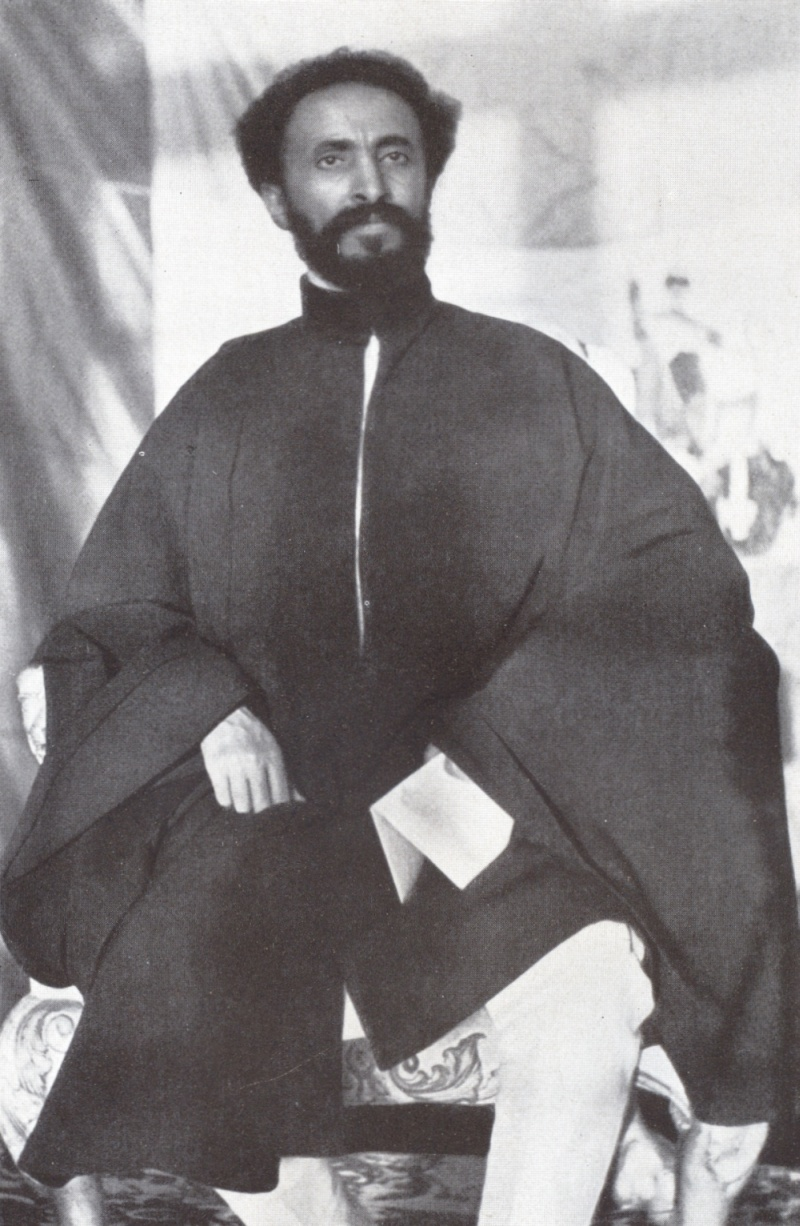
Le Negusse Negest Haïlé Sélassié Ier en 1934.

Au début du XXe siècle, durant les années 1910-1920, deux souverains aux personnalités bien différentes vont se succéder : Ledj Eyassou et Zewditou Ire. Le premier est officiellement au pouvoir de 1913 à 1916, son bref règne est particulièrement agité. Son désintérêt pour les affaires publiques, sa proximité avec les milieux musulmans et sa politique antagoniste avec les puissances européennes voisines poussent la noblesse éthiopienne à le renverser lors du coup d'État du 27 septembre 1916. Zewditou Ire arrive sur le trône impérial, son règne voit l'émergence de Tafari Makonnen, nommé régent et prince lors du coup d'État. Au cours des années 1920, les progressistes et les conservateurs s'opposent à la Cour. Les seconds s'opposent aux volontés d'ouverture sur le monde que défendent les premiers. En 1923, en faisant de l'Éthiopie le premier pays africain adhérant à la Société des Nations, Tafari remporte une victoire.
Durant les années 1920, il conduit des politiques de modernisation dans tous les domaines, aussi bien sociaux, avec l'abolition de l'esclavage, qu'économiques et juridiques. Ce processus se poursuit sous son règne débuté le 3 avril 1930, à la suite du décès de Zewditou ; Tafari est couronné le 2 novembre 1930 sous le nom de Haïlé Sélassié Ier. Une nouvelle constitution, la première de l'histoire éthiopienne, est promulguée en 1931, de nombreuses écoles sont construites, l'économie est réformée et le pouvoir politique centralisé ; tout est entrepris pour mettre l'Éthiopie à l'abri d'une invasion coloniale. Cela n'empêche pas le déclenchement d'une guerre avec l'Italie fasciste en 1935 qui débouche sur une défaite éthiopienne et le début d'une occupation partielle du pays pendant cinq ans durant lesquels une résistance nationale s'organise. En 1941, année de la libération, s'ouvre une nouvelle période nommée Addis Zemen (en français : Nouvelle Ère) à la suite de la défaite italienne devant les forces anglo-françaises au nord du pays, les Italiens qui occupaient Addis-Abeba ayant capitulé et la Force publique du Congo belge, attaquant au sud, ayant reçu la capitulation italienne d'Asosa. Dès lors, il s'agit pour Haïlé Sélassié de reprendre les chantiers ouverts en début de son règne. Le pays connaît alors une période d'industrialisation et de croissance économique, mais également divers troubles, notamment de la part de troupes restantes italiennes qui y mènent une guérilla. De plus, des rébellions éclatent dans le Tigré en 1943, ainsi que dans le Godjam, le Balé, l'Ogaden et en Érythrée durant les années 1960. À ces mouvements, viennent s'ajouter des manifestations contre le pouvoir politique ainsi que des grèves. Dans le contexte de la guerre froide, alors que la politique du Négus est plutôt favorable à l'occident, le bloc est européen soutient le mouvement de contestation, pris en main par un comité de militaires appelé Derg qui parvient en septembre 1974 à destituer Haïlé Sélassié Ier et à renverser la plus vieille monarchie du monde.

### De 1974 à nos jours

#### Révolution et régime du Derg

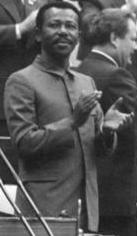
Mengistu Haile Mariam, adhérent du Derg, dirige le pays de 1977 à 1991. Il a été condamné à mort pour génocide et des crimes commis pendant son régime.

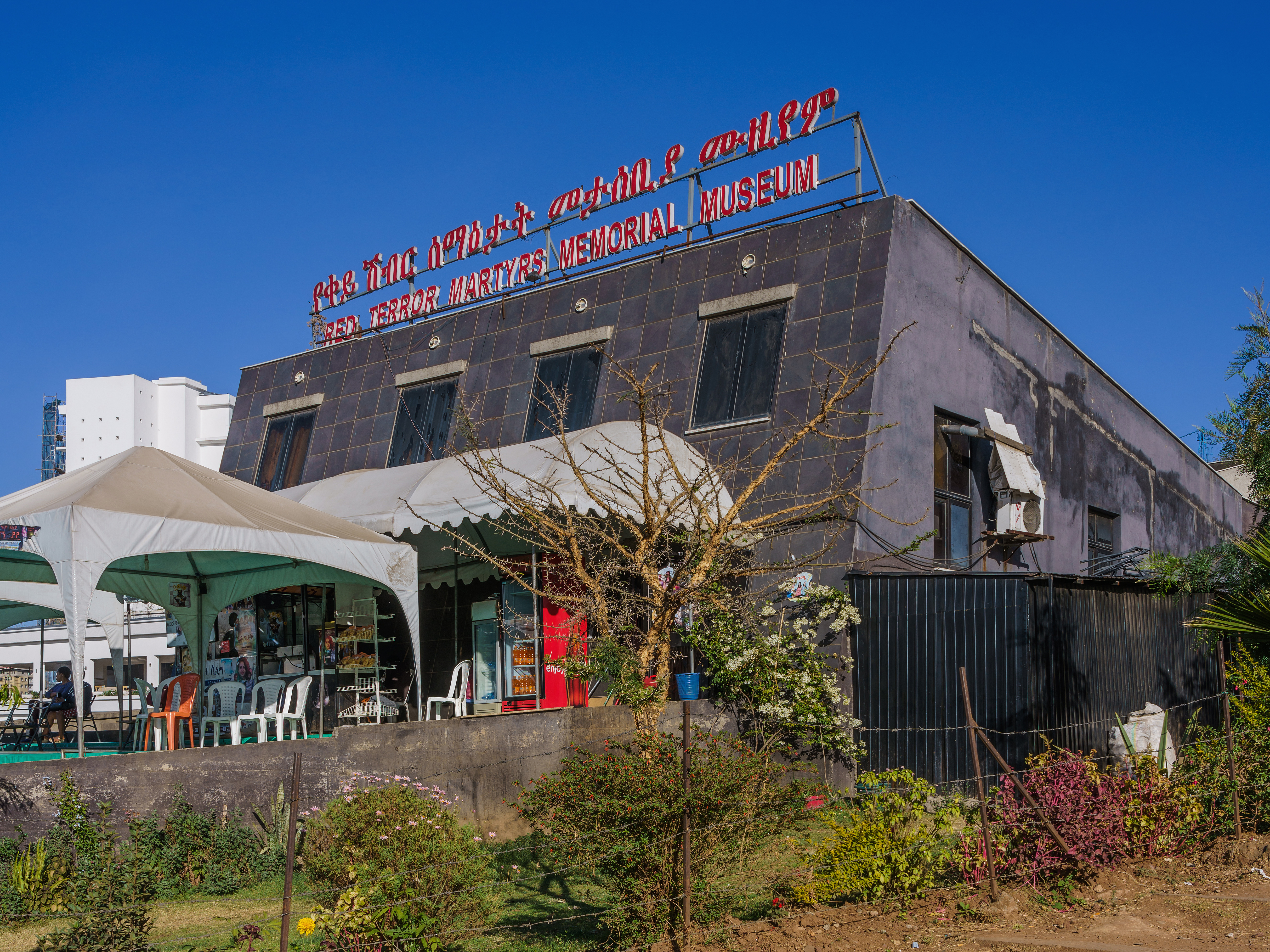
Musée mémorial des martyrs de la Terreur rouge, Addis-Abeba.

Le 12 septembre 1974, Haïlé Sélassié est déposé et arrêté, les anciens dignitaires sont emprisonnés, les grèves et manifestations sont interdites. Le Derg, la junte militaire, commence à s'installer au pouvoir. Les étudiants sont envoyés dans les provinces afin de mener des campagnes d'alphabétisation et diffuser la nouvelle idéologie, d'inspiration soviétique. Mais beaucoup y sont victimes des maladies et des bandes armées formées par les propriétaires terriens, hostiles au nouveau régime. Néanmoins, le taux d'alphabétisation passe de 5 % en 1974 à 35 % en 1981, ce qui a valu à l’Éthiopie la reconnaissance de l'UNESCO qui lui a décerné son prix en 1980.
L'État prend le contrôle partiel de l'économie, plusieurs entreprises sont nationalisées. En 1975, une réforme agraire est lancée. Les terres sont nationalisées, des coopératives de paysans sont mises sur pied, des terres sont distribuées à ceux qui n’en avaient pas avec une limite de taille par exploitation. Le Derg promet de faire de l’Éthiopie un État plurinational : « plus aucune nationalité ne dominera les autres ». Elle met en place un Institut des nationalités qui regroupait des géographes, des ethnologues, et des économistes, afin de mieux appréhender les caractéristiques de chaque ethnie. Les musulmans sont admis comme de véritables Éthiopiens pour la première fois dans l'histoire du pays et trois jours de fêtes musulmanes sont reconnus par l’État. Enfin, un grand parti unique est mis en place sur une base nationale et socialiste. Si le Derg arrive initialement à affirmer son autorité, les partis politiques civils réclament un transfert du pouvoir et le retour des militaires dans les casernes. Les deux principaux partis d'opposition sont le Meison et le Parti révolutionnaire du peuple éthiopien (PRPE). Les affrontements entre le deuxième parti et le régime vont dégénérer et de la fin 1976 à la fin 1978, le pays vit « deux années terribles ». Les confrontations sont particulièrement brutales et la répression accentue le radicalisme du régime. Les familles des membres du PRPE sont visées et la participation de jeunes écoliers aux côtés du PRPE conduit le Derg à massacrer des classes entières. Du 29 avril au 1er mai 1977, près d'un millier d'étudiants et lycéens sont assassinés après des mobilisations étudiantes contre le régime,. Cette période de violence politique, surnommée Terreur rouge, a marqué les Éthiopiens, les rapprochant ainsi des autres peuples du bloc communiste. Les meurtres sont également courants au sein du Derg, où les rivalités entre personnes donnent lieu à des arrestations et à des fusillades. C'est finalement le lieutenant-colonel Mengistu Haile Mariam qui émerge au sein de la junte et qui dirige le pays à partir de 1977.
Cette même année 1977, le pays fait face à une offensive de l'armée somalienne qui envahit le territoire national en juillet. La guerre de l'Ogaden est déclenchée ; avec le soutien des pays communistes européens et de Cuba, l'Éthiopie remporte le conflit. Durant la guerre civile, les violences du régime touchent durement les civils et favorisent les séparatistes du Tigré et de l'Érythrée qui progressent : dans le nord du pays, le régime rencontre de réelles difficultés militaires. Alors que l'URSS, en pleines perestroïka et glasnost, n'est plus en mesure de soutenir le régime, la fin du Derg semble se rapprocher lorsque les deux principaux mouvements de guérilla, le Front de libération du peuple du Tigré (FLPT) et le Front populaire de libération de l'Érythrée (FPLE) coordonnent leurs opérations à partir du milieu des années 1980. En 1984-1985, la Grande Famine tue un million d'Ethiopiens sur 57. L'aide internationale donne naissance au "charity business" (USA for Africa, Chanteurs sans frontières), mais est difficilement acheminée. Une série de victoires conduit le premier mouvement à élargir ses objectifs au sein de la coalition du Front démocratique révolutionnaire du peuple éthiopien (FDRPE), censé libérer tout le pays. Le 21 mai 1991, Mengistu Haile Mariam décide de fuir le pays et une semaine plus tard, les forces du FDRPE pénètrent dans la capitale. Le 28 mai 1991, le régime du Derg est tombé, c'est désormais la date d'un jour de fête nationale.

#### Constitution de 1994 et évolution ultérieure

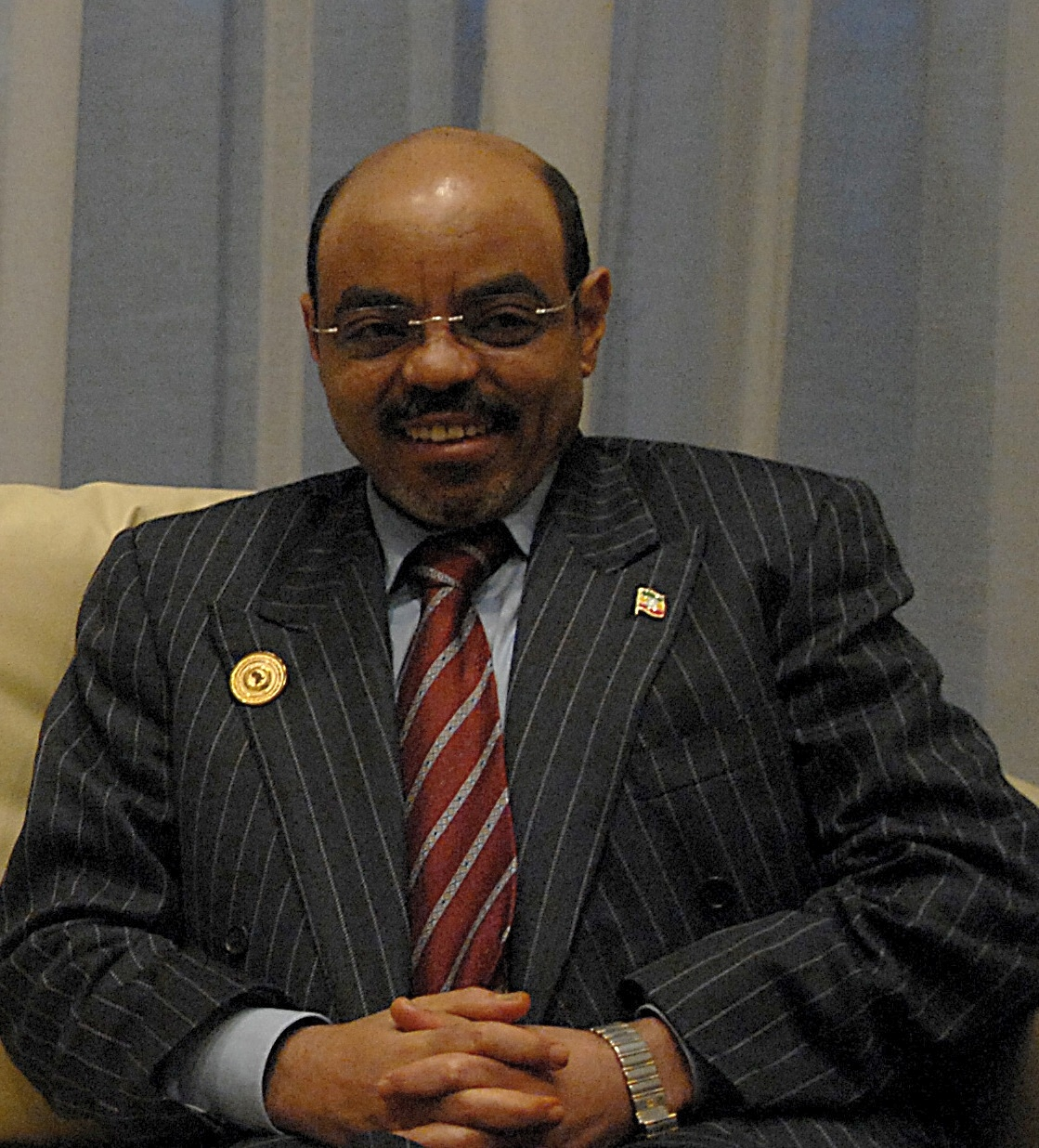
Meles Zenawi, Premier ministre d'Éthiopie jusqu'en août 2012.

De 1991 jusqu'en 1995, le pays est dirigé par un gouvernement de transition chargé de mener l'Éthiopie vers un régime démocratique. En 1992, le Front démocratique révolutionnaire du peuple éthiopien (FDRPE) remporte les premières élections multipartites de l'histoire du pays et prépare une nouvelle Constitution. L'année suivante, le référendum pour l'indépendance de l'Érythrée, effectué en accord avec le FDRPE, voit la victoire des séparatistes. En 1994, l'assemblée constituante vote la ratification de la nouvelle Constitution qui entre en vigueur en août 1995. La république fédérale démocratique d'Éthiopie est officiellement proclamée. La transition s'est effectuée rapidement et dans une atmosphère relativement calme.
Le FDRPE va néanmoins faire face à quelques difficultés. En 1998, l'Érythrée envahit l'Éthiopie et déclenche une guerre qui va durer deux ans. Le conflit fait plus de 80 000 morts et voit la victoire des troupes éthiopiennes. Depuis les rapports restent difficiles entre les deux États. Le gouvernement central est également confronté à deux rébellions armées, le Front de libération oromo (FLO) et le Front national de libération de l'Ogaden (FNLO). Ce dernier est d'ailleurs soutenu par l'Union des tribunaux islamiques, un mouvement actif en Somalie où l'Éthiopie est intervenue, en soutien au gouvernement officiel de Mogadiscio, de 2006 à 2009. Malgré la constitution, le pays est considéré[Par qui ?] dans les faits[Lesquels ?] comme un état policier liberticide.
En 2005, les élections générales voient la montée des partis politiques de l'opposition qui ont remporté de nombreux sièges au parlement national et aux conseils régionaux. Ceux-ci contestent toutefois ces résultats qui permettent au FDRPE de se maintenir au pouvoir. Des manifestations violentes éclatent à Addis-Abeba et plusieurs opposants sont arrêtés. Si les élections générales de 2010 suscitent une même passion avec un taux de participation de 90 %, les résultats ne confirment pas la tendance de 2005. Au contraire, le FDRPE et ses alliés remportent la quasi-totalité des sièges de la chambre basse tandis que l'opposition ne s'impose que dans deux circonscriptions. Cette écrasante victoire à 99 %, contestée par les opposants, renforce la présence du parti de Meles Zenawi dans toute l'Éthiopie. Enfin, ces élections se distinguent des précédentes par le calme et le climat serein dans lequel le processus se déroule. En 2011, une crise alimentaire touche une grande partie de la Corne de l'Afrique. Dans la nuit du 20 au 21 août 2012, Meles Zenawi décède en pleine fonction après 21 ans au pouvoir. Conformément à la Constitution (article 73), Haile Mariam Dessalegn est désigné comme Premier ministre par la Chambre des représentants des peuples. Les Oromos, ethnie majoritaire avec plus du tiers de la population, entrent en rébellion en novembre 2015. Les Amharas, un quart de la population, font de même en août 2016. L'état d'urgence est décrété le 9 octobre 2016. Haile Mariam Dessalegn démissionne en février 2018 à la surprise générale. Le 2 avril 2018, Abiy Ahmed lui succède. Cet homme politique de longue date est populaire parmi les Oromos dont il est issu. Dès son discours d’investiture, il tend la main à l’Érythrée, en appelant à mettre fin à un conflit qui dure depuis l’indépendance du pays, en 1993. Il qualifie également les partis d’opposition de frères et non d’ennemis. La situation intérieure et les relations avec les pays voisins s'apaisent,,.
Cependant, les relations entre le gouvernement fédéral et celui de la région du Tigré se dégradent rapidement après les élections. Le 4 novembre 2020, le Front de libération du peuple du Tigré (FLPT) lance une attaque contre des bases des Forces de défense nationale éthiopiennes à Mekele, la capitale du Tigré, et à Dansha, une ville de l’ouest de la région. La guerre du Tigré escalade et se poursuit depuis cette date.

### Conflit de 2020-2022

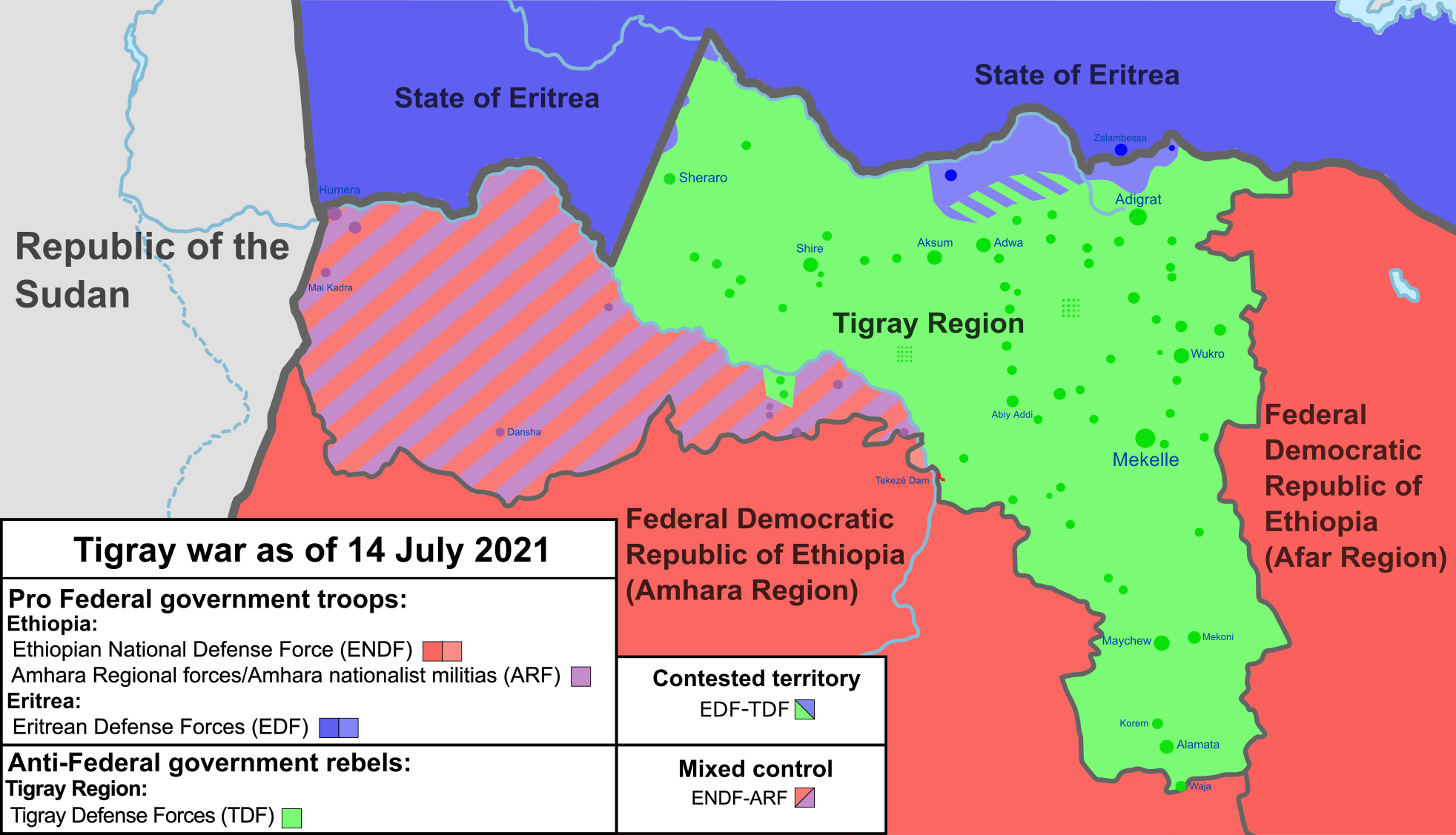
Situation du conflit.

Les Forces de défense tigréennes ont repris la capitale régionale, Mekele, forçant le gouvernement éthiopien à décréter, le lundi 28 juin 2021, un « cessez-le-feu unilatéral ».
Le 28 juin 2021, sept mois après avoir dû abandonner Mekele face aux assauts de l’armée gouvernementale éthiopienne, les forces du Front de libération du peuple du Tigré (FLPT) reprennent le contrôle de la capitale provinciale du Tigré. Dans cette région du nord de l’Éthiopie, en guerre depuis novembre 2020, les derniers jours ont été le théâtre d’un spectaculaire renversement de situation militaire, forçant le gouvernement éthiopien à décréter un cessez-le-feu,.
En marge du conflit au Tigré éthiopien, l’armée soudanaise tente de reprendre la main sur le triangle d’Al-Fashaga, un territoire agricole disputé par L’Éthiopie et le Soudan, pays de la Corne de l'Afrique. C’est un bras de fer qui menace de dégénérer, dans le sillage du conflit en cours dans la province éthiopienne du Tigré. En jeu : le triangle d’Al-Fashaga, soit 250 km2 de terres fertiles coincées entre les rivières Tekezé et Atbara, au cœur d’une dispute historique entre le Soudan et l’Éthiopie.
Début novembre 2021, plusieurs États occidentaux ordonnent à leurs nationaux de quitter l'Éthiopie, face aux risques d'exactions tribales et d'embrasement du conflit, alors que le FLPT progressait vers Addis-Abeba. À ce stade le conflit a coûté, outre des milliers de morts, le déplacement forcé de plus de deux millions de personnes et un risque de famine pour cinq millions.
Un traité de paix tigré-éthiopien est signé le 2 novembre 2022, prevoyant notamment de désarmer le FLPT et de restorer l'autorité du gouvernement fédéral en échange d'une meilleure représentation du Tigré dans les institutions gouvernementales. Ce traité met fin à l'essentiel des combats, bien que des questions restent en suspend, comme la présence de troupes Érythréennes au Tigré encore observée en août 2023.

### Depuis 2021
Le 6 juillet 2023, La chambre haute du parlement éthiopien, la Chambre de la Fédération, a formellement approuvé la formation du 12e État régional de l'Éthiopie. Le 24 août 2023, le pays est admis parmi les BRICS.
Le 1er janvier 2024, le pays signe un accord avec la république autoproclamée du Somaliland lui permettant d'avoir un accès à la mer de 20 km ainsi qu'une base militaire dans la république sécessionniste, en réponse à quoi la Somalie suspend ses relations diplomatiques avec Addis-Abeba.

## Géographie et biodiversité

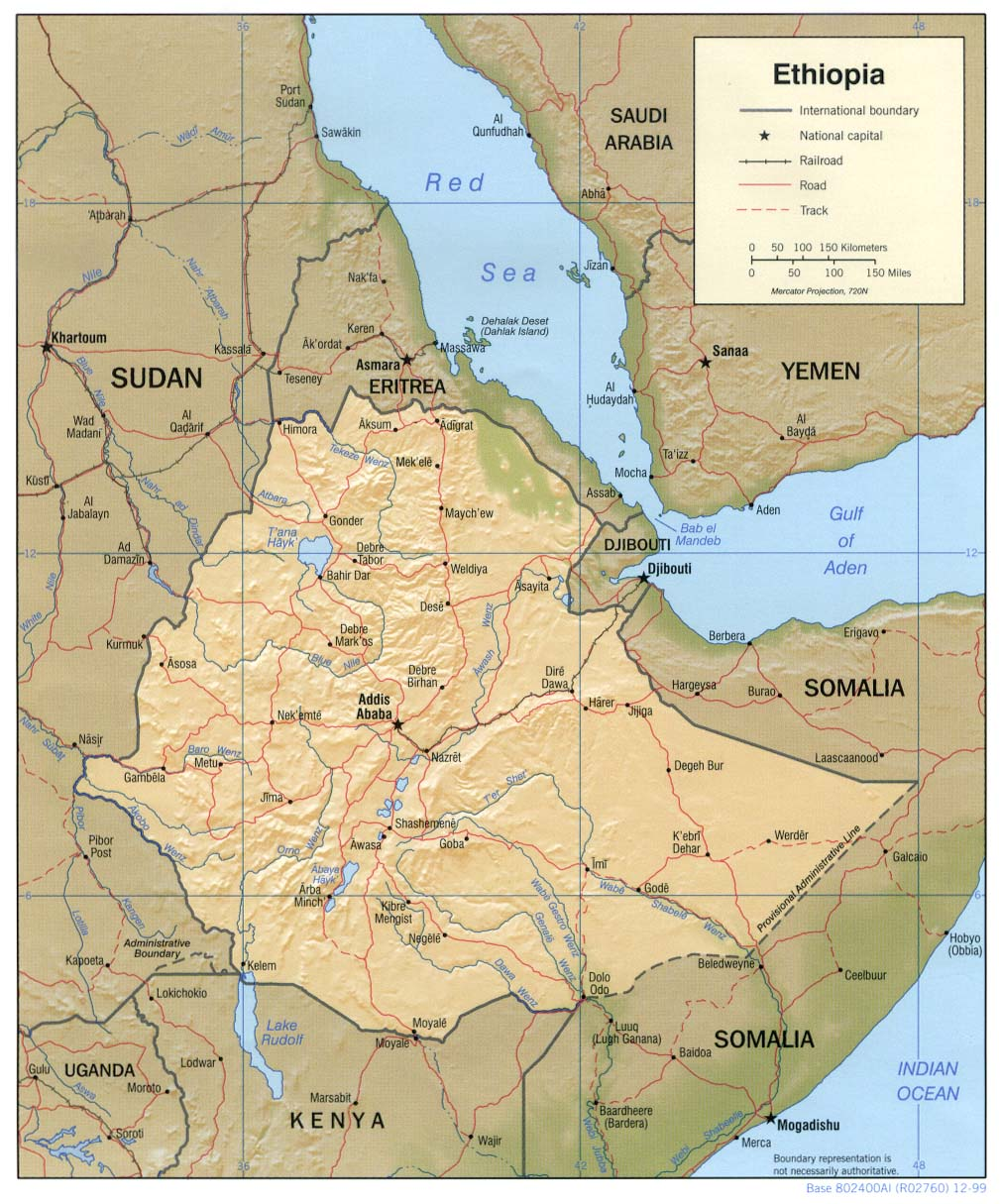
Carte de l'Éthiopie.

### Géographie physique
D'une superficie de quelque 1 137 000 km2, l'Éthiopie se situe entre 3° N et 14° N à équidistance de l'équateur et du tropique du Cancer. Située sur la partie africaine de la vallée du Grand Rift, abritant la dépression de l'Afar au point de rencontre de trois plaques tectoniques et drainant les principaux cours d'eau de la Corne de l'Afrique, l'Éthiopie dispose d'un environnement très diversifié.
La topographie s'étend ainsi du désert du Danakil à 120 m sous le niveau de la mer aux sommets enneigés du mont Ras Dashan culminant à 4 550 m. Le relief du pays combine hauts plateaux (notamment le plateau central situé à une altitude variant entre 1 800 et 3 000 m), massifs et canyons escarpés, régions volcaniques, savanes, zones désertiques et hautes plaines verdoyantes.
Le pays a été exploré et cartographié de 1838 à 1848 par Antoine d'Abbadie.

Paysages d'Éthiopie
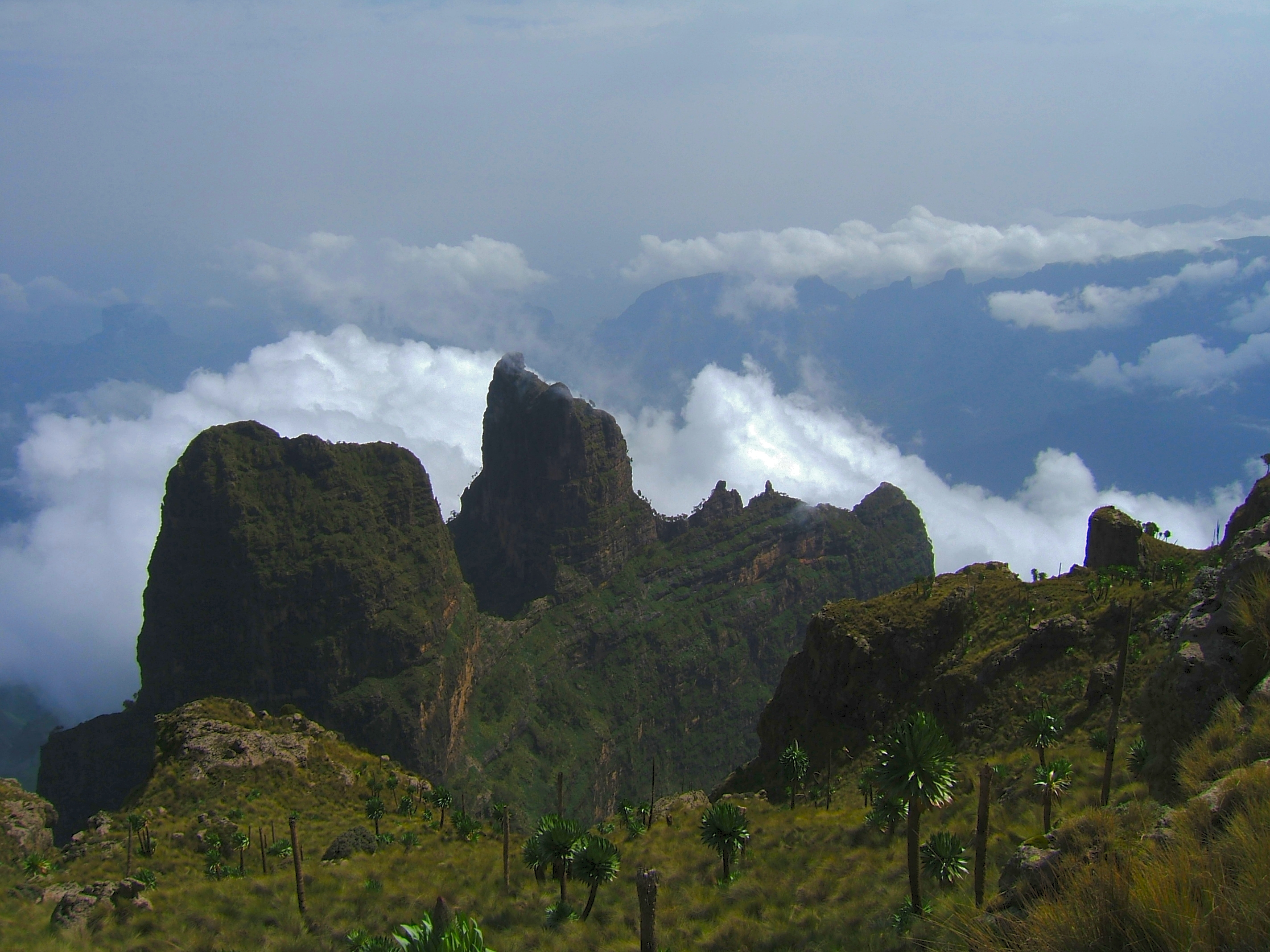
Massif du Simien – patrimoine mondial de l'UNESCO[46].
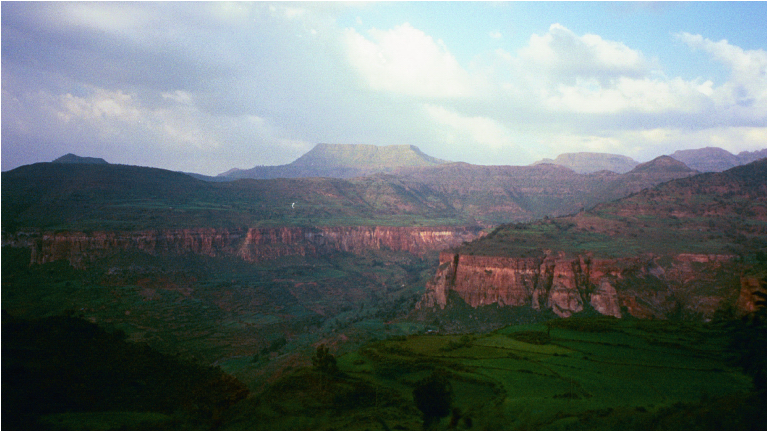
Canyon dans le nord du Tigré.
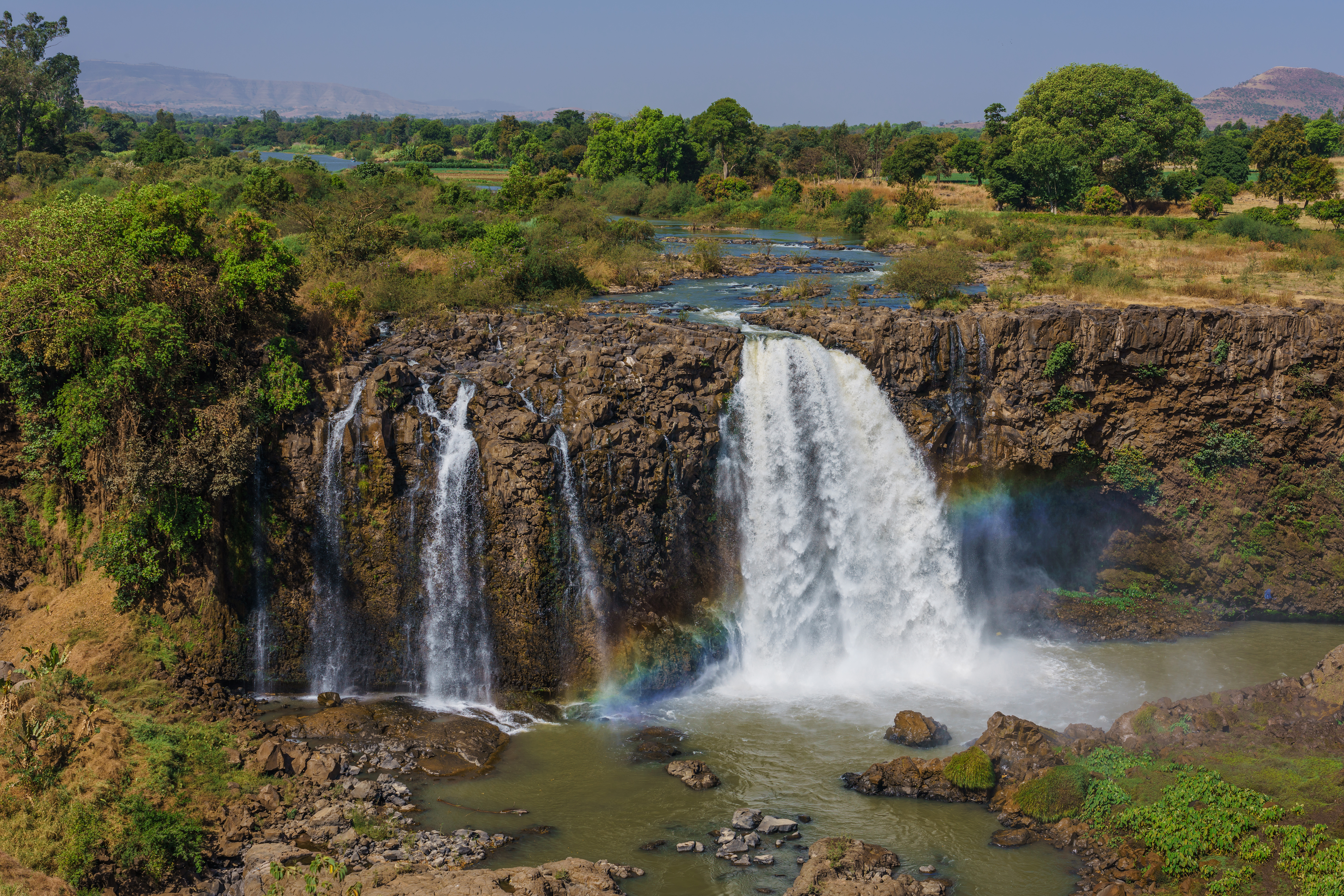
Chutes du Nil Bleu près du lac Tana.
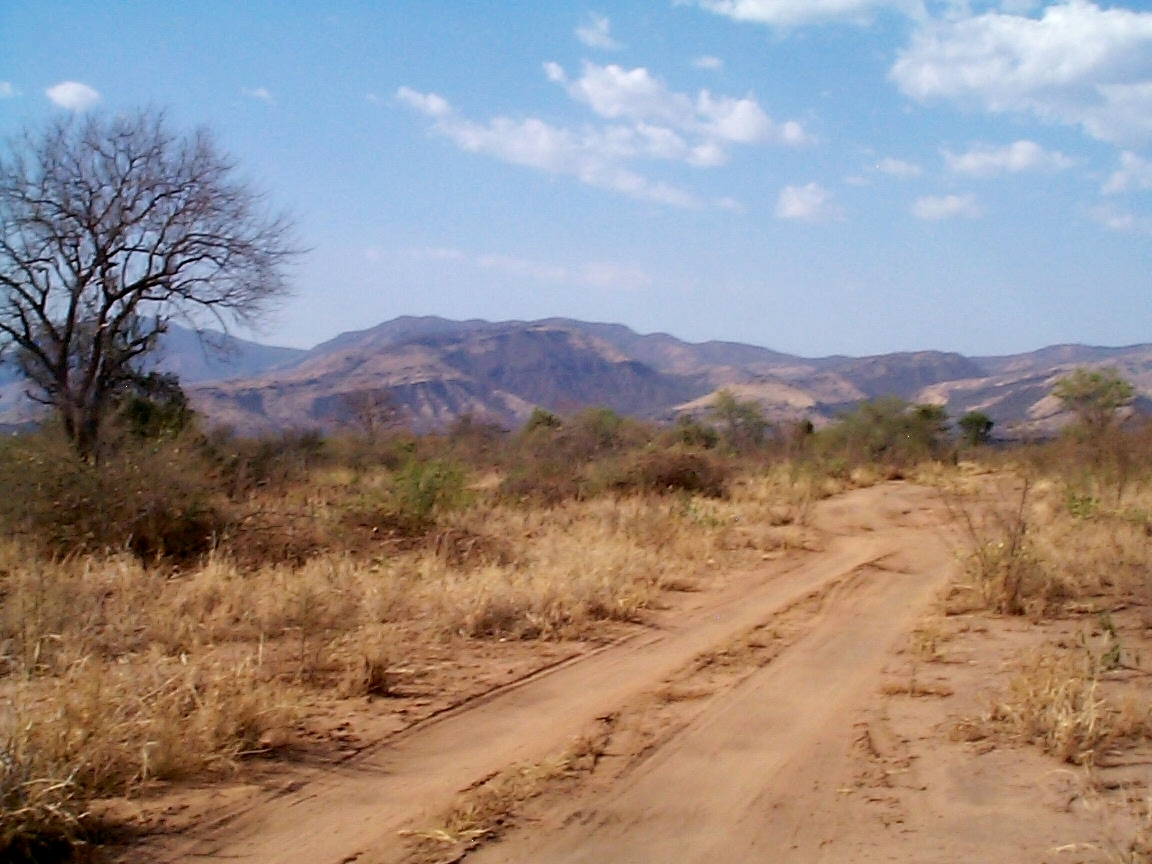
Savanes dans le parc national de Mago.
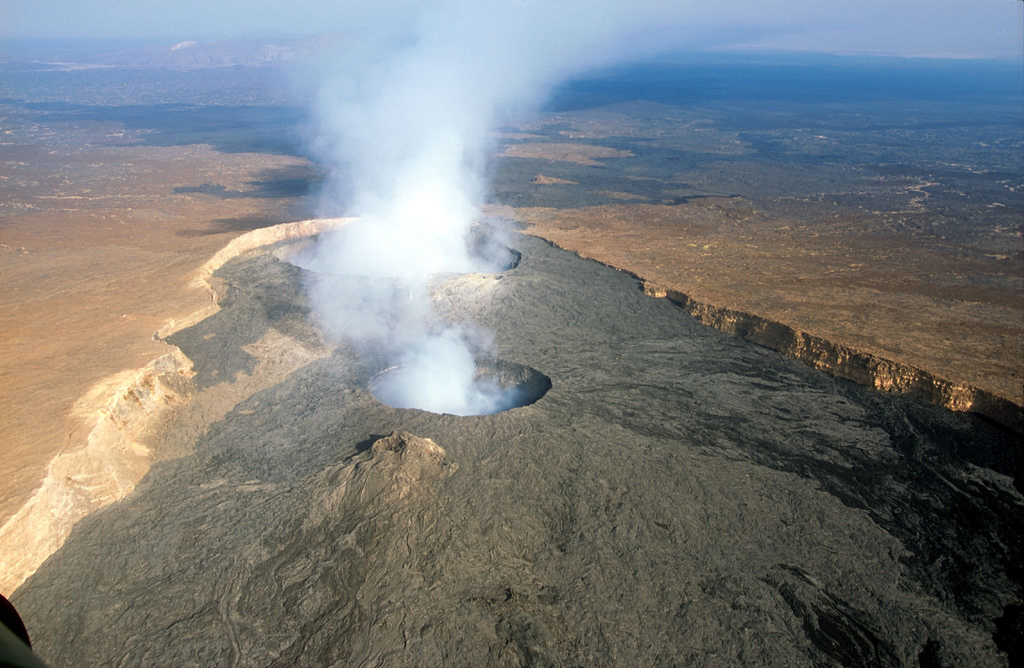
Volcan Erta Ale dans le désert Danakil.
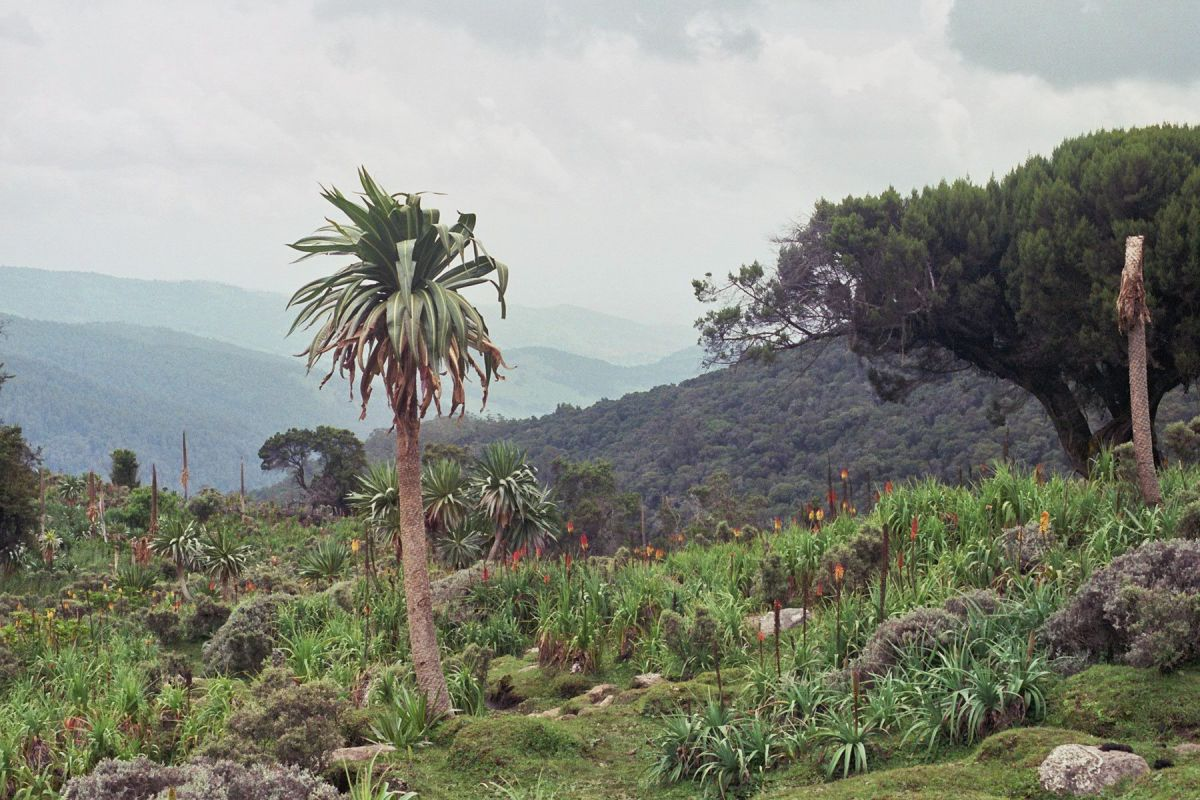
Montagnes dans la région de Balé.

#### Formation géologique

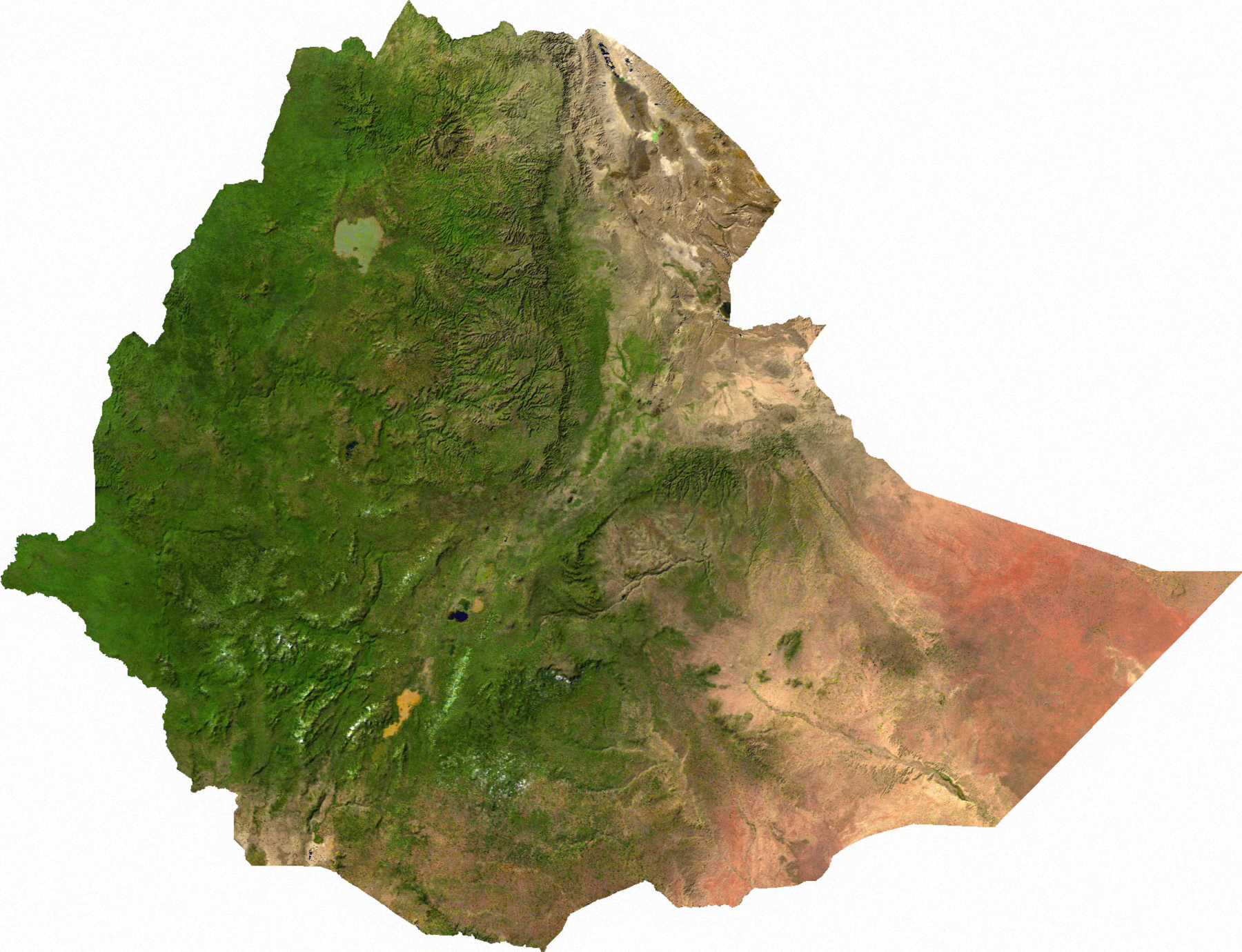
Vue satellite de l'Éthiopie.

À l'ère précambrienne, à la suite de la fracturation du supercontinent Rodinia (environ –750 millions d'années), trois blocs principaux (le Gondwana oriental, le Gondwana central et le Gondwana occidental) entrent en collision il y a 600 millions d'années ; des chaînes de montagnes colossales se forment à cette époque, constituant l'orogenèse panafricaine. Le socle précambrien protérozoïque (visible à Mekele) se forme également durant la même période. Durant 375 millions d'années, un processus d'érosion estompe ces monts pour laisser place à de basses plaines à la périphérie de l'Éthiopie. À l'ère mésozoïque (250-70 millions d'années) une élévation du nord de l'Éthiopie se produit en parallèle d'un affaissement du sud.

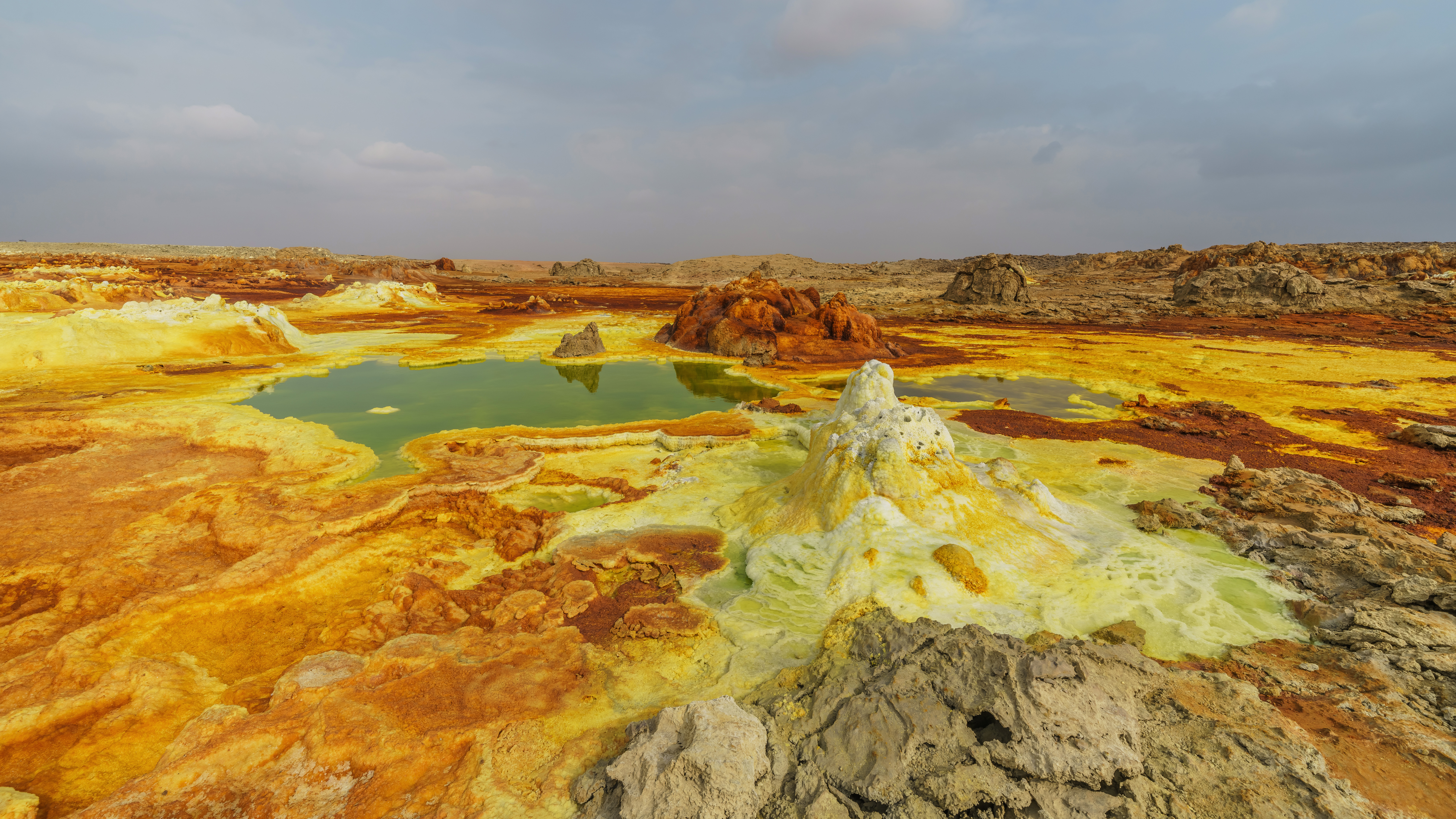
Zone saline dans le désert de la dépression du Danakil.

C'est à l'époque oligocène (35 millions d'années) que se produit un événement géologique majeur dessinant l'actuelle géologie éthiopienne : sous l'effet de l'apparition d'un point chaud (remontée profonde de manteau terrestre solide, mais ductile), la région subit un bombement thermique dû à la faible densité de ce matériau peu dense. Dans le même temps, des mouvements de divergence provoquent la fissuration de la plaque arabo-africaine, et conduisent à un rifting continental. Selon l'importance de cette divergence, on assiste à un amincissement de la croûte (région du Gand Rift), ou à une océanisation (mer Rouge).
Dans la vallée du Grand Rift, certaines dépressions formées par le rifting (par le jeu de failles normales) permettent la mise en place de lacs, dont certains se sont asséchés ou s'assèche en même temps qu'ils se remplissent. Par l'évaporation de leur eau, les solutés s'accumulent, laissant place de nos jours à des lits de sels de plusieurs kilomètres d'épaisseur et quelques lacs salés
L'activité tectonique de la région est encore très active, comme en témoignent les nombreux volcans toujours en activité (dont Dallol et Erta Ale) ; il s'agit d'ailleurs de la région d'Afrique où ils se trouvent en plus grand nombre. Les sources d'eau bouillonnante et les geysers sont également des marqueurs associés à ce magmatisme.

#### Climats

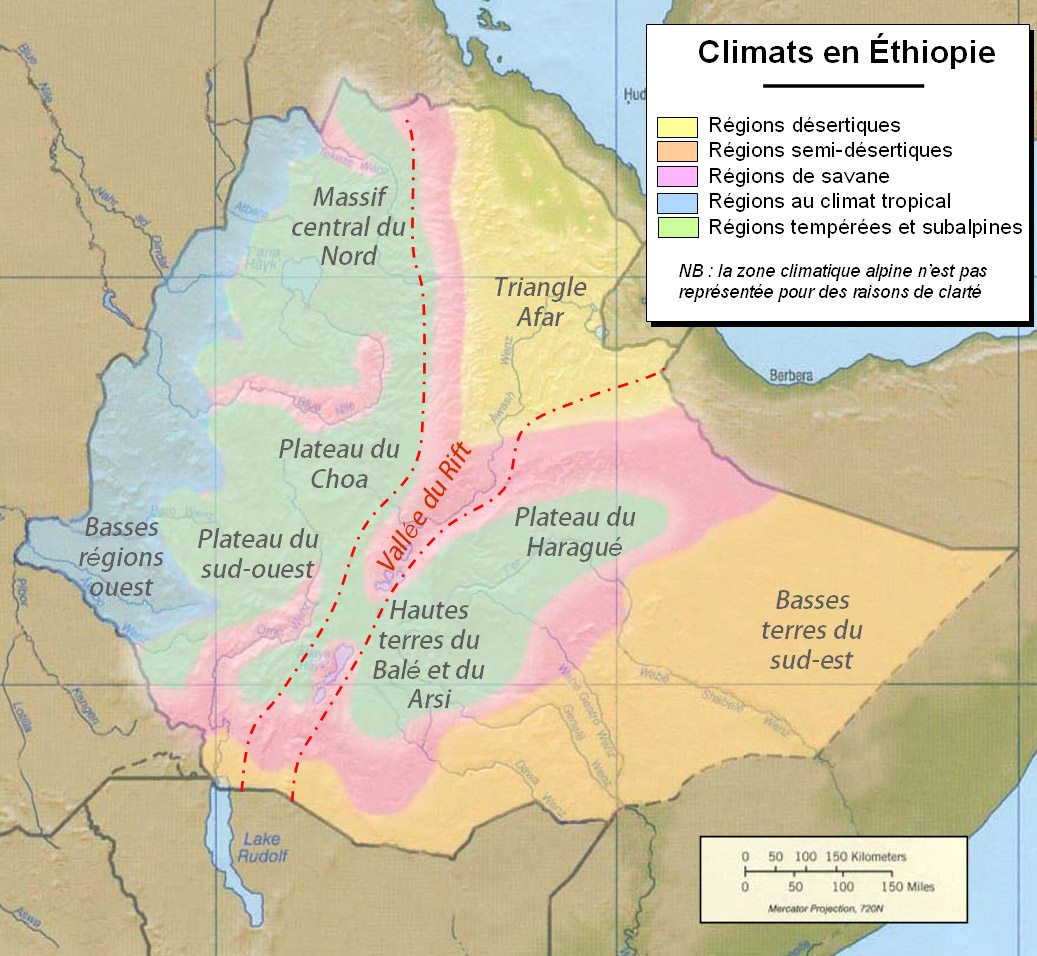
Représentation des cinq principales zones climatiques en Éthiopie.

Du fait de son positionnement en zone tropicale, son relief et sa proximité avec l'océan Indien, l'Éthiopie possède une large variété de climats. Globalement, seules les régions du sud-ouest disposent d'un climat de type tropical, les climats des autres zones étant influencés par l'altitude et la mousson de l'océan Indien.
On distingue généralement six zones climatiques majeures sur l'ensemble du territoire :
- alpine, au-dessus de 3 800 m, la température y est en moyenne de 5 °C et le climat de type alpin ;
- tempérée subalpine, jusqu'à 1 400 m, d'une température moyenne de 15 °C ;
- tropicale, entre de 500 m et 1 000 m d'altitude, d'une température moyenne de 30 °C ;
- tropicale de savane, entre 100 m et 1 400 m d'altitude ;
- semi-désertique entre 100 m et 800 m d'altitude, le climat est semi-aride dans ces deux zones ;
- désertique entre −130 m et 100 m d'altitude, le climat y est de type aride et la température moyenne atteint les 40 °C[49].

Les plateaux du nord et le Choa central, qui constituent le cœur de l'Éthiopie historique, sont soumis à des précipitations abondantes (moyenne annuelle supérieure à 1 000 mm) durant la mousson d'été (fin juin à fin septembre), suivi d'une saison sèche jusqu'en février. La mousson pénètre le pays par le sud-ouest avant de précipiter à la rencontre des hauts-plateaux, épargnant ainsi les plaines du Danakil sur le versant est au climat aride.
Du fait du relief du pays, les basses terres à l'est et au sud-est sont ainsi généralement soumises à des climats plus arides que les hauts plateaux. La région de l'Ogaden au sud-est bénéficie de précipitations plus faibles au printemps et en automne, le climat y est de type semi-désertique (moyenne annuelle entre 50 et 300 mm seulement). Les régions du sud et du sud-ouest du pays sont moins sensibles à la mousson. Le climat y est de type tropical, les pluies y sont intermittentes et l'humidité élevée.

#### Végétation
L'Éthiopie dispose d'une végétation extrêmement diversifiée du fait de la grande variété de climats et de reliefs au sein du pays. La région éthiopienne constitue à cet égard l'une des huit écozones identifiées à travers le monde par le biologiste Nikolaï Vavilov, c'est-à-dire des régions du globe où l'on trouve une très forte diversité génétique d'espèces particulières qui peuvent être identifiées comme le centre d'origine de cette espèce. La diversité est telle qu'on y découvre encore de nos jours de nouvelles espèces. Dans les régions de très hautes altitudes (au-dessus de 3 800 m), seule subsiste une végétation de type alpin (lichen, bruyère). Plusieurs plantes sont caractéristiques de ces régions, notamment la lobélie géante.
Dans les régions des hauts plateaux (2 400 m - 3 800 m), le climat est plus tempéré, et le sol plus riche. C'est dans ces régions qui constituent le cœur historique de l'Éthiopie que l'on trouve encore aujourd'hui la majeure partie de l'exploitation agricole (teff, sorgho, maïs), tout autant que les forêts éthiopiennes largement soumises à une déforestation progressive.
Le long de la frontière soudanaise à l'ouest, le climat tropical et les précipitations abondantes conduisent à une végétation luxuriante, particulièrement le long des fleuves. Dans les régions de plus basses altitudes au sud-ouest, le climat plus sec contribue à développer un environnement de type savane (herbes hautes, arbustes) ainsi que des plantes résistant à des conditions climatiques extrêmes (plantes succulentes). Enfin dans les régions désertiques périphériques, le climat aride et les précipitations quasi inexistantes contribuent à développer une végétation xérophytique ou à la vie très courte, avec une végétation plus faible (acacias, palmiers) autour des quelques cours d'eau.

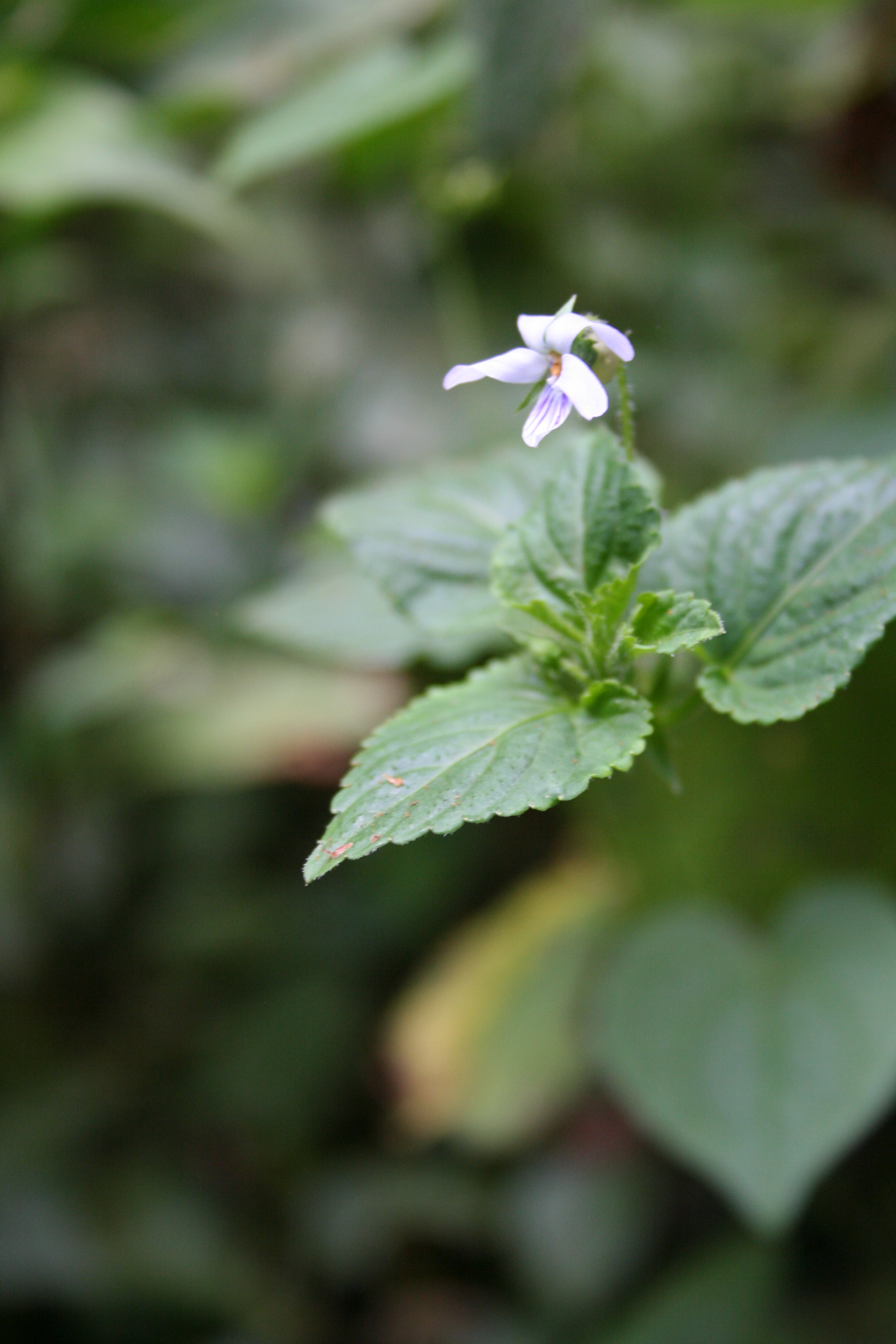
Viola abyssinica.
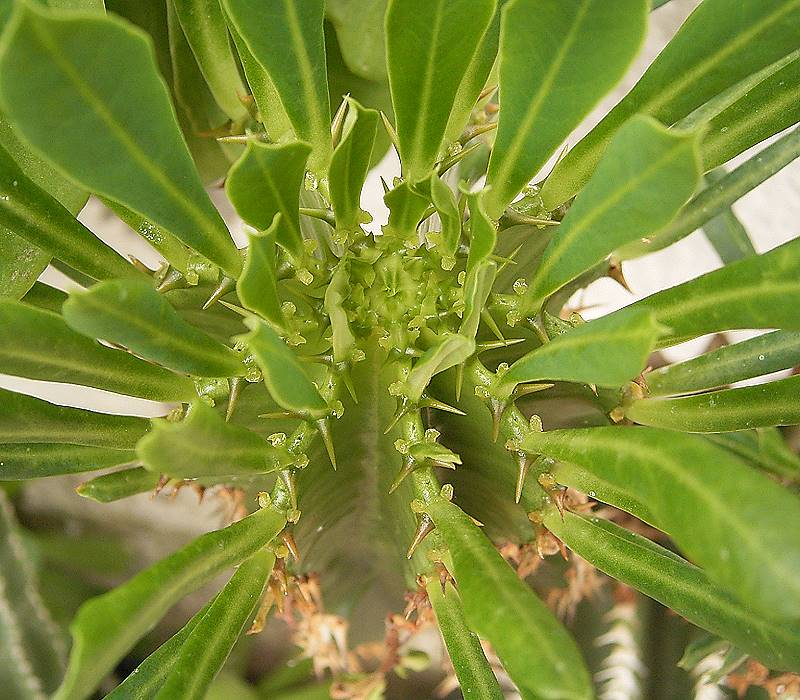
Euphorbia abyssinica.
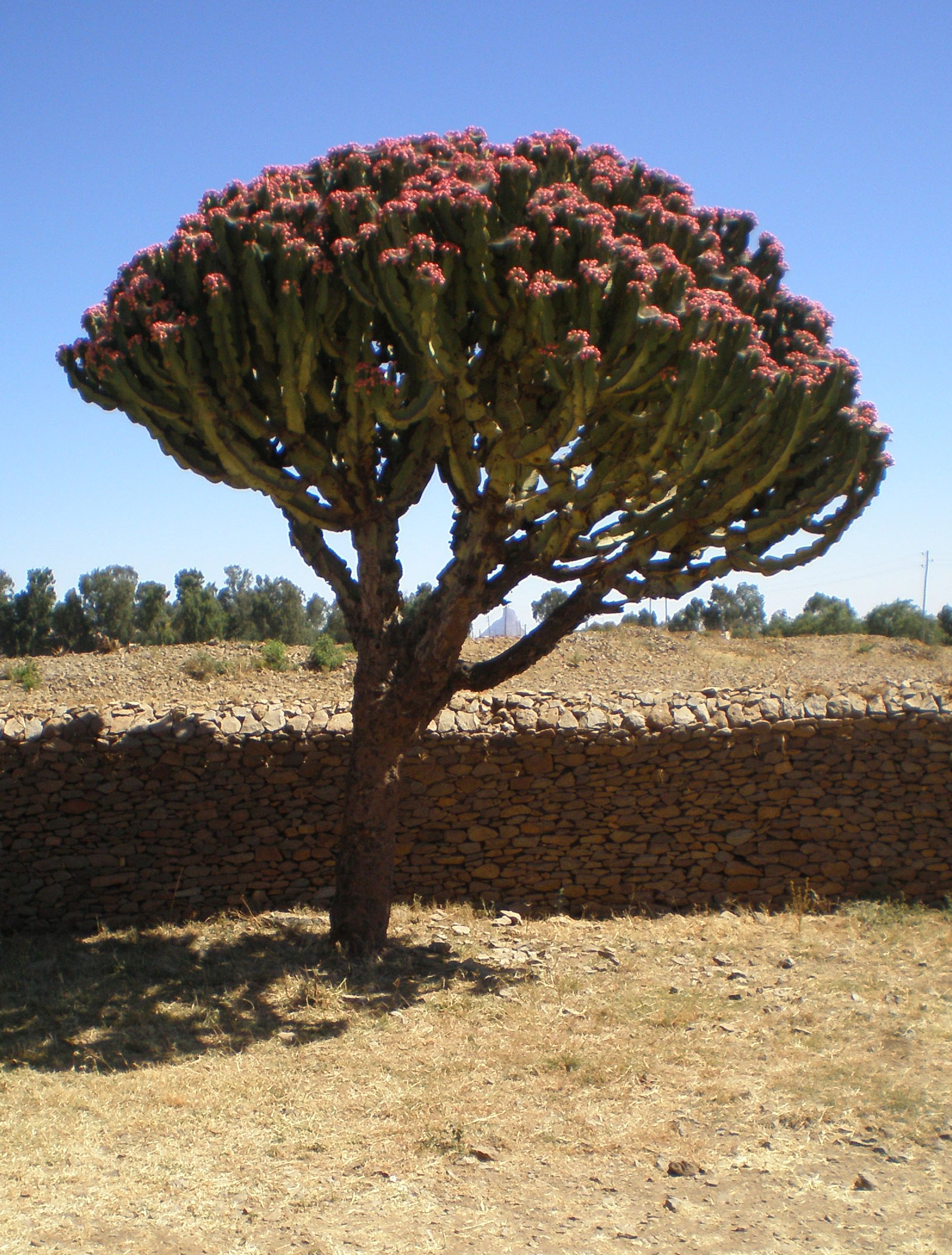
Euphorbe candélabre.
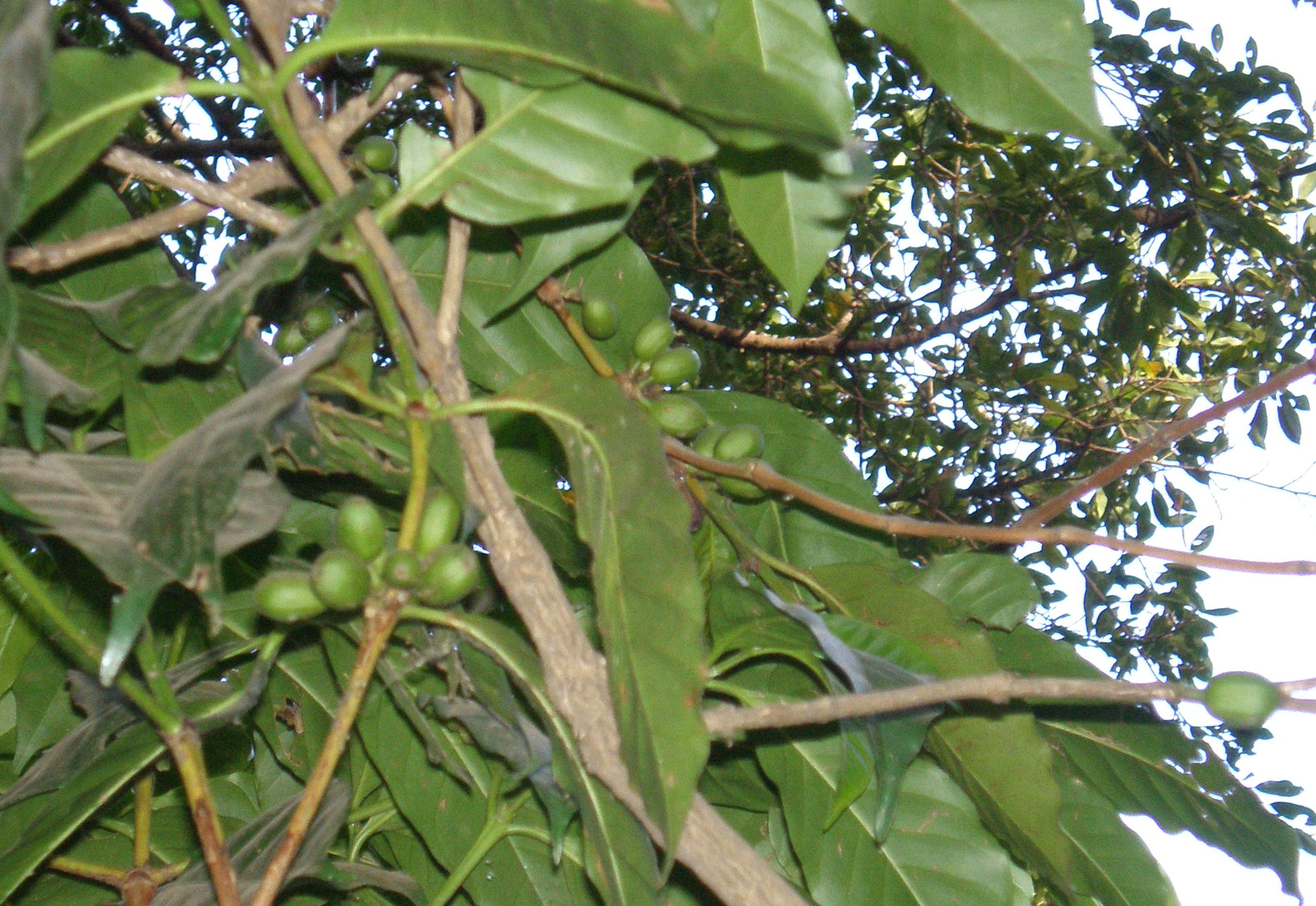
Café arabica.
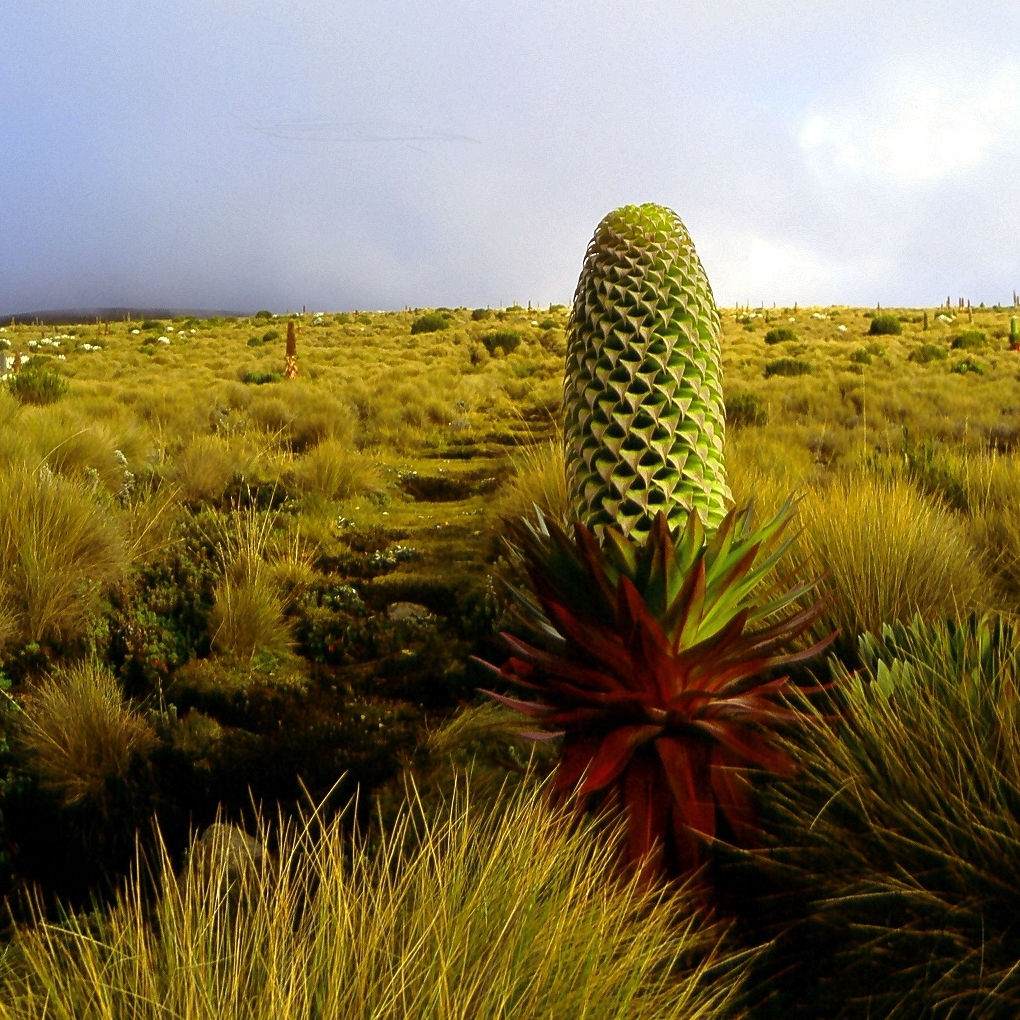
Lobélie géante.

#### Faune

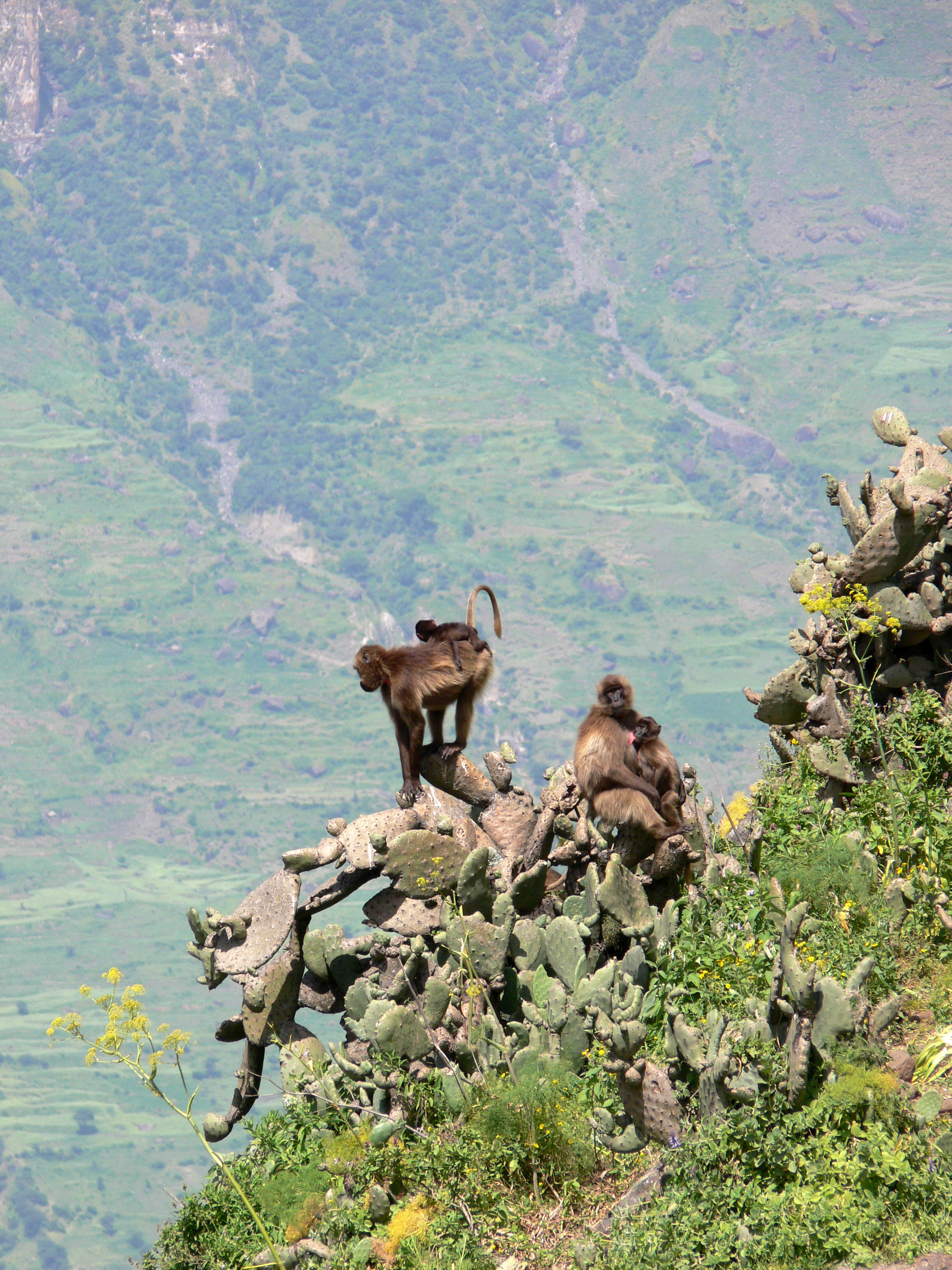
Babouin gelada dans la vallée du Nil Bleu.

On dénombre en Éthiopie un nombre important d'espèces endémiques tout aussi bien chez les mammifères que chez les oiseaux qui constituent la faune éthiopienne. La biodiversité des espèces est notamment due à l'implantation de l'activité humaine à des zones assez délimitées.
À cet égard il est possible de distinguer les massifs montagneux des basses terres périphériques. Sur les hauts plateaux, la présence humaine a au cours de l'histoire modifié l'environnement par sa pratique agricole sédentaire ; certaines régions au relief escarpé ont elles été naturellement protégées, c'est le cas notamment du massif du Simien, qui constitue aujourd'hui un parc naturel où prospèrent de nombreuses espèces endémiques (notamment le bouquetin walia (Capra walie), le loup d'Abyssinie (Canis simensis), le nyala de montagne (Tragelaphus buxtoni), le corbeau corbivau (Corvus crassirostris), le babouin gelada).
Les pratiques nomades dans les basses terres privilégiant l'élevage ont eu beaucoup moins d'impact sur son environnement. On dénombre aujourd'hui neuf parcs nationaux, trois sanctuaires et huit réserves sauvages sur l'ensemble du territoire.

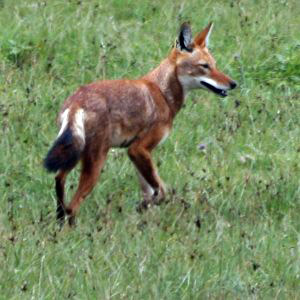
Loup d'Abyssinie (Canis simensis).
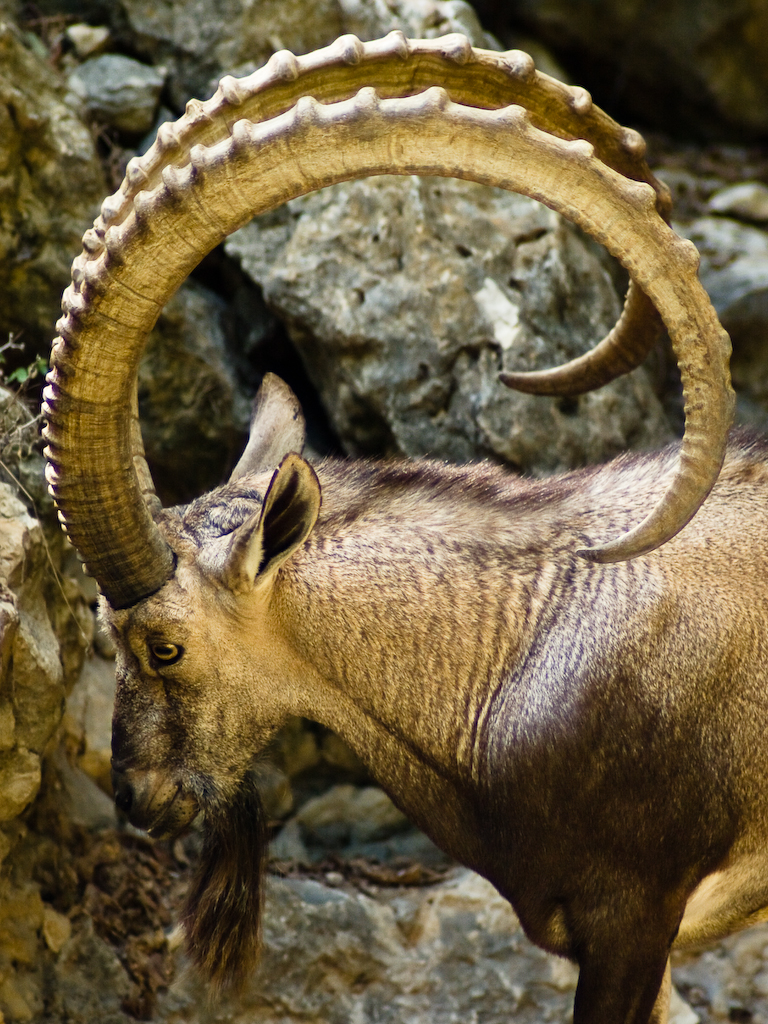
Bouquetin walia (Capra walie).
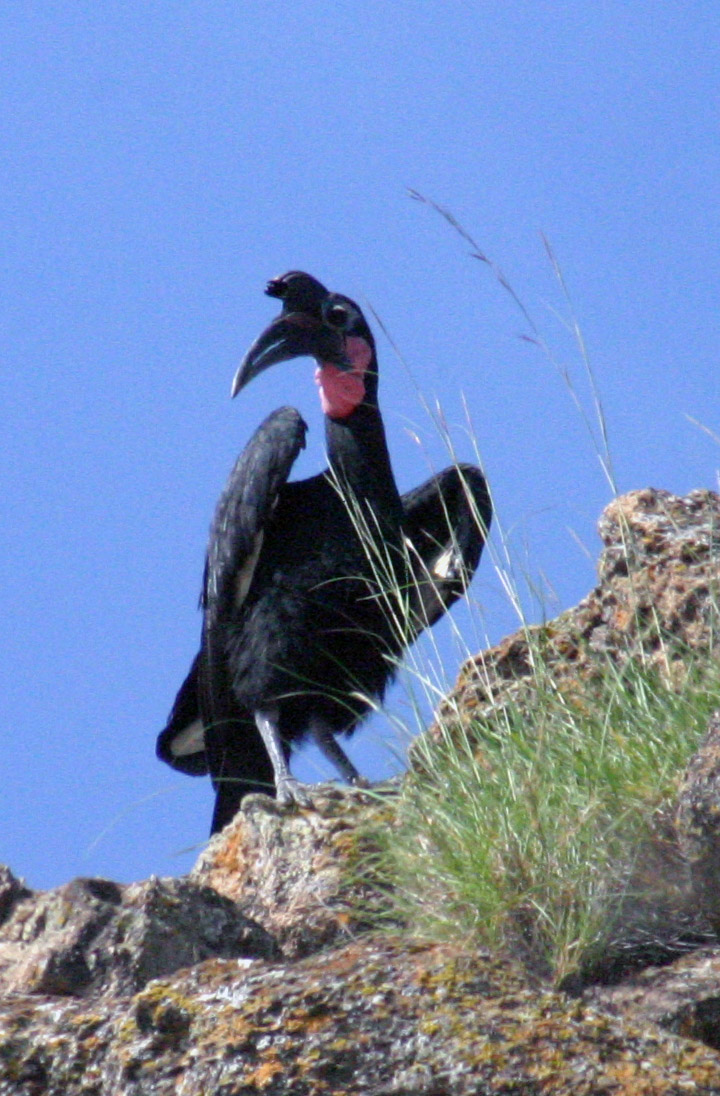
Bucorvus abyssinicus.
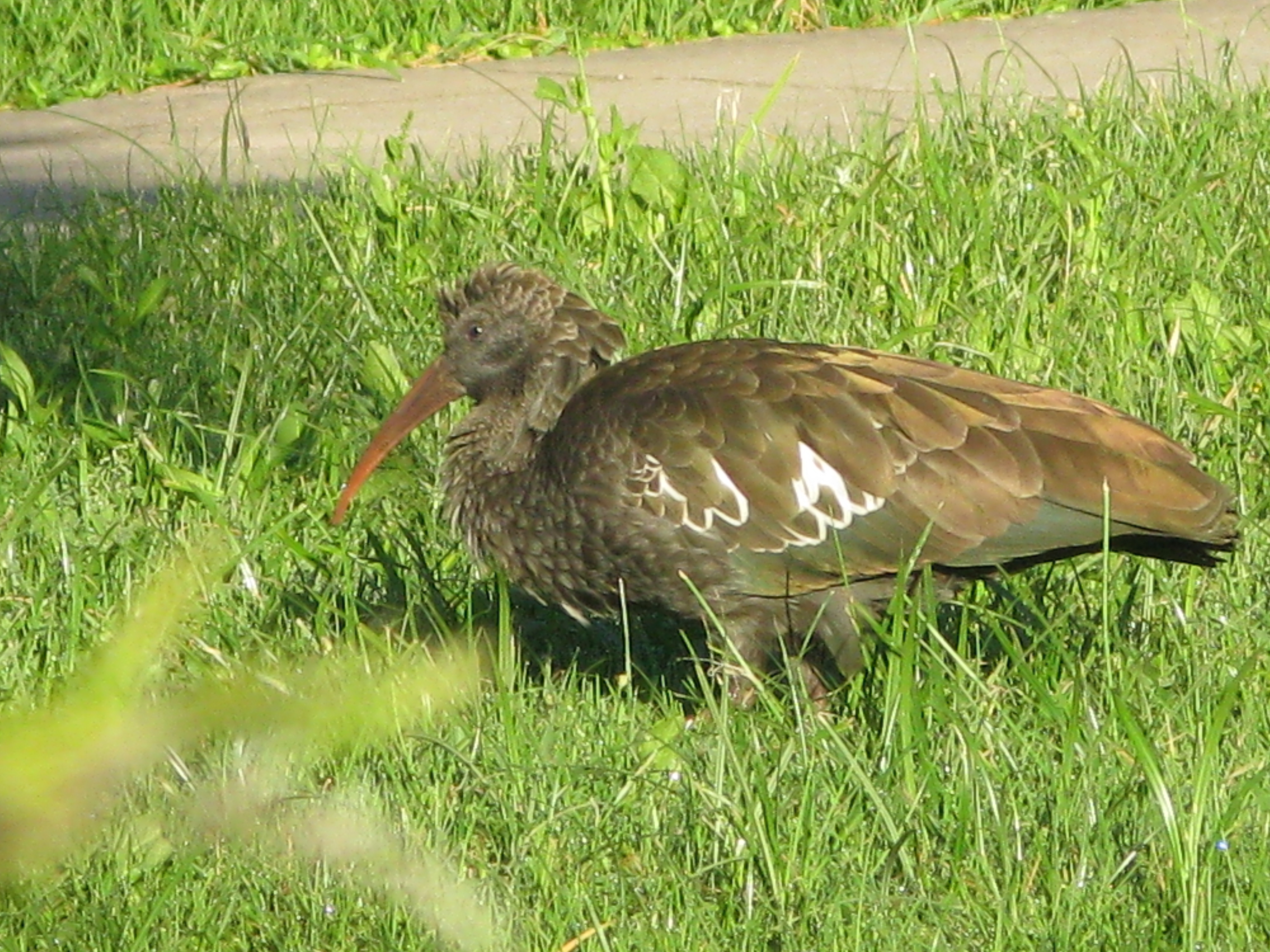
Bostrychia carunculata.
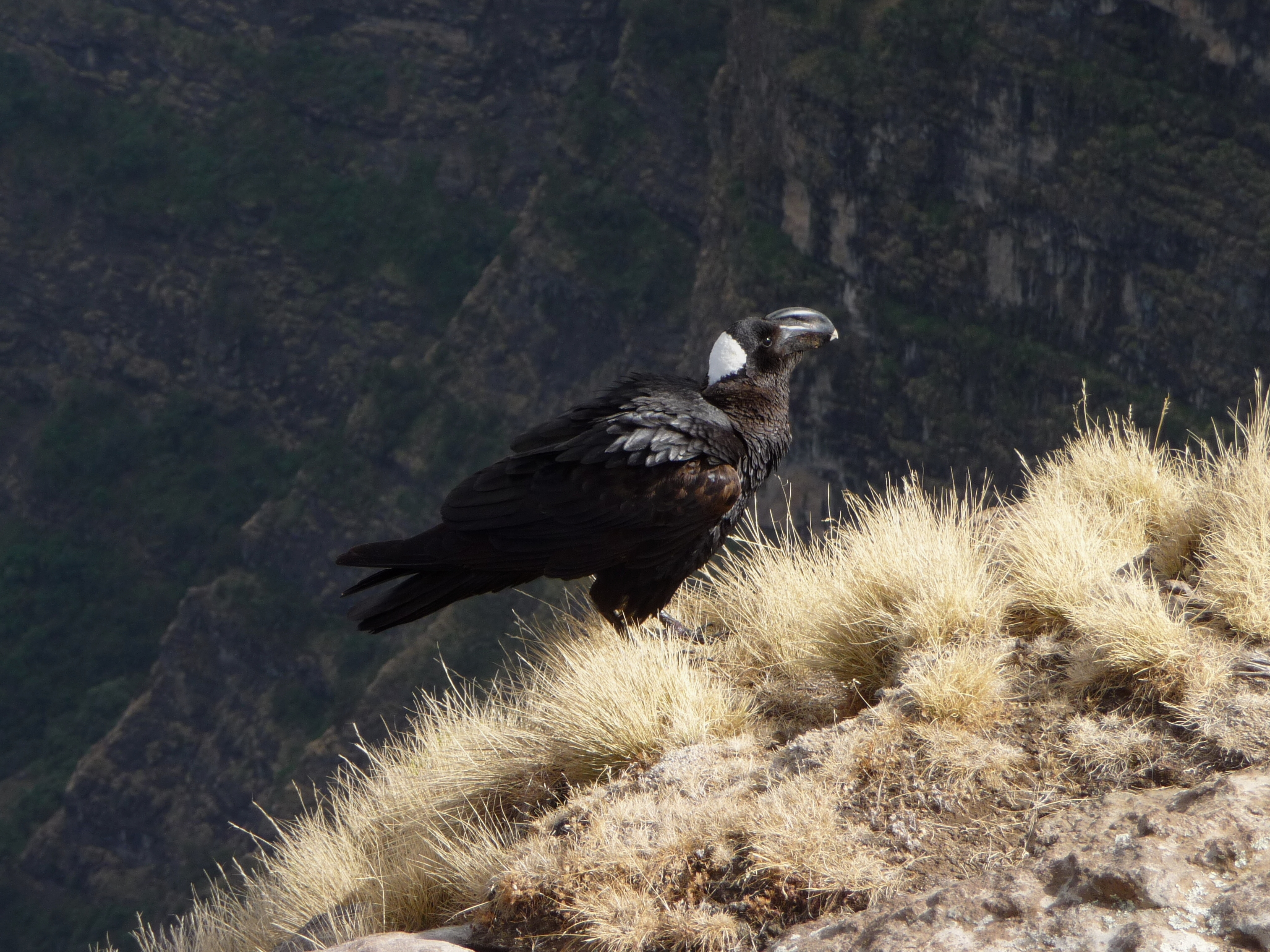
Corvus crassirostris.

### Géographie administrative
Depuis l'entrée en vigueur de la constitution éthiopienne de 1994, l'Éthiopie repose sur un système fédéral et est divisée en dix régions et deux « villes-régions » indiquées par des astérisques :
| 1. Addis-Abeba*                                        |
| 2. Afar                                                |
| 3. Amhara                                              |
| 4. Benishangul-Gumaz                                   |
| 5. Dire Dawa*                                          |
| 6. Gambela                                             |
| 7. Région Harar                                        |
| 8. Oromia                                              |
| 9. Somali                                              |
| 10. Région des nations, nationalités et peuples du Sud |
| 11. Tigré                                              |

Zones administratives de l'Éthiopie.

Chacune des régions dispose de son propre gouvernement et d'un droit constitutionnel à l'autodétermination et à la sécession. Ces dispositions, bien que théoriques, marquent la fin du processus de centralisation ayant commencé sous Téwodros II. Elles reflètent la nature des mouvements ayant combattu le gouvernement central durant la guerre civile de 1974 à 1991, essentiellement régionalistes, nationalistes, autonomistes, voire indépendantistes.
Les régions administratives remplacent depuis 1994 l'ancien système des provinces établi par Haïlé Sélassié Ier. Leurs noms sont parfois encore employés de nos jours pour désigner un lieu dans le pays. Ces régions sont divisées à leur tour en 68 zones administratives sur l'ensemble du territoire. Le pays est en outre subdivisé en 550 woredas et six woredas spéciaux. Il s'agit en fait de l'équivalent d'un canton ou d'un district. Les woredas sont elles-mêmes divisées en Qebelé qui représente une municipalité ou un quartier.

## Démographie

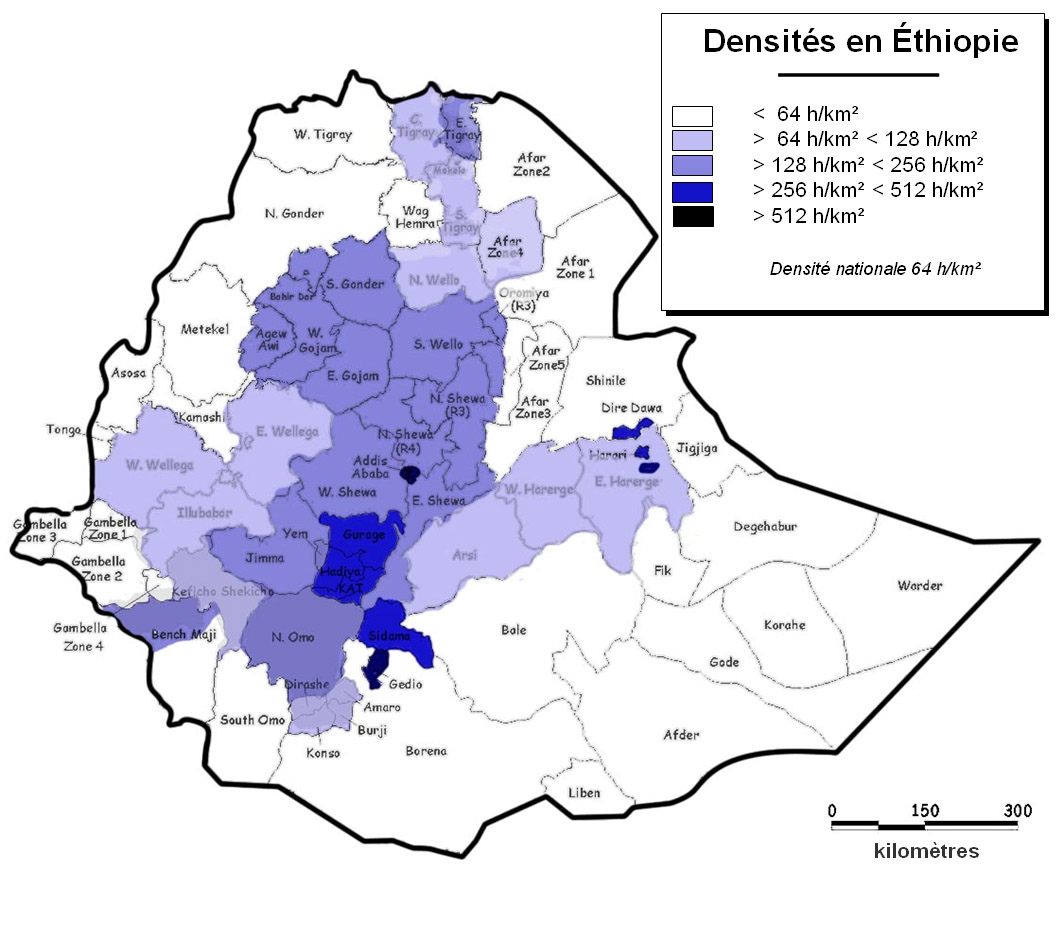
Densités de population en Éthiopie.

Au début des années 1960, l'Éthiopie couvrant 1221900 km² ne compte que 23 millions habitants.

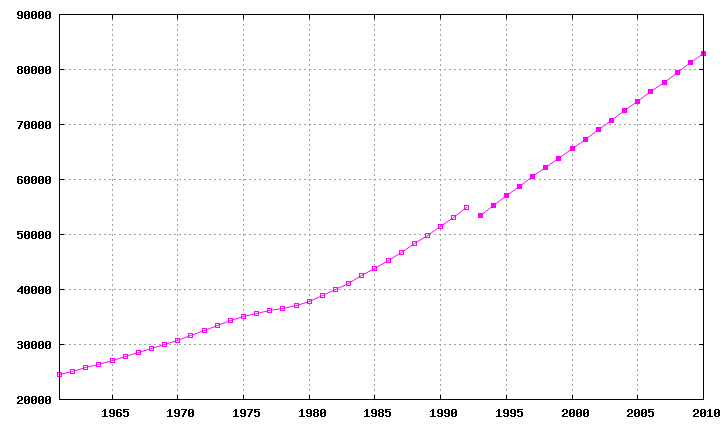
Évolution démographique entre 1961 et 2003 (chiffres de la FAO, 2005). Population en milliers d'habitants.

En juillet 2015, selon l'Agence centrale des statistiques éthiopienne, la population s'élève à 90 074 000 habitants. Les estimations du World Factbook porte l'effectif à 110 871 031 habitants, ce qui lui vaut la 12e place mondiale et la deuxième en Afrique. L'estimation de la Banque mondiale pour 2020 est de 114 963 583 habitants.
Le pays a connu une évolution croissante et régulière de sa démographie jusqu'au début des années 1980. Par la suite cette croissance s'est accélérée jusqu'à aujourd'hui avec un taux moyen de 2,3 % par an, à l'exception d'une baisse visible entre 1992 et 1993 due à l'indépendance de l'Érythrée, le 24 mai 1993, dont la population avoisinait à l'époque 3,2 millions de personnes. La population éthiopienne reste majoritairement jeune et rurale ; elle habite les zones des hauts plateaux.

### Langues

Représentation schématique de la répartition des quatre principales langues éthiopiennes.

Répartition des principales langues maternelles parlées en Éthiopie par zone administrative en 2007 (recensement).

Treize langues sont parlées par plus de 1 % de la population en Éthiopie selon le recensement de 2007, parmi 66 langues mentionnées, : l'oromo (33,8 %), l'amharique (29,3 %), le somali (6,2 %), le tigrigna (5,9 %), le sidama (4,0 %), le wolaytta (2,2 %), les langues gouragué (2 %), l'afar (1,7 %), l'hadiyya (1,7 %), le gamo (1,5 %), le gedeo (1,3 %), l'opo (1,2 %) et le kafa (1,1 %). En raison de l'« impressionnante » concentration de langues très diverses, l'Éthiopie est considérée comme un « paradis pour linguistes », avec 90 langues dont certaines ont moins de 10 000 locuteurs. Même si quelques langues restent encore non classifiées, la majorité peut être rattachée à quatre familles principales :
- les langues sémitiques ;
- les langues couchitiques ;
- les langues omotiques ;
- les langues nilotiques.

Les trois premières branches appartiennent à la famille des langues chamito-sémitiques tandis que la quatrième fait partie des langues nilo-sahariennes.
Toutes les langues d'Éthiopie jouissent du même statut légal depuis l'entrée en vigueur de la Constitution de 1994, son article 5 garantit une « égale reconnaissance de l'État » à tous les peuples, leur droit à développer leur langue et à l'établir comme langue maternelle à l'école primaire.

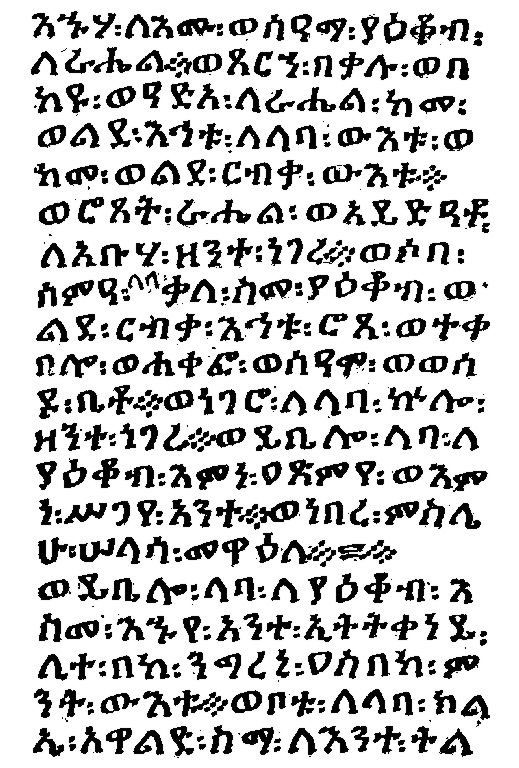
Un passage de la Genèse écrit en guèze, une langue utilisant le système d'écriture national.

Les langues sémitiques sont principalement parlées dans les régions des hauts plateaux, dans le centre et le nord du pays. Ce sont des langues cousines du guèze, langue du royaume d'Aksoum d'importance nationale jusqu'à l'émergence de l'amharique au XIIIe siècle et qui est demeuré la langue liturgique de l'Église orthodoxe éthiopienne et des Juifs éthiopiens. Les deux principales langues sémitiques actuelles de l'Éthiopie sont l'amharique et le tigrigna. La première est la plus pratiquée du pays, par environ 32,7 % de la population, principalement dans le nord central éthiopien. Langue « nationale » depuis le règne de Téwodros II (1855-1868), elle perd son statut premier en 1995, avec l'adoption de la nouvelle Constitution. La deuxième, le tigrigna, parlé par 6,1 % de la population, essentiellement dans le Tigré. Parmi les autres langues sémitiques, on peut citer le hareri, l'argobba ou le gurage, parlés par 4,3 % de la population,.
Les langues sémitiques d'Éthiopie utilisent le système d'écriture ge'ez, un alphasyllabaire dit « éthiopique » et appelé fidel (ፊደል). L'Éthiopie et l'Érythrée sont les seuls pays au monde utilisant ce système d'écriture qui comprend 182 caractères basiques auxquels il faut ajouter des caractères spéciaux, totalisant plus de 200 signes.
Les langues couchitiques sont essentiellement parlées dans une partie du sud-ouest et du Centre ainsi que dans l'est du pays, dans la vallée de l'Awash et le triangle Afar. La plus importante est l'afaan oromoo, deuxième langue du pays, parlée par 31,6 % de la population, très majoritairement les peuples oromos. Le somali, quatrième langue du pays, est pratiqué par 6 % de la population, principalement les Somalis de l'Ogaden, dans l'est éthiopien. L'afar est quant à lui parlé dans le nord-est, une région où est également pratiqué le saho. Enfin, parmi les autres langues couchitiques d'Éthiopie, il convient de citer le sidamo, pratiqué par 3,5 % de la population et regroupé au sein du groupe oriental des hautes terres avec le burji.
Les langues omotiques sont propres à l'Éthiopie où elles sont parlées par les populations vivant dans le bassin de l'Omo, dans le sud-ouest du pays. Bien que leur nombre précis soit difficilement évaluable, on estime à plus de 40 les langues de cette branche. Si très peu de personnes parlent une langue omotique, leur faible diffusion géographique n'empêche pas une grande hétérogénéité. Parmi cette famille, on peut citer le gamo, le yemsa ou le gimira.
Les langues nilotiques sont les moins utilisées, pratiquées par des populations du sud-ouest, à la frontière avec le Soudan. Le faible nombre de locuteurs et leur éloignement géographique du centre en font un groupe linguistique relativement peu connu et étudié d'Éthiopie. Parmi les langues nilotiques en Éthiopie on trouve le nuer-dinka et l'anyua.
L'anglais est la première langue étrangère : c'est la langue commerciale, largement utilisée dans l'administration, sans toutefois avoir de statut officiel, et l'industrie du tourisme. Enseigné dès l'école primaire, il est parlé par environ 500 000 Éthiopiens surtout issus de l'élite et des classes aisées. La grande pauvreté du pays limite sa diffusion, ainsi que la promotion et diffusion des langues régionales. Langue de l'enseignement supérieur, c'est aussi la langue de la diplomatie, utilisée avec le français au siège de l'OUA à Addis-Abeba.
L'arabe est la seconde langue internationale, parlée surtout dans les régions de l'est éthiopien. C'est une langue liturgique et religieuse qu'une faible partie des Éthiopiens musulmans utilisent dans la vie de tous les jours. Un nombre non négligeable d'Éthiopiens chrétiens l'utilisent toutefois dans les échanges commerciaux. L'arabe est parlé, généralement comme seconde langue, par 300 000 à 500 000 Éthiopiens.
L'italien a presque disparu. C'était une des langues européennes utilisées pour les échanges extérieurs jusqu'en 1935. De 1936 à 1941, lors de l'occupation italienne, il fut la langue coloniale. À la libération de 1941, il fut perçu comme lié à la période mussolinienne et à la barbarie fasciste. Au milieu des années 1990, la grande majorité des locuteurs de l'italien, environ 15 000 personnes, avaient plus de 70 ans (en ne comptant pas ceux de l'Érythrée voisine). Aujourd'hui, l'italien est toujours une langue universitaire, et en 2018, entre 4 500 et 8 000 Éthiopiens savaient parler l'italien, constitués d'Éthiopiens de la jeune génération, dont des étudiants, et d'anciens étudiants qui apprenaient la langue italienne. Pour nombre d'Éthiopiens, l'Italie apparaît désormais comme un pays lointain.
Jusqu'en 1935, le français était la seconde langue administrative et la langue de la diplomatie. Le discours du Négus à la SDN en 1935 pour demander de l'aide à son pays qui subissait l'agression de l'Italie fasciste était en français. Toutefois, en 1941 l'anglais, langue des libérateurs, devint la langue étrangère dominante. Le français demeure aujourd'hui une langue de l'élite, en particulier à travers le lycée franco-éthiopien Guébré-Mariam, peu répandue par ailleurs, si ce n'est dans des organismes internationaux (Commission économique pour l'Afrique et Organisation de l'unité africaine) dont les sièges sont à Addis-Abeba. Selon les statistiques de l'encyclopédie en ligne Wikipédia, la version en langue française est la troisième plus consultée depuis l’Éthiopie après l'anglaise et l'amharique. En 2013, selon le président de l'Organisation internationale de la francophonie, le Premier ministre éthiopien voudrait que le français devienne une langue enseignée dans chaque lycée du pays afin que le peuple éthiopien puisse parler à l’Afrique francophone. En 2018, il était estimé que les francophones étaient entre 2 000 et 3 500 en Éthiopie, constitués surtout majoritairement d'étudiants, ou d'anciens étudiants qui étudiaient la langue française.

### Groupes ethniques

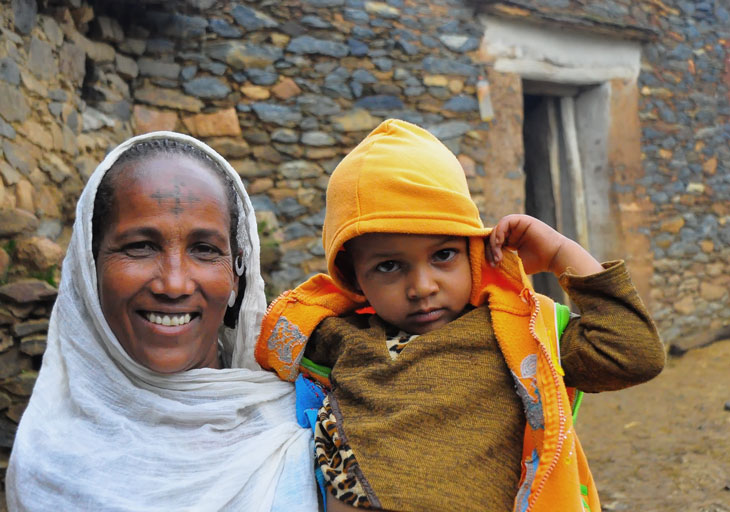
Tigréens.

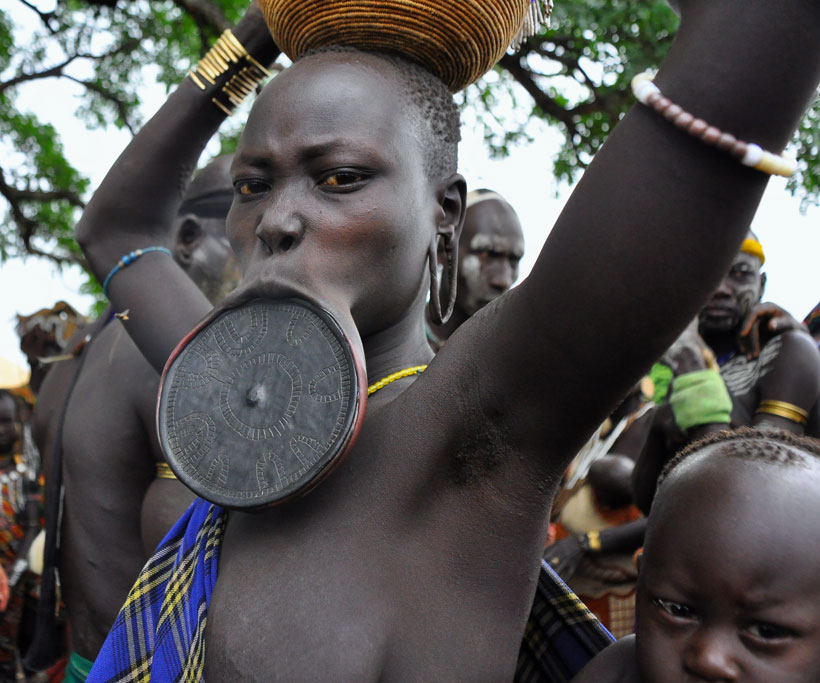
Mursis.

Les peuples d'Éthiopie peuvent être répartis en divers grands ensembles avec comme élément caractéristique essentiel, la langue. Le premier grand groupe est constitué des peuples habesha parlant essentiellement des langues sémitiques. Le peuple amhara est le deuxième démographiquement au niveau national après les Oromos. Ils habitent les hauts plateaux et sont des agriculteurs. À partir du milieu du XIXe siècle et notamment sous le règne de Menelik II, ils jouent un rôle important dans la construction de l'État moderne éthiopien. Ils parlent l'amharique, aujourd'hui langue de travail du gouvernement fédéral et sont des chrétiens orthodoxes. Les Tigrés constituent démographiquement le deuxième peuple du groupe habesha. Leur langue est le tigrigna et ils sont également des chrétiens orthodoxes. Ils sont installés dans le nord de l'Éthiopie et se sentent par conséquent fortement liés à l'héritage aksoumite ainsi qu'à l'identité nationale éthiopienne. Les autres populations habesha sont les Agew et les juifs éthiopiens.
Une deuxième entité est constituée par les Oromos, premier peuple du pays devant les Amharas. Auparavant, ils ont été désignés par le terme de « Gallas », un mot ayant aujourd'hui une connotation péjorative. L'« identité élastique » s'explique par l'étendue de la zone de peuplement allant de la frontière avec le Soudan à l'ouest, à l'Ogaden, à l'est et à la frontière avec le Kenya, au sud. Leurs activités varient selon les régions, mais l'élevage bovin est partagée par les divers groupes oromos. En effet, ils détiennent une partie importante du cheptel national. Contrairement aux Amharas et aux Tigrés, les Oromos n'ont pas d'unité religieuse, une partie pratique le christianisme orthodoxe éthiopien, une autre fraction est musulmane tandis qu'une portion est protestante. En revanche, la langue oromo constitue un ciment unificateur ; les divers dialectes oromos sont intercompréhensibles. L'intégration politique des Oromos dans la société et l'État éthiopiens s'est effectuée du XVIe au XVIIIe, après l'invasion de Gragne et à la suite des mouvements d'immigration. Plusieurs groupes de populations constituent l'ensemble oromo tels que les Borenas, les Arsi et les Gujis, etc..
Dans l'est éthiopien vivent deux peuples de pasteurs : les Afars et les Somalis. Majoritairement musulmans, ils parlent respectivement l'afar et le somali. Près de 1 à 1,5 million d'Afars vivent dans le nord-est de l'Éthiopie, tandis que les 4 millions de Somalis sont installés dans la région de l'Ogaden. Les deux peuples sont nomades et organisés en clans bien qu'historiquement, ils ont pu constituer des États stables.
Tout un ensemble de peuples vit dans le sud-ouest, et dans les périphéries ouest et sud de l'État éthiopien. Gérard Prunier dégage deux groupes. Tout d'abord, la « première périphérie sud-ouest », proche du centre, dans laquelle vivent entre autres les Gouragués, les Kaffas, les Sidamas, les Welaytas, etc.. Le deuxième groupe est celui des « grandes périphéries ». Chaque peuple est démographiquement peu important, mais ce vaste ensemble regroupe des cultures véritablement homogènes, des langues différentes et des organisations sociétales diverses.

### Religions

Principale religion pratiquée par wereda selon les données du recensement de 2007.

La liberté de culte est garantie en Éthiopie par la Constitution de 1994, spécifiant l'absence de religion d'État. Il y est ainsi interdit de créer un parti politique fondé sur la religion, tout groupe religieux doit être déclaré et enregistré auprès des autorités gouvernementales.

#### Christianisme

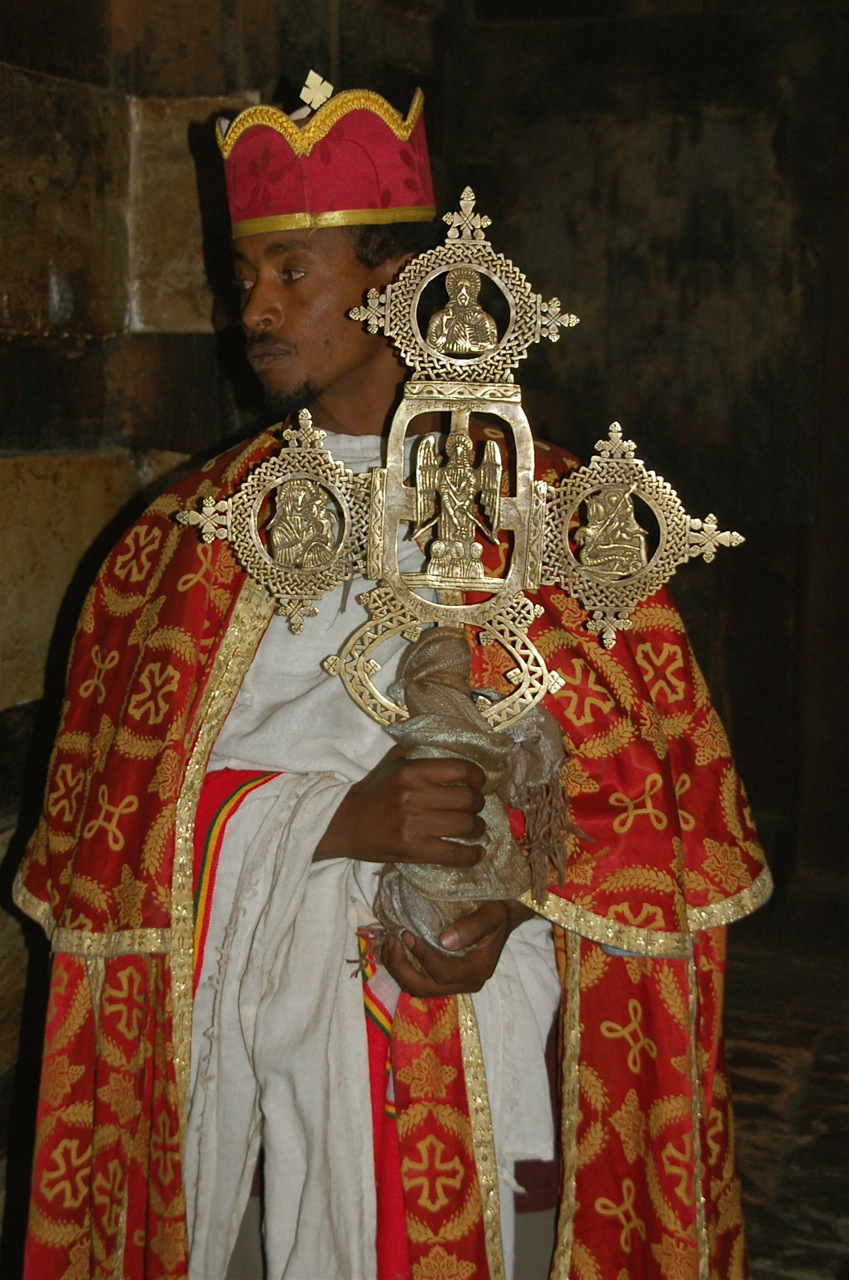
Prêtre de l'église Yemrehanna Krestos.

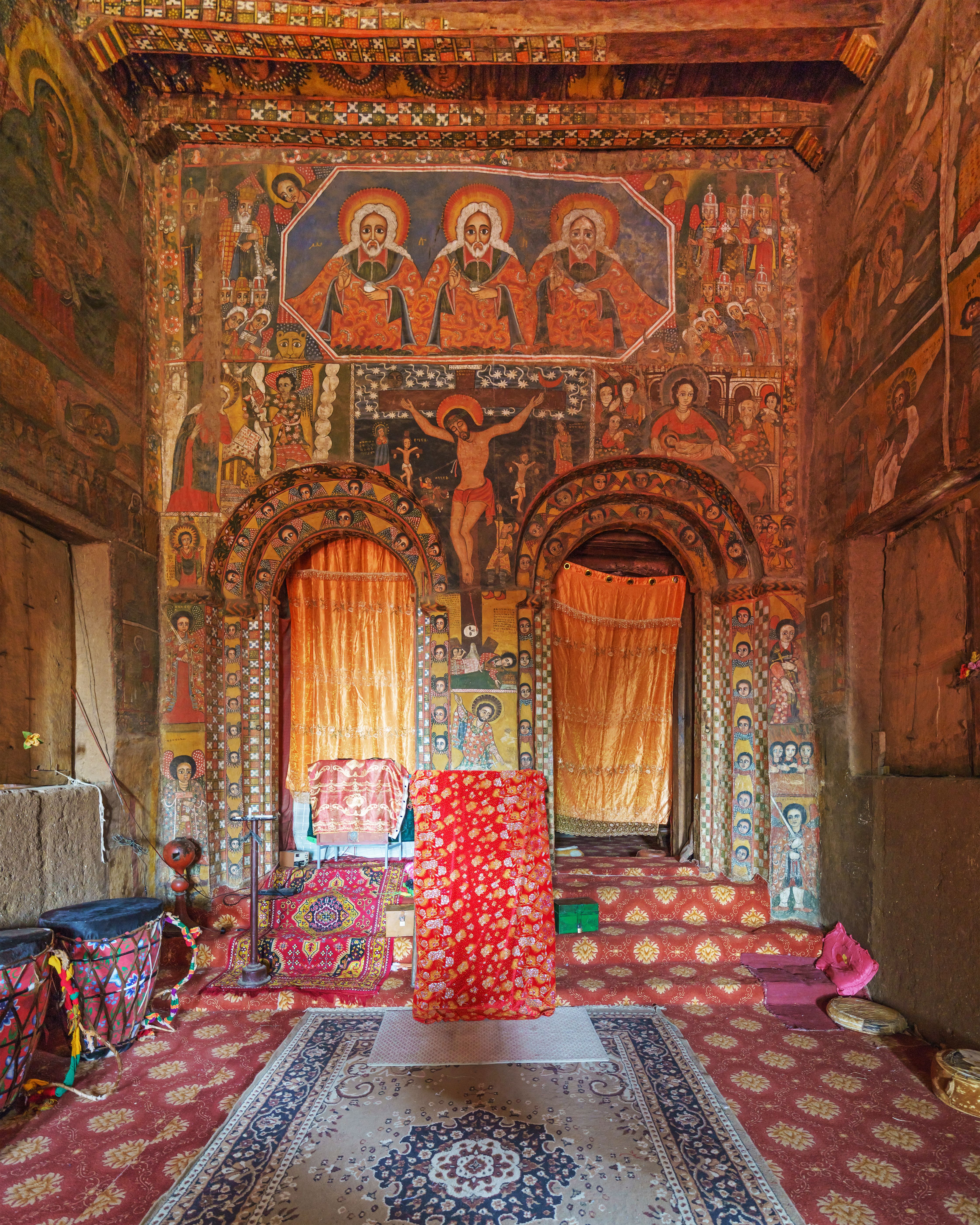
Église Debré Berhan Sélassié à Gondar.

Le christianisme en Éthiopie est dominé par l'Église orthodoxe éthiopienne, qui est majoritairement répartie dans les régions des hauts plateaux (capitale-région : Addis-Abeba, régions Amhara et Tigré).
Selon le recensement national officiel de 2007, la population chrétienne se répartit suivant trois courants :
- 43,5 % de la population éthiopienne est membre de l'Église orthodoxe éthiopienne ;
- 18,6 % sont protestants tels que les membres de l'Ethiopian Kale Heywet Church, Église évangélique éthiopienne Mekane Yesus i Églises pentecôtistes (Mulu Wongel, Église apostolique éthiopienne) ;
- 0,7 % se réclament de l'Église catholique éthiopienne.

Le christianisme est introduit en Éthiopie vers 330 lorsque saint Frumence de Tyr, appelé localement Fremnatos ou Abba Selama (« père de la Paix »), convertit le roi Ezana d'Aksoum, en faisant ainsi l'un des plus anciens États chrétiens au monde, le second après l'Arménie. La croix remplace à cette époque la symbolique du Soleil et de la Lune sur les pièces du royaume. Vers 480, un groupe de moines, les Neuf Saints introduisent le monachisme et le monophysisme, sous la forme d'un refus des formulations du concile de Chalcédoine de 451, adhérant à la nature unique du Christ. Ceux-ci contribuent à la diffusion du christianisme dans le royaume en traduisant notamment les premiers textes religieux en guèze. Les monastères, l'architecture à travers des églises rupestres de Lalibela notamment, l'art, la peinture, la littérature, témoignent de l'influence sensible du christianisme orthodoxe tout au long de l'histoire de l'Éthiopie et du règne des dynasties Zagwe et salomonienne. La tentative d'introduire le christianisme romain en Éthiopie par la voix de missionnaires se révèle par ailleurs un échec conduisant à une guerre civile se concluant par l'expulsion des jésuites sous Fazilidas.
Jusqu'en 1959, l'Église orthodoxe éthiopienne fait partie de l'Église copte orthodoxe, date à partir de laquelle elle devient autocéphale. Elle constitue la seule Église orthodoxe précoloniale de l'Afrique subsaharienne. Elle sera une religion d'État jusqu'en 1974, date du renversement de la dynastie salomonienne et de la révolution éthiopienne.

#### Islam

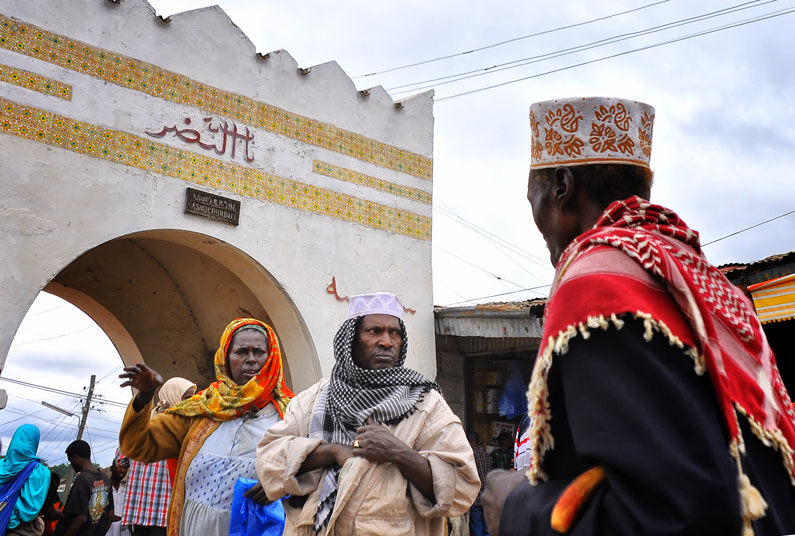
La ville de Harar, patrimoine mondial de l'UNESCO.

Selon le recensement national officiel de 2007, l'islam serait pratiqué par environ 33,9 % de la population éthiopienne.
Celui-ci est surtout présent aujourd'hui dans les basses plaines plus chaudes du sud et de l'est, dans les régions de Harar, Afar et Somali ainsi que dans certaines parties du sud de la région Oromia. L'islam suit généralement la tradition sunnite.
La présence de l'islam en Éthiopie remonte à l'époque de la fondation de la religion musulmane et à l'hégire. Vers 615, un groupe de musulmans, compagnons du prophète de l'islam Mahomet, fuit les persécutions (en) dont ils sont l'objet à La Mecque, et trouve refuge en Éthiopie dirigée alors par le roi chrétien nommé Ashama ibn Abjar dans la tradition arabe. L'un des compagnons de Mahomet, le premier muezzin Bilal, est également décrit comme originaire d'Éthiopie. Ceux-là s'installent à Negash, dans le Tigré, considéré comme le premier lieu d'implantation de l'islam en Éthiopie. En échange de la protection accordée par le roi face aux injonctions des Quraych qui demandent leur retour en Arabie, Mahomet demande à ses compagnons de respecter, et de vivre en paix avec les chrétiens d'Éthiopie. Un cimetière remontant au VIIe siècle a depuis été retrouvé dans la région de Negash. La région éthiopienne est ainsi l'endroit où l'on retrouve certains des plus anciens sultanats au monde, parmi eux le sultanat du Choa fondé par la dynastie Makhzumite en 896, remplacé plus tard par le sultanat d'Ifat.

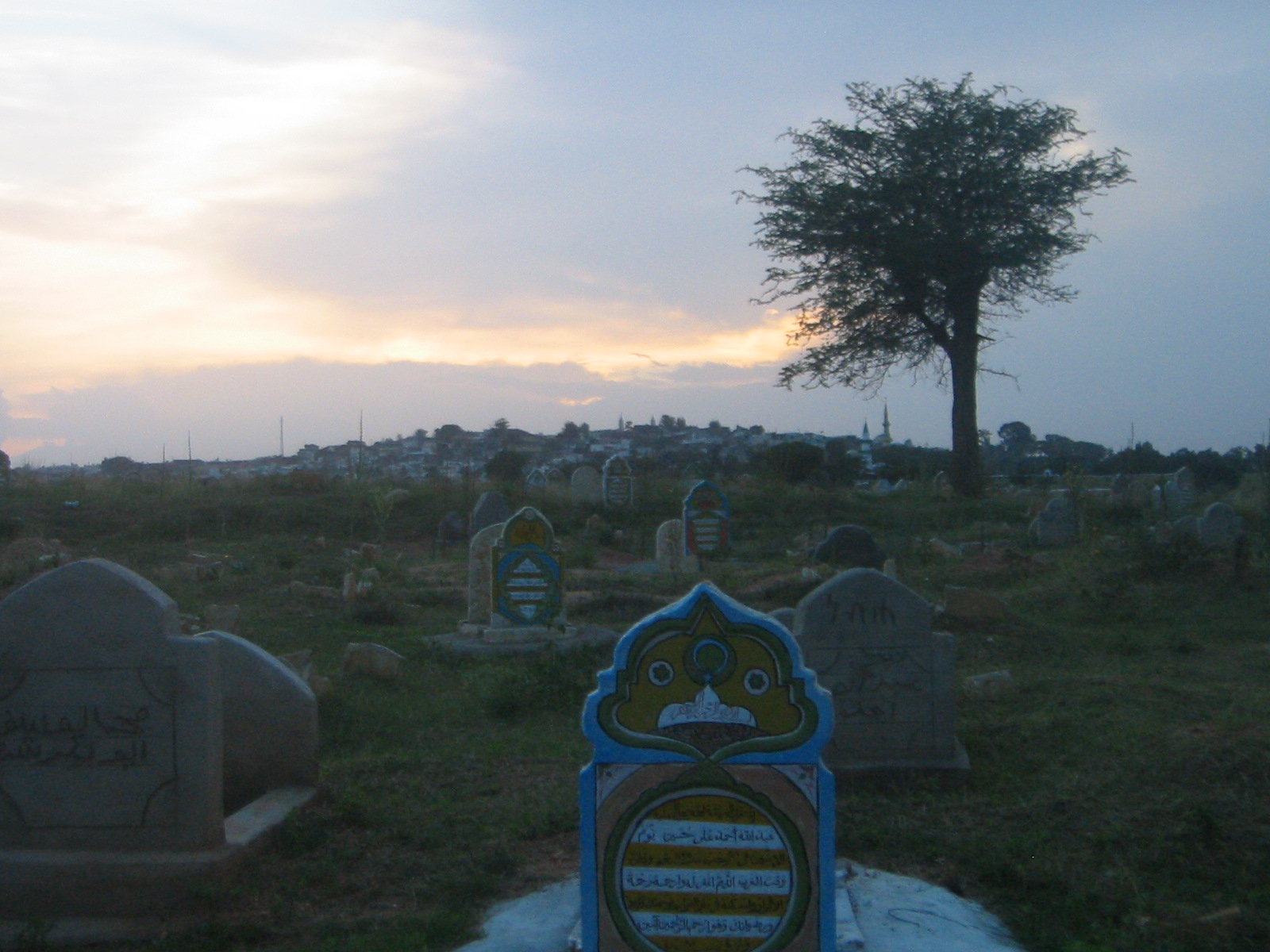
Cimetière musulman à l'extérieur des fortifications de Harar.

L'islam s'est par la suite développé dans les régions commerçantes côtières du sud de la Corne de l'Afrique, suivant ainsi les routes maritimes, particulièrement dans la région Somali. Les campagnes du Somali Ahmed Gragne vers les hauts plateaux à partir de 1527 contribuent également à son expansion dans le sud de l'Éthiopie. L'expansion des Oromos de tradition Waaqa vers le nord dans les décennies qui suivent affaiblit un temps son influence, avant que ceux-ci n'adoptent progressivement la nouvelle religion. Aujourd'hui la religion musulmane est pratiquée par environ 40 % des Oromos sous forme de syncrétisme entre islam et anciennes croyances.
La ville de Harar, abritant 82 mosquées, dont trois remontant au Xe siècle et 102 tombeaux est aujourd'hui considérée comme la quatrième ville sainte de l'islam par les musulmans éthiopiens. Harar est également patrimoine mondial de l'UNESCO.

#### Judaïsme
L'origine des Juifs éthiopiens (ge'ez : ቤተ እስራኤል) reste mal comprise, leur croyance coexistait probablement avec les animistes avant l'arrivée du christianisme. Depuis l'Antiquité éthiopienne, ils vivent dans le nord du pays, en particulier les provinces de Gondar et du Tigré. Après avoir bénéficié de petits États indépendants jusqu'au XVIIe siècle, ceux-ci sont conquis par l'empire éthiopien, et les Beta Israel deviennent une minorité marginalisée.
Les pratiques religieuses des Beta Israel d'Éthiopie sont basées sur la même version du Pentateuque que celle qu'utilisaient les chrétiens éthiopiens, rédigée en guèze. Toute la littérature rabbinique, en particulier le Talmud, est ignorée. Les communautés juives n'ont pas eu de synagogues ni de rabbins, au niveau de la symbolique, ils n'utilisent pas l'étoile de David. Leur lieu de culte est appelé masgid. On y lit la Bible, et on y sacrifie l'agneau pascal.
Ils entrent en contact avec la version occidentale du judaïsme à la fin du XIXe siècle. À compter du début du XXe siècle, une redéfinition en profondeur de l'identité de la communauté se fait jour et l'amène à se considérer désormais comme juive, et plus seulement comme juifs éthiopiens, notamment depuis les opérations de rapatriement en Israël. Cette évolution réduit progressivement les forts particularismes religieux originels et rapproche la religion des Beta Israel du judaïsme orthodoxe. Depuis, leurs pratiques séculaires n'ont cessé de régresser au profit des pratiques du judaïsme rabbinique, mais sans disparaître. On compte, en 2009, 3 188 Beta Israel en Éthiopie, alors qu'ils sont plus de 100 000 en Israël.

## Arts et culture
En raison du maintien de son indépendance et à la suite de la mauvaise expérience catholique au XVIIe siècle, l'art éthiopien est peu influencé par le monde occidental. En revanche, sa proximité avec le monde byzantin est perceptible dans l'art chrétien. Avant les années 1990, l'art éthiopien est relativement peu connu du grand public occidental. La première étude européenne date de 1892 et la première expédition archéologique s'est effectuée en 1906. De nombreuses collections privées et des librairies ont gardé inconnu l'art éthiopien. Sa reconnaissance internationale débute en 1960, avec la publication par l'UNESCO d'enluminures, progressivement des expositions sont organisées dans différentes villes, à Addis-Abeba, Paris ou encore Baltimore. L'aspect le plus connu demeure l'art chrétien, tandis que l'artisanat n'est que peu étudié.

### Art chrétien éthiopien

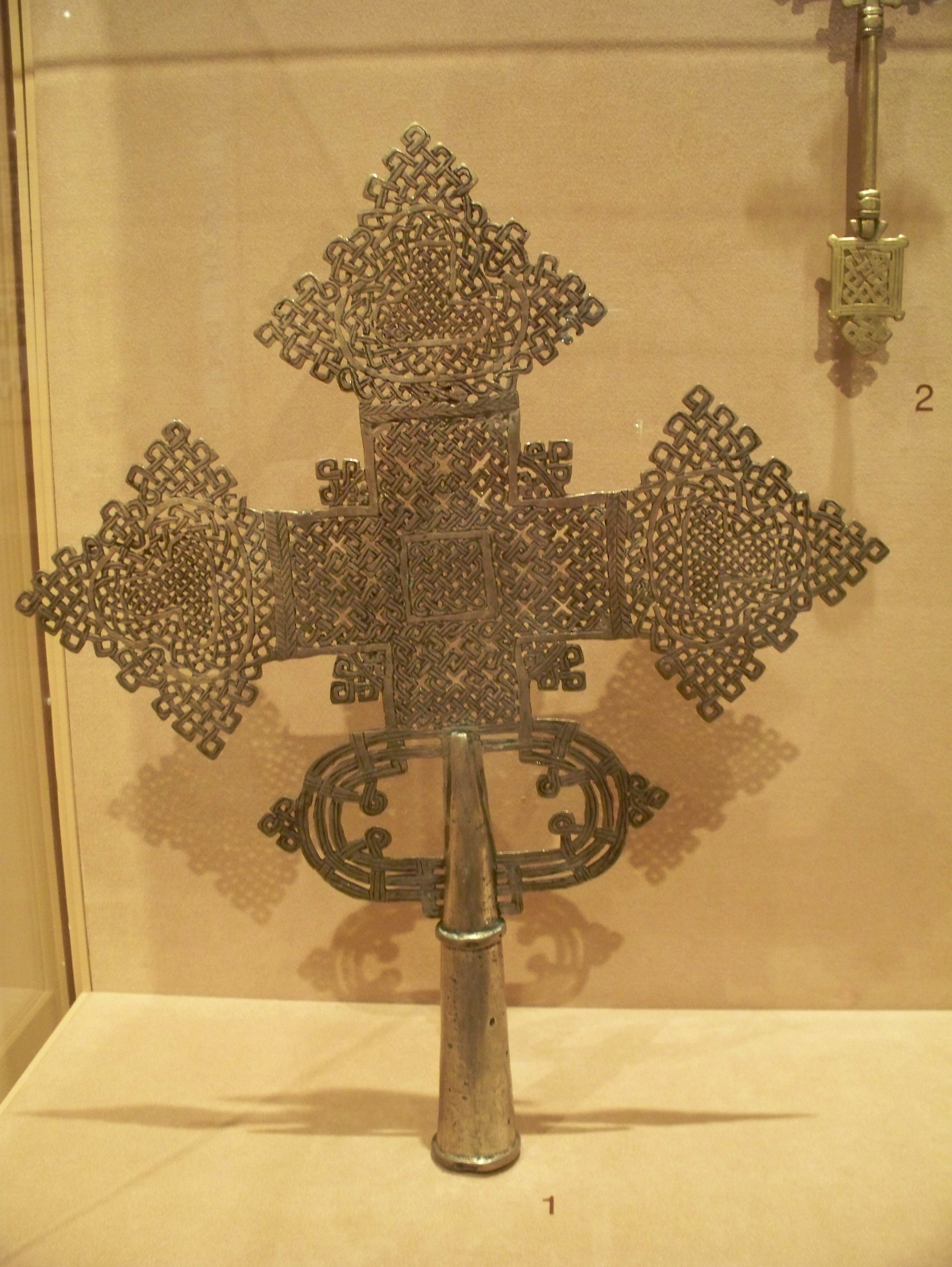
Croix de procession.

Christianisée dès le IVe siècle puis coupée du reste du monde chrétien à la suite de l'expansion de l'islam à partir du VIIe, l'Éthiopie a développé une tradition religieuse, mais également un art chrétien original. Celui-ci s'exprime sous trois formes principales : l'architecture, l'orfèvrerie et la peinture. L'architecture chrétienne est partiellement influencée par la civilisation aksoumite ; les premiers monuments taillés dans la roche datent du VIIe-Xe. Ils apparaissent tout d'abord dans la province du Tigré où, aux Xe-XIIe, est creusée une grande église funéraire à plan cruciforme dédiée aux souverains Abreha et Atsbeha. L'ensemble le plus célèbre reste celui de Lalibela où Gebre Mesqel Lalibela fait tailler au XIIIe les premières églises monolithes. Quand elles ne sont pas taillées dans la roche, les églises éthiopiennes ont souvent une forme octogonale. L'intérieur des édifices religieux est parfois décoré et c'est principalement dans ce domaine que la peinture éthiopienne s'est développée, influencée par l'art byzantin.
Les plus vieilles peintures chrétiennes conservées sont des enluminures datant, environ, du VIIe ; les contacts entre le royaume d'Aksoum et le Moyen-Orient sont perceptibles à travers le style des œuvres. L'isolement du pays par rapport au reste du monde chrétien est visible dans les peintures des XIIe-XVe durant lesquels un véritable style éthiopien se développe. La première école picturale originale éthiopienne apparaît vers 1400, les peintres illustrent principalement des manuscrits. Outre l'architecture et la peinture, on retrouve un art des croix qui constitue « probablement la part la plus originale de l'art chrétien éthiopien », note Jacques Mercier, historien de l'art. Cette orfèvrerie serait apparue durant les siècles de christianisation du pays, durant les Ve-VIe pour véritablement prospérer dès les Xe-XIIe. Les gravures sont géométriques, les sculptures anthropomorphes sont absentes et le Christ est parfois représenté. La diversité des styles, des tailles et des matériaux permet de retrouver des formes originales par rapport aux arts d'autres chrétientés.

### Artisanat et art corporel

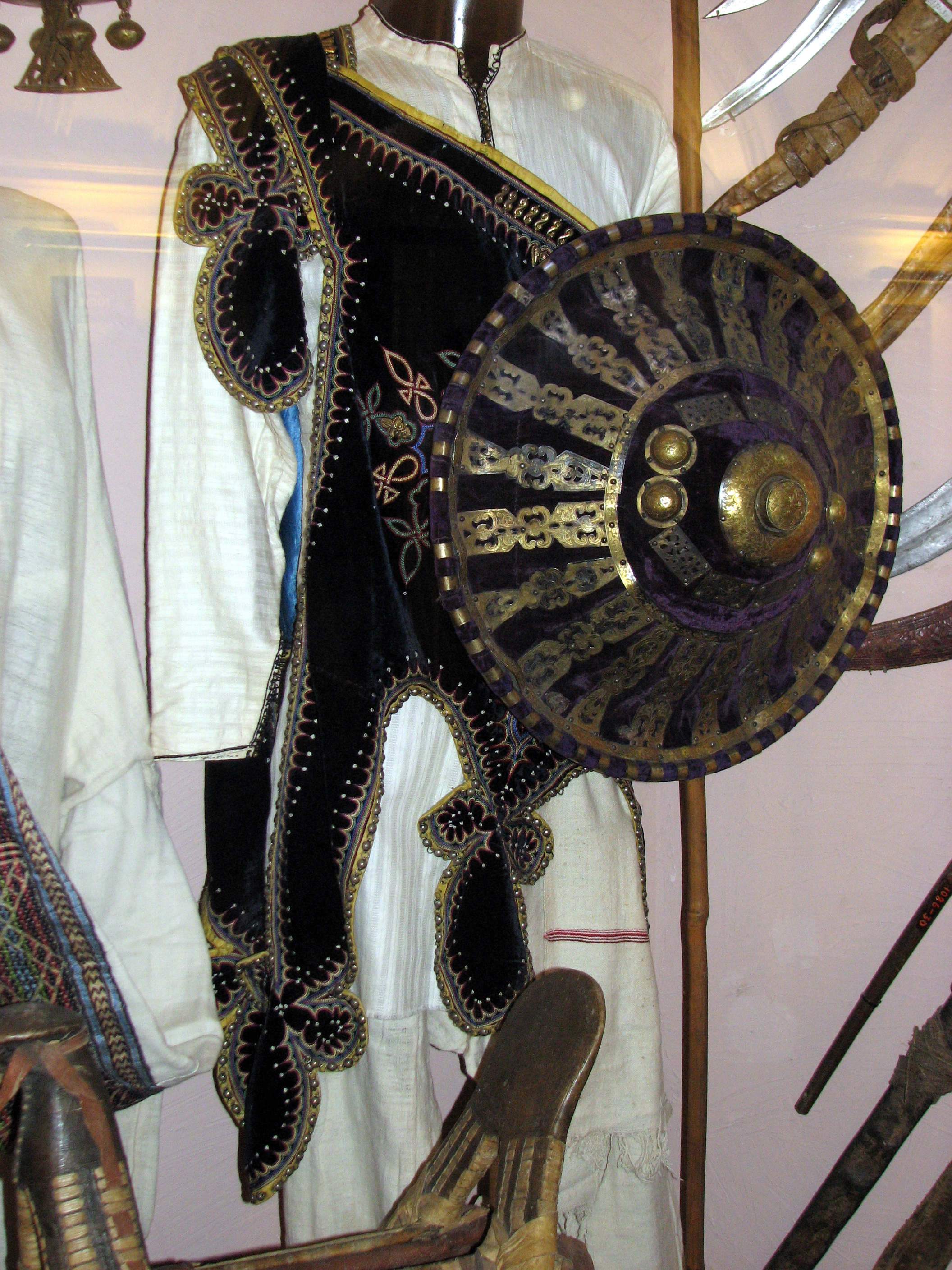
Le bouclier, un objet de guerre souvent travaillé par les artisans éthiopiens.

Contrairement à l'art chrétien, les objets artisanaux de la vie quotidienne conservés ne dépassent pas 200 ans. Les différents artisanats se sont développés en fonction des aires culturelles, définies par rapport aux systèmes agraires. Ainsi dans le sud-ouest, notamment dans l'aire horticole, on retrouve du mobilier monoxyle, des tables et des sièges, ceux-ci étant particulièrement travaillés. La culture régionale du café explique le développement d'un artisanat prévu à cet effet, comme les plateaux recevant des tasses ou encore les cafetières. L'appuie-tête constitue un objet important de l'artisanat éthiopien ; son usage s'est répandu du sud vers le nord à partir du XVIIe. Ils sont souvent monoxyles, mais peuvent être constitués de deux pièces.
La poterie, d'une « extraordinaire diversité », est de grande qualité surtout dans les régions du Tigré, du Harer, de l'Illubabor, du Welayta et du Gayent. La bijouterie est tout aussi diverse, les Argobbas du Harerr ayant développé dans ce domaine un artisanat original. Toujours dans le Harer, on retrouve des vanneries colorées décorant l'intérieur de certaines maisons de la capitale régionale. Dans le passé, l'artisanat a touché l'armée puisque bouclier et matériel de guerre ont été travaillés. Dans le nord, les boucliers sont renforcés et décorés par des plaques en métal embossées.
Enfin, l'art éthiopien est également corporel. Au XVIIe siècle, les chrétiennes donnent une grande importance à leur coiffure ; de nos jours, les femmes du Tigré portent une coiffure bien distincte. Dans le sud, outre les coiffures d'argile des Nyangatoms, on retrouve les perruques des Oromos, parmi les plus célèbres, celles de la région de Jimma. Les tatouages sont également développés. Ils sont relativement discrets dans les populations rurales chrétiennes où les femmes se font parfois tatouer une croix sur le front. En revanche, ils sont bien plus visibles chez les Mursis qui se tatouent une partie importante du corps.

### Littérature et philosophie
Du fait de l'existence de son système d'écriture ge'ez, l'Éthiopie entretient une tradition littéraire ancienne remontant à son Antiquité aksoumite. On distingue généralement deux périodes majeures dans la littérature éthiopienne correspondant à la littérature guèze, aujourd'hui langue morte conservée comme langue liturgique, et à la littérature amharique. À leur côté subsiste également une littérature musulmane apparue pendant le XVIe siècle ; et quelques livres spécifiques juifs éthiopiens, comme le Te'ezaza Sanbat (Ordonnance du Sabbat).

#### Littérature ge'ez

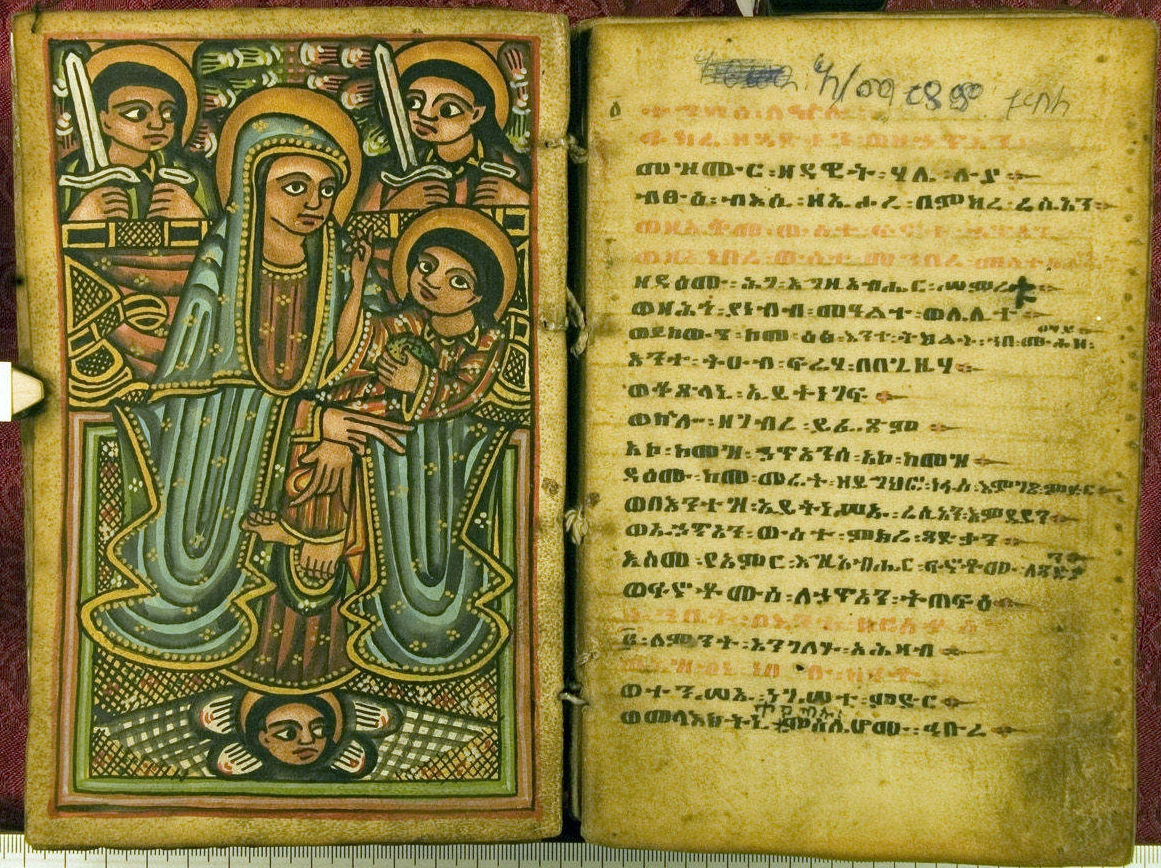
Eliza Codex (Hill Museum).

Durant l'Antiquité éthiopienne, le guèze est une langue vivante, le grec est également parlé à la cour. Les premières inscriptions connues font état des campagnes royales, l'inscription d'Ezana constitue à cet égard la première historiographie officielle en Éthiopie. La Bible est traduite au Ve siècle à partir du grec ; le canon de la Bible éthiopienne contient plusieurs livres considérés comme apocryphes par d'autres Églises chrétiennes. De nombreux textes, comme le Qerillos (Cyrille), les Règles monastiques de saint Pacôme, Le Fisalgwos (« Le Physiologue ») et « bie'afe Mikaél » (« le livre des philosophes »), sont traduits tout en faisant simultanément l'objet, selon Claude Sumner (en), d'enrichissements typiquement éthiopiens.
À partir du XIIIe siècle, la puissance d'Aksoum s'affaiblit et le ge'ez s'impose progressivement comme une langue savante de l'écrit face à l'amharique au cours de la période de la dynastie solomonide. Cette période marque le début d'une période intense de productivité littéraire ge'ez. La théologie et les pensées religieuses influencent les écrits. Les vies de saints et les récits de miracle sont nombreux. Parmi ces écrits on peut relever notamment le Kebra Nagast rédigé vers 1314 au cours du règne d'Amda Seyon Ier (1314-1344), un des ouvrages majeurs de la littérature éthiopienne, évoquant la fondation de la dynastie salomonide, le règne de David Ier (1382-1413), ou encore celui de Zara Yaqob (1434-1468) auteur d'ouvrages principalement théologique dont le plus célèbre reste « le Livre de la Lumière ».

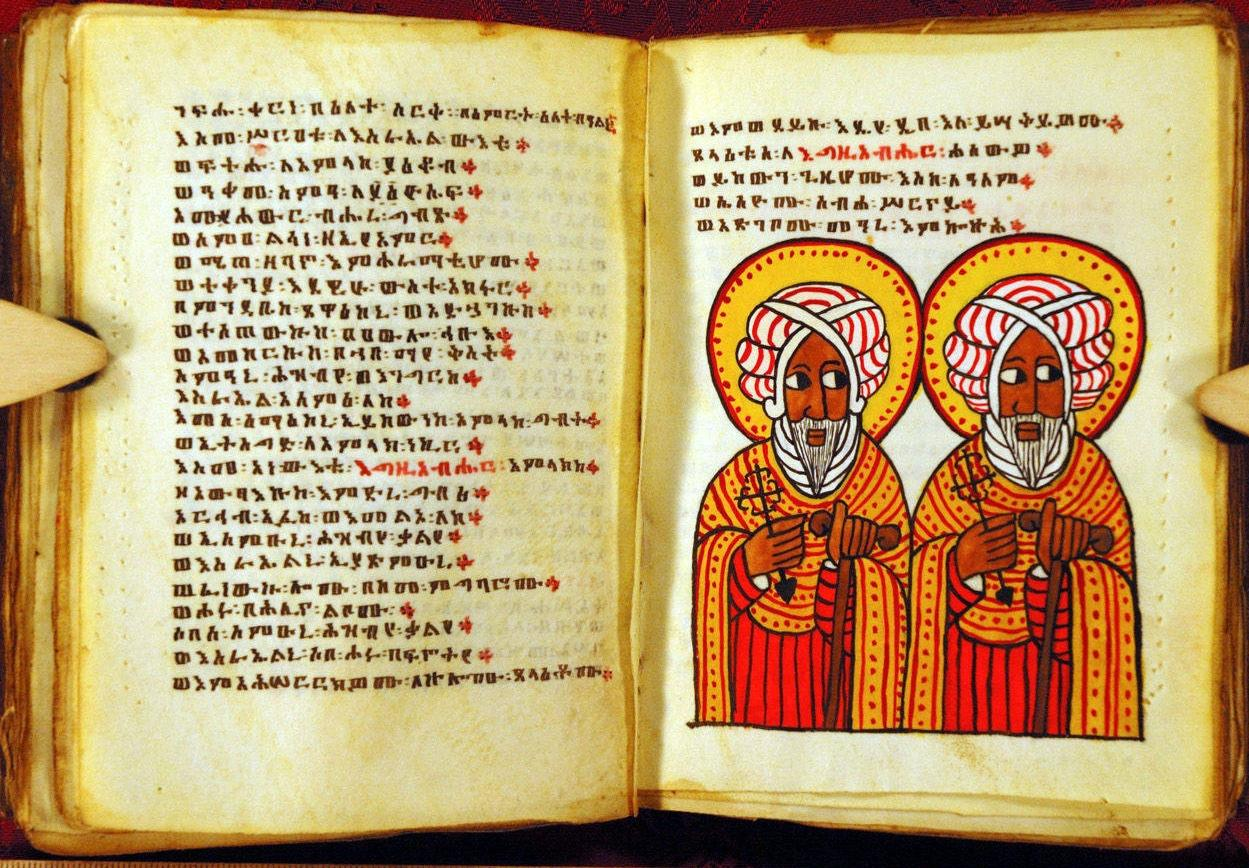
Bible éthiopienne (Oregon Museum).

De nouveaux genres poétiques apparaissent : les qenés, les deggwas (recueil d'hymnes religieux) mais aussi les malkes (portrait d'une personne chantée), généralement des stances, avec des rimes, d'environ 55 lignes, chacune adressée à un attribut moral ou physique du saint décrit.
Durant le XVIe siècle, la philosophie écrite nationale, qui s'étend sur douze siècles de production littéraire, se développe sous forme d'œuvres uniquement éthiopiennes, notamment La Vie et les maximes de Skendes, le Traité de Zera yacob (Hatata) ainsi que celui de son élève Walda Heymat. Dans son traité écrit au XVIIe siècle, Zara Yacoub développe notamment une philosophie rationaliste, en adoptant une positionnement critique sur le discours religieux soulignant le rôle de la Raison. Au cours du XVIIe siècle, les genres culturels éthiopiens, dont la poésie, la musique et à la danse vivent une phase d'intense développement.

#### Littérature amharique
La littérature amharique apparaît dès le XIIIe siècle, au cours de la dynastie Zagwe, sous forme de courts chants royaux, des paraphrases, des psautiers ainsi que quelques traités théologiques. Cependant, ce n'est que sous le règne de Tewodros II (1855-1868) qu'elle se développe avec les chroniques royales, premières chroniques entièrement en amharique.
La traduction du Voyage du pèlerin de John Bunyan en 1892 ouvre la voie à un nouveau genre : la nouvelle allégorique, souvent partiellement en vers, la première est Lebb wellad tarik (1908) de Afeworq Gebre Eyesus. Il sera également l'auteur d'ouvrages didactiques et d'une « Vie de Menelik II ». Plus tard, Heruy Welde Selassie devient le principal écrivain de la littérature amharique sous la régence de Teferi Mekonnen (1916-1920). Il est l'auteur de biographies de recueils de poésies, de récits historiques et d'essais. Parmi les écrivains du XXe siècle, on peut citer notamment Mekonnen Endelkachew, Kebede Mikael, Mengistu Lemma, Tadesse Liban, Alemayehu Mogas et Tekle Tsodeq Makuria.
Certains auteurs éthiopiens célèbres pour leurs œuvres en amharique ont aussi publié des romans, pièces de théâtre et poèmes en langue anglaise. C'est le cas notamment, pour le plus célèbre d'entre eux, de Tsegaye Gabre-Medhin qui, à 29 ans, reçoit le prix Haïlé Sélassié Ier de littérature amharique.

### Musique

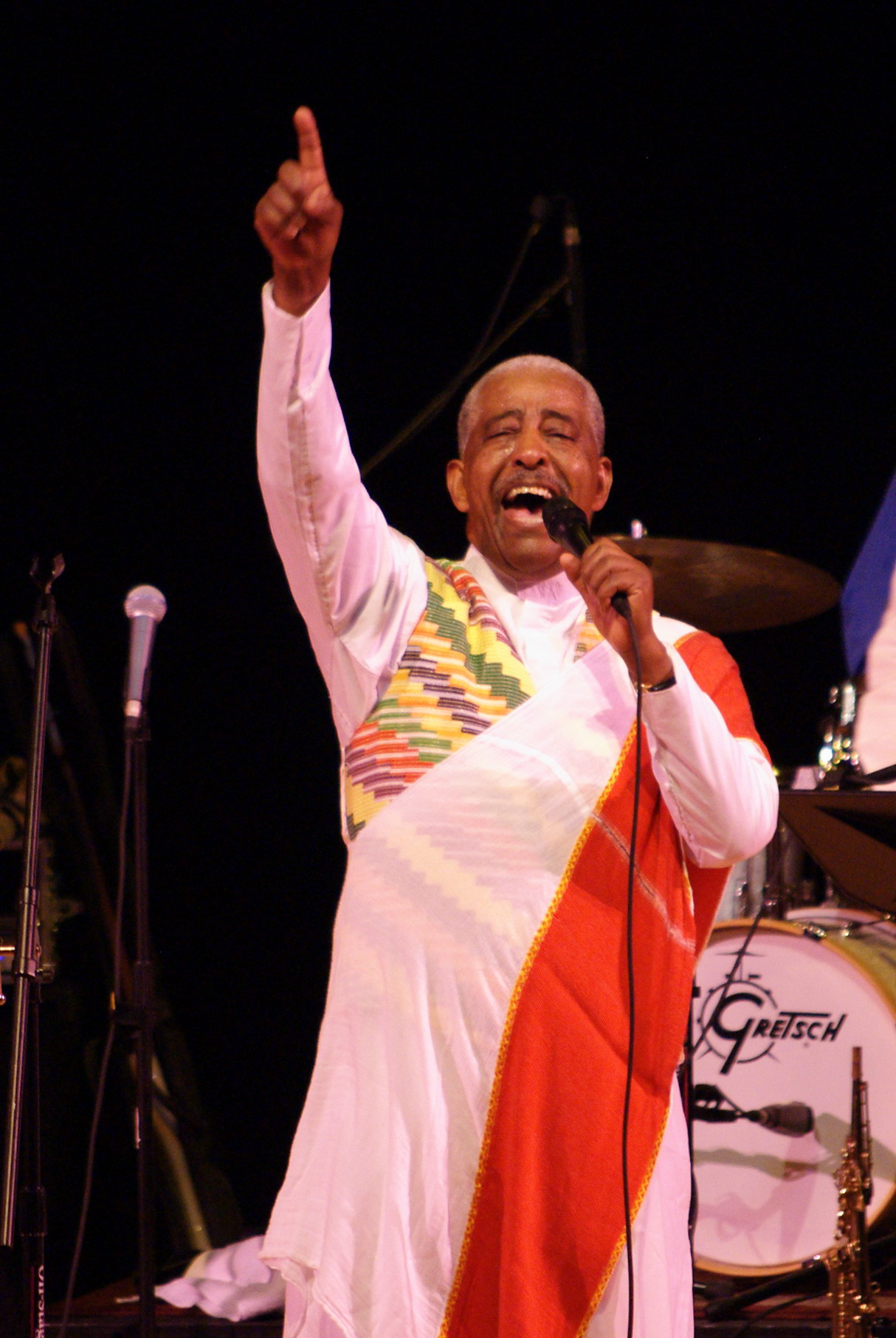
Mahmoud Ahmed en février 2009.

La musique éthiopienne est extrêmement diversifiée, chacun des 80 peuples du pays possédant ses propres particularités. Les influences sont multiples et incluent la liturgie chrétienne et musulmane ainsi que la musique populaire des pays situés dans la Corne de l'Afrique, somalienne et soudanaise en particulier. La musique éthiopienne utilise souvent un système modal unique pentatonique, caractérisé par des intervalles prolongés entre certaines notes.
La musique des hauts plateaux utilise un mode unique appelé qenet, basé sur quatre modes principaux : tezeta, bati, ambassel, et anchihoy. Trois modes supplémentaires peuvent être considérés comme des variations : tezeta mineur, bati majeur et bati mineur.

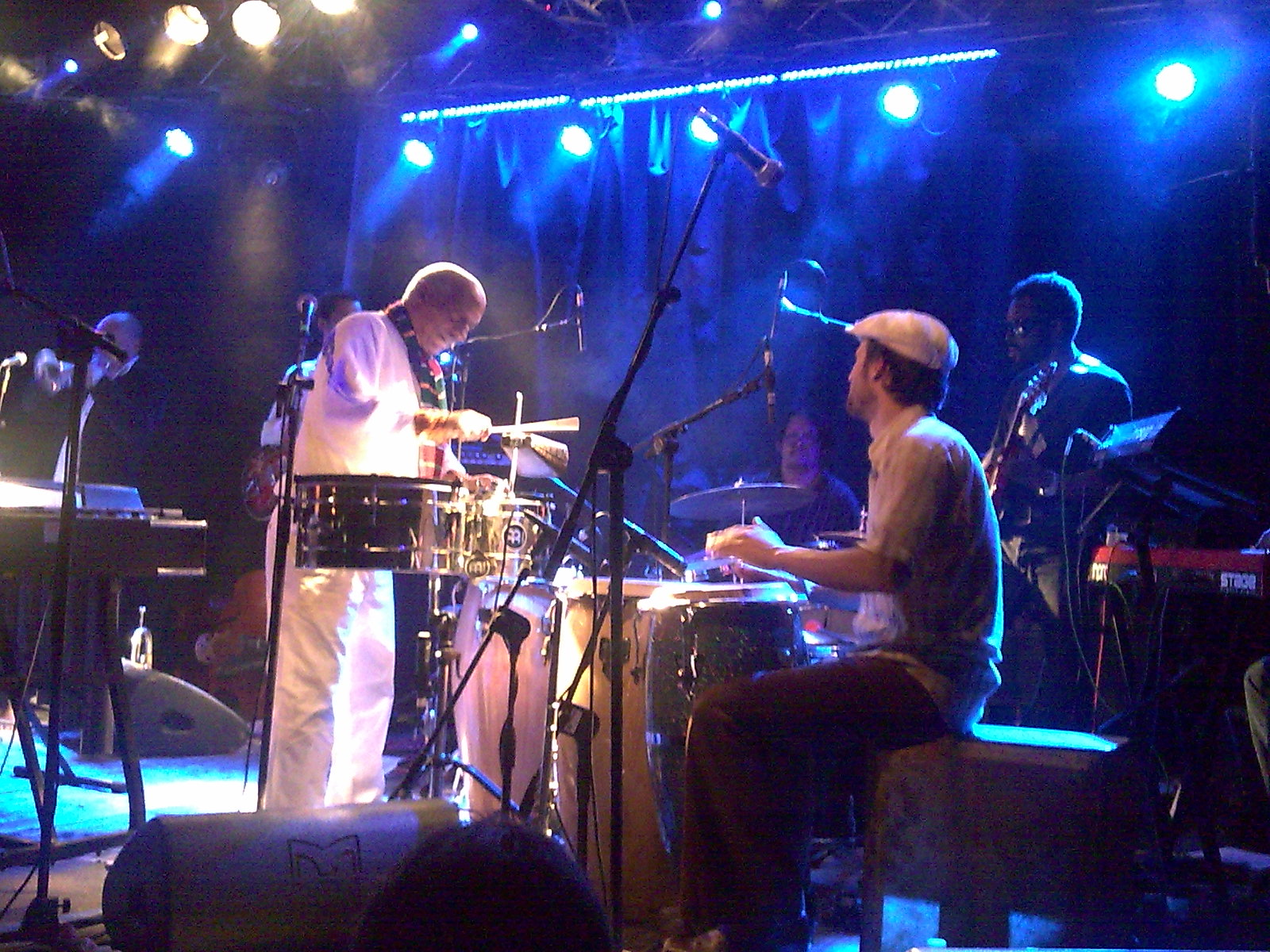
Mulatu Astatke, créateur de l'éthio-jazz.

Certains morceaux prennent le nom de leur qenet, tel que le tezeta, un chant de nostalgie. Accompagné d'instruments traditionnels, ces modes sont généralement non tempérés, mais joués sur des instruments occidentaux tels que piano et guitare ils utilisent le système d'accord tempéré occidental. La musique des hauts plateaux est généralement homophonique ou hétérophonique. En dehors, certaines sont polyphoniques.
Les principaux instruments traditionnels sont masenqo (luth), krar (lyre), washint (flûte), begena (harpe), kebero (double tambour), cistree et tom (chez les Anuaks). Dans la tradition populaire, l’azmari, chanteur et musicien éthiopien, homme ou femme, sont doués pour chanter des vers en s'accompagnant d'une masenqo ou d'une krar. La musique moderne éthiopienne laisse également une part importante à l'éthio-jazz, à travers son créateur Mulatu Astatke, et des musiciens comme le saxophoniste Getatchew Mekurya. Certains musiciens populaires connus sont Mahmoud Ahmed, Gigi Shibabaw, Teddy Afro, Tlahoun Gèssèssè, Aster Aweke, Alèmayèhu Eshèté, Neway Debebe, Asnatqètch Wèrqu et Ali Birra. À la fin des années 1990, le label français Buda Musique a réédité les plus grandes voix de l'éthio-jazz avec la collection Éthiopiques permettant la redécouverte, pour les Occidentaux, du groove de la Corne de l'Afrique.

### Cuisine

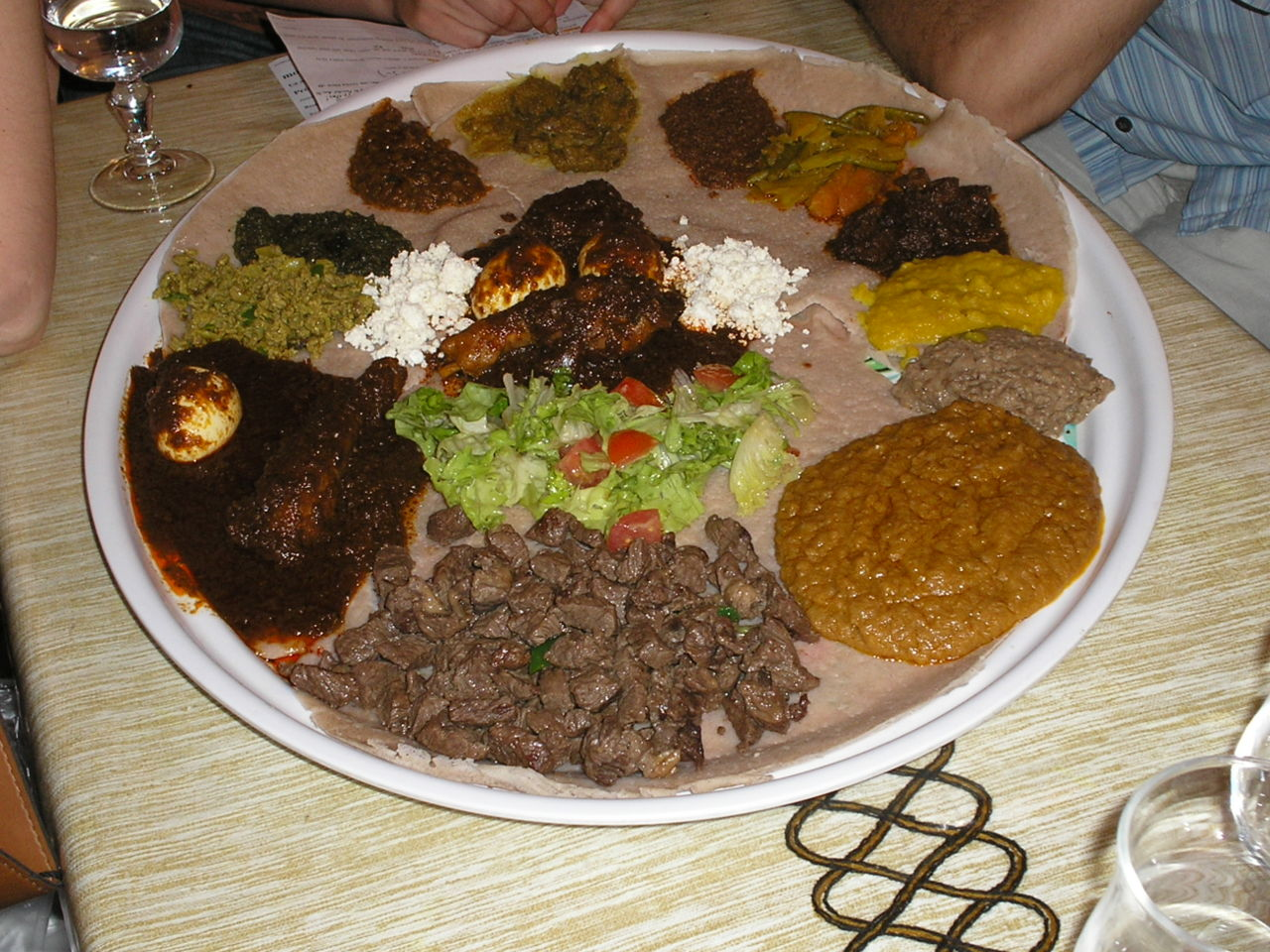
L'injera est recouverte de divers plats dont le doro wat, au centre et à gauche, et le tebs.

La cuisine éthiopienne est à base de boulettes épicées. Elle se caractérise par l'usage de l'injera, une galette levée à base de teff qui sert à la fois de couverts et de récipient. L'injera est disposée sur une vaste assiette afin d'y placer les divers ragoûts, sauces et légumes. Traditionnellement, le plat est placé sur un messob, une sorte de table ronde faite de paille, afin que la nourriture puisse être mangée en commun. La variété des climats éthiopiens permet de faire pousser un grand nombre de légumes et de féculents : le millet, du maïs, de l'orge, des lentilles, des pois cassés ou encore de la coriandre, qui constituent autant d'éléments de base pour les différentes sauces accompagnant l'injera. Ces plats végétariens sont particulièrement consommés lors des jeûnes, strictement respectés par les chrétiens orthodoxes.
La sauce la plus courante est le wet, accompagnée d'oignons rouges, de niter kibbeh et assaisonné de bérbéré. Ce dernier est un des ingrédients principaux contenant du piment rouge. Son nom s'applique aussi à un mélange d'épices parmi lesquelles le piment séché à proprement parler, mais également de l'ail, du gingembre, des oignons rouges, de la graine de rue, de la cardamome, des clous de girofle ou encore de la cannelle.

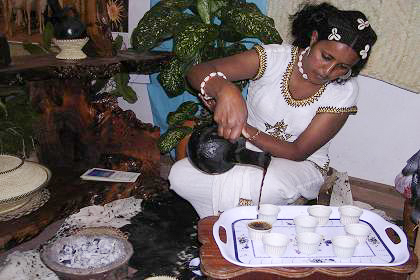
Cérémonie traditionnelle du café, Éthiopie.

Le wet peut être réalisé à partir de viande de bœuf, de poulet, d'agneau et dans certaines régions de poisson. Il peut également inclure légumes, pois cassés, pommes de terre, carottes et blettes. La viande peut aussi être servie sautée ou crue (ketfo ou gored gored) accompagnée avec du piment. Une fois l'ensemble des plats disposés sur l'injera, chaque personne utilise un bout de cette même galette pour se saisir des aliments. Il est possible qu'une personne porte la nourriture à la bouche d'une autre, il s'agit d'un signe d'amitié et de respect.
Le tella est une bière traditionnelle brassée à partir d'orge ou de malt, de houblon et de feuilles de gesho, employée également dans la fabrication du t’edj — sorte d'hydromel qui accompagne souvent les plats éthiopiens. Enfin, le café, probablement né en Éthiopie, occupe une place centrale dans la culture et les traditions nationales. Il est servi, à l'aide d'une jebena, une cafetière locale, en toute fin de repas au cours d'une cérémonie où l'on brûle de l'encens. Les grains de café sont grillés sur place et l'on fait sentir leur odeur aux hôtes. Dans la plupart des foyers, un espace tapissé d'herbes et doté de meubles dédiés est souvent agrémenté.

### Sport

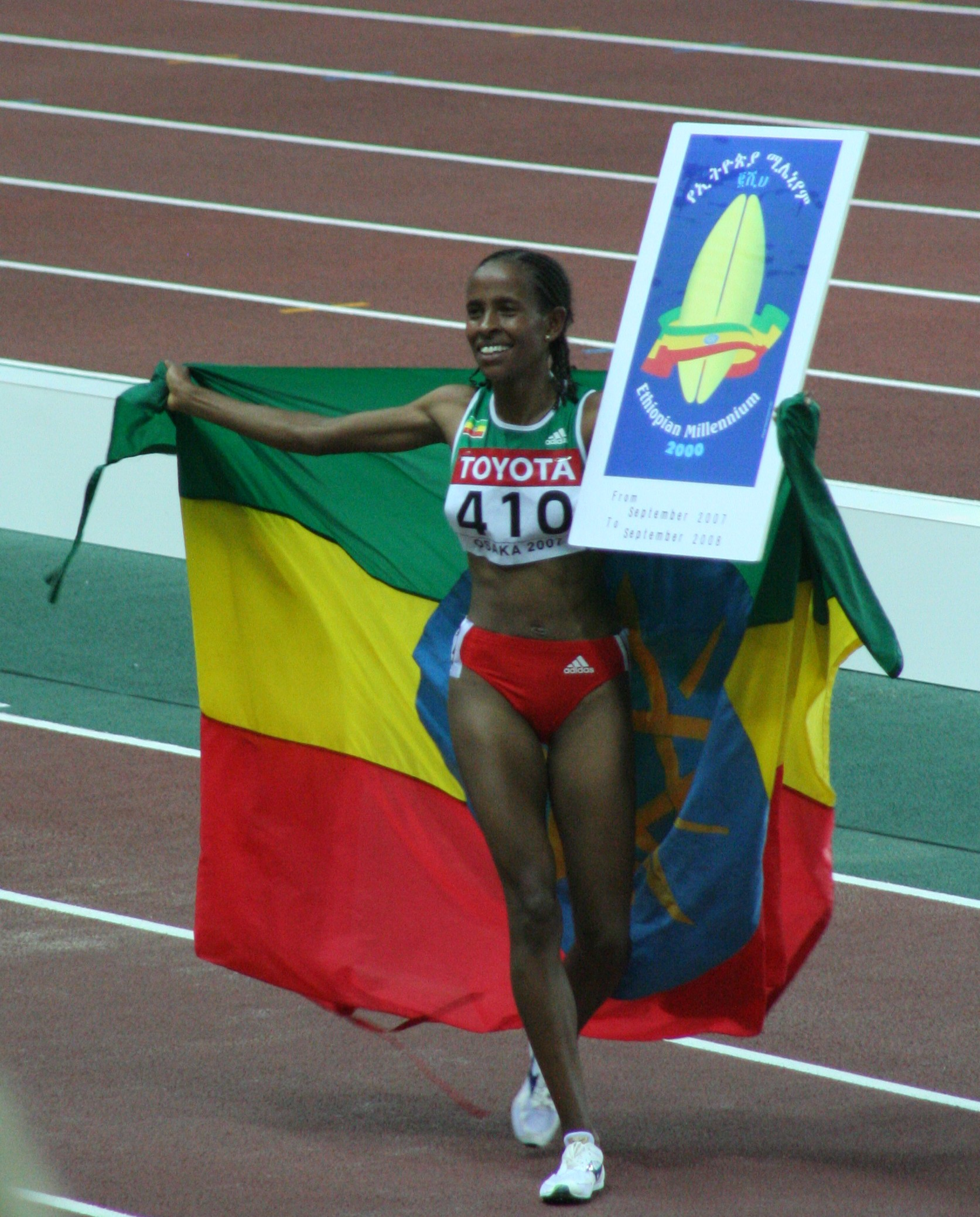
Meseret Defar double championne olympique et double championne du monde du 5 000 mètres, photo des Championnats du monde d'athlétisme à Osaka, 2007.

Le football reste un sport populaire en Éthiopie, même si l'équipe d'Éthiopie de football n'obtient pas des résultats très probants. Au niveau national, il existe deux principales compétitions, le championnat d'Éthiopie de football et la coupe d'Éthiopie de football. Le pays dispose de plusieurs clubs parmi lesquels on peut citer l'EEPCO, l'Ethiopian Coffee et le Saint-George SC.
Sur le continent africain, la Fédération éthiopienne de football fait partie de la Confédération africaine de football. Le pays a accueilli la CAN en 1962, année où elle remporte le championnat. L'Éthiopie participe à la Coupe CECAFA des nations qu'elle a organisée en 1987, 2001, 2004 et 2006, et qu'elle a remportée en 1987, 2001, 2004 et 2005. Les clubs éthiopiens sont en revanche beaucoup moins performants dans le cadre de la Coupe Kagame inter-club qu'ils n'ont jamais remporté. Si le pays a accueilli une fois en 2001 la Coupe d'Afrique des nations junior, elle ne s'est jamais illustrée dans cette compétition. Au niveau international, l'Éthiopie est 123e du classement mondial de la FIFA en avril 2010 ; elle n'est jamais parvenue à se qualifier pour la phase finale de la coupe du monde.

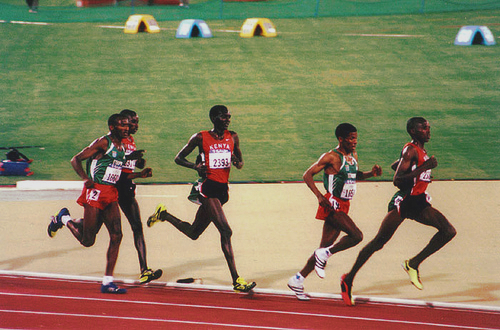
Haile Gebrselassie et coureurs de fond éthiopiens à la finale du 10 000 mètres aux Jeux olympiques de Sydney, 2000.

L'athlétisme est également populaire en Éthiopie et a remporté de nombreuses distinctions au sein des compétitions internationales. Parmi les Éthiopiens ayant dominé les courses de fond au niveau mondial, ces dernières années, on note particulièrement Haile Gebrselassie, champion du monde et champion olympique, qui a établi plus de vingt nouveaux records du monde. Kenenisa Bekele, champion du monde de cross country et double champion olympique à Pékin, qui détient à ce jour en 2010 les records du monde du 5 000 mètres et du 10 000 mètres. Chez les femmes, Tirunesh Dibaba, double championne olympique à Pékin, est détentrice du record du 5 000 mètres. Meseret Defar réalise quant à elle la deuxième meilleure performance mondiale dans la même discipline,,.
Parmi les autres coureurs éthiopiens s'étant distingués dans cette discipline, il faut citer également Abebe Bikila, Derartu Tulu, Mamo Wolde, Miruts Yifter, Gebregziabher Gebremariam et Million Wolde. Abebe Bikila fut quant à lui le premier médaillé d'or africain en remportant le marathon olympique en 1960 et 1964, établissant un nouveau record du monde les deux fois. L'Éthiopienne Derartu Tulu fut la première femme africaine à remporter une médaille d'or aux Jeux olympiques de Barcelone en 1992, dans le 10 000 mètres. Depuis 2001, l'Éthiopie organise le Great Ethiopian Run qui est un marathon regroupant plusieurs milliers de coureurs et qui se déroule à Addis-Abeba.

## Société

### Calendrier et indication spécifique de l'heure
Le calendrier éthiopien est, comme les calendriers julien, copte et de l'Égypte antique, structuré sous la forme de douze mois lunaires de trente jours chacun complétés d'un treizième de cinq ou six jours épagomènes. Le nouvel an éthiopien, enqoutatash (እንቁጣጣሽ), le 1er du mois de meskerem (መስከረም) correspond au 11 septembre du calendrier julien, ou au 12 septembre de ce calendrier lorsque le sixième jour épagonème est ajouté (ou respectivement aux 24 et 25 septembre du calendrier grégorien pour ses années 1901 à 2099, en tenant compte du décalage de 13 jours entre les deux calendriers julien et grégorien pour ces deux siècles). Pour l'indication des années, l'origine du calendrier, qui fixe la date de l'Incarnation de Jésus, correspond au 25 mars de l'an 9 dans le calendrier julien. Elle correspond à l'indication donnée par Anianus d'Alexandrie au Ier siècle et diffère en cela de celle de sa modification introduite par Denys le Petit au début du Ve siècle qui a été retenue pour le calendrier grégorien. La première année civile débuta donc le 29 août de l'an 8 du calendrier julien, ce qui entraîne un décalage de huit ans avec le comput grégorien du 1er janvier au 10 septembre puis un décalage de sept ans pour le reste de l'année grégorienne. L'entrée dans le troisième millénaire a ainsi été fêtée à une date correspondant au 11 septembre 2007 du calendrier grégorien.
Les mois du calendrier éthiopien sont indiqués dans le tableau suivant.
| Mois éthiopien | Mois éthiopien       | Mois éthiopien | Mois éthiopien  | Date julienne (de 1901 à 2099) du premier jour du mois éthiopien | Date julienne (de 1901 à 2099) du premier jour du mois éthiopien | Date julienne (de 1901 à 2099) du dernier jour du mois éthiopien | Date julienne (de 1901 à 2099) du dernier jour du mois éthiopien |
| Nº             | Nom amharique        | Nom copte      | Nombre de jours | Durant l'année éthiopienne qui suit 5 jours épagomènes           | Durant l'année éthiopienne qui suit 6 jours épagomènes           | Durant l'année éthiopienne qui suit 5 jours épagomènes           | Durant l'année éthiopienne qui suit 6 jours épagomènes           |
| -------------- | -------------------- | -------------- | --------------- | ---------------------------------------------------------------- | ---------------------------------------------------------------- | ---------------------------------------------------------------- | ---------------------------------------------------------------- |
| 1              | መስከረም (Meskerem)     | Tut            | 30              | 11 septembre                                                     | 12 septembre                                                     | 10 octobre                                                       | 11 octobre                                                       |
| 2              | ጥቅምት (Teqemt)        | Babah          | 30              | 11 octobre                                                       | 12 octobre                                                       | 9 novembre                                                       | 10 novembre                                                      |
| 3              | ኅዳር (Hedar)          | Hatur          | 30              | 10 novembre                                                      | 11 novembre                                                      | 9 décembre                                                       | 10 décembre                                                      |
| 4              | ታኅሣሥ (Tahesas)       | Kiyahk         | 30              | 10 décembre                                                      | 11 décembre                                                      | 8 janvier                                                        | 9 janvier                                                        |
| 5              | ጥር (Ter)             | Tubah          | 30              | 9 janvier                                                        | 10 janvier                                                       | 7 février                                                        | 8 février                                                        |
| 6              | የካቲት (Yekatit)       | Amshir         | 30              | 8 février                                                        | 9 février                                                        | 9 mars                                                           | 9 mars                                                           |
| 7              | መጋቢት (Megabit)       | Baramhat       | 30              | 10 mars                                                          | 10 mars                                                          | 8 avril                                                          | 8 avril                                                          |
| 8              | ሚያዝያ (Miyazya)       | Baramundah     | 30              | 9 avril                                                          | 9 avril                                                          | 8 mai                                                            | 8 mai                                                            |
| 9              | ግንቦት (Guenbot)       | Bashans        | 30              | 9 mai                                                            | 9 mai                                                            | 7 juin                                                           | 7 juin                                                           |
| 10             | ሰኔ (Sené)            | Ba'unah        | 30              | 8 juin                                                           | 8 juin                                                           | 7 juillet                                                        | 7 juillet                                                        |
| 11             | ሐምሌ (Hamlé)          | Abib           | 30              | 8 juillet                                                        | 8 juillet                                                        | 6 août                                                           | 6 août                                                           |
| 12             | ነሐሴ (Nehasé)         | Misra          | 30              | 7 août                                                           | 7 août                                                           | 5 septembre                                                      | 5 septembre                                                      |
| 13             | ጳጐሜን/ጳጉሜን (Pagoumén) | Nasi           | 5 ou 6          | 6 septembre                                                      | 6 septembre                                                      | 10 ou 11 septembre                                               | 10 ou 11 septembre                                               |

Le décomptage des heures s'effectue de manière distincte de celle communément employée dans le reste du monde. Celui-ci s'effectue sur la base de deux cycles de douze heures à partir du coucher du Soleil. Les distinctifs ke qenou (« de la journée ») et ke meshetou (« de la soirée ») sont l'équivalent des « A.M. » et « P.M. » dans le système américain.
La proximité de l'équateur (latitude 9°03' Nord et longitude 38°42' Est pour Addis-Abeba), rend en effet minime la variation de la durée du jour, restant à peu près constante de 6 h à 18 h (12 h - 12 h en Éthiopie) au cours de l'année. Ainsi, à 6 h , heure solaire locale, il est 12 h à Addis-Abeba ; à 19 h , il est 1 h  à Addis-Abeba et à 17 h de l'après-midi, il est 23 h .
| Système horaire éthiopien                                          | Heures du soir et de la nuit (ke meshetou) | Heures du soir et de la nuit (ke meshetou) | Heures du soir et de la nuit (ke meshetou) | Heures du soir et de la nuit (ke meshetou) | Heures du soir et de la nuit (ke meshetou) | Heures du soir et de la nuit (ke meshetou) | Heures du soir et de la nuit (ke meshetou) | Heures du soir et de la nuit (ke meshetou) | Heures du soir et de la nuit (ke meshetou) | Heures du soir et de la nuit (ke meshetou) | Heures du soir et de la nuit (ke meshetou) | Heures du soir et de la nuit (ke meshetou) |  |
| ------------------------------------------------------------------ | ------------------------------------------ | ------------------------------------------ | ------------------------------------------ | ------------------------------------------ | ------------------------------------------ | ------------------------------------------ | ------------------------------------------ | ------------------------------------------ | ------------------------------------------ | ------------------------------------------ | ------------------------------------------ | ------------------------------------------ |  |
| Système horaire éthiopien                                          | 0 h 12 h k.m.                              | 1 h 1 h k.m.                               | 2 h 2 h k.m.                               | 3 h 3 h k.m.                               | 4 h 4 h k.m.                               | 5 h 5 h k.m.                               | 6 h 6 h k.m.                               | 7 h 7 h k.m.                               | 8 h 8 h k.m.                               | 9 h 9 h k.m.                               | 10 h 10 h k.m.                             | 11 h 11 h k.m.                             |  |
| Heure solaire éthiopienne                                          | 18 h 6 h PM soir                           | 19 h 7 h PM soir                           | 20 h 8 h PM soir                           | 21 h 9 h PM soir                           | 22 h 10 h PM soir                          | 23 h 11 h PM soir                          | 0 h 12 h AM minuit                         | 1 h 1 h AM nuit                            | 2 h 2 h AM nuit                            | 3 h 3 h AM nuit                            | 4 h 4 h AM nuit                            | 5 h 5 h PM nuit                            |  |
| Heure universelle coordonnée (UTC) Heure solaire française[Quoi ?] | 15 h Z après-midi                          | 16 h Z après-midi                          | 17 h Z après-midi                          | 18 h Z soir                                | 19 h Z soir                                | 20 h Z soir                                | 21 h Z soir                                | 22 h Z soir                                | 23 h Z soir                                | 0 h Z minuit                               | 1 h Z nuit                                 | 2 h Z nuit                                 |  |
| Heure normale française (hiver)                                    | 16 h CET après-midi                        | 17 h CET après-midi                        | 18 h CET soir                              | 19 h CET soir                              | 20 h CET soir                              | 21 h CET soir                              | 22 h CET soir                              | 23 h CET soir                              | 0 h CET minuit                             | 1 h CET nuit                               | 2 h CET nuit                               | 3 h CET nuit                               |  |
| Heure avancée française (été)                                      | 17 h CEST après-midi                       | 18 h CEST soir                             | 19 h CEST soir                             | 20 h CEST soir                             | 21 h CEST soir                             | 22 h CEST soir                             | 23 h CEST soir                             | 0 h CEST minuit                            | 1 h CEST nuit                              | 2 h CEST nuit                              | 3 h CEST nuit                              | 4 h CEST nuit                              |  |
|                                                                    |                                            |                                            |                                            |                                            |                                            |                                            |                                            |                                            |                                            |                                            |                                            |                                            |  |
| Système horaire éthiopien                                          | Heures du jour (ke qenou)                  | Heures du jour (ke qenou)                  | Heures du jour (ke qenou)                  | Heures du jour (ke qenou)                  | Heures du jour (ke qenou)                  | Heures du jour (ke qenou)                  | Heures du jour (ke qenou)                  | Heures du jour (ke qenou)                  | Heures du jour (ke qenou)                  | Heures du jour (ke qenou)                  | Heures du jour (ke qenou)                  | Heures du jour (ke qenou)                  |  |
| Système horaire éthiopien                                          | 12 h 12 h k.q.                             | 13 h 1 h k.q.                              | 14 h 2 h k.q.                              | 15 h 3 h k.q.                              | 16 h 4 h k.q.                              | 17 h 5 h k.q.                              | 18 h 6 h k.q.                              | 19 h 7 h k.q.                              | 20 h 8 h k.q.                              | 21 h 9 h k.q.                              | 22 h 10 h k.q.                             | 23 h 11 h k.q.                             |  |
| Heure solaire éthiopienne                                          | 6 h 6 h AM matin                           | 7 h 7 h AM matin                           | 8 h 8 h AM matin                           | 9 h 9 h AM matin                           | 10 h 10 h AM matin                         | 11 h 11 h AM matin                         | 12 h 12 h PM midi                          | 13 h 1 h PM après-midi                     | 14 h 2 h PM après-midi                     | 15 h 3 h PM après-midi                     | 16 h 4 h PM après-midi                     | 17 h 5 h PM après-midi                     |  |
| Heure universelle coordonnée (UTC) Heure solaire française         | 3 h Z nuit                                 | 4 h Z nuit                                 | 5 h Z nuit                                 | 6 h Z matin                                | 7 h Z matin                                | 8 h Z matin                                | 9 h Z matin                                | 10 h Z matin                               | 11 h Z matin                               | 12 h Z midi                                | 13 h Z après-midi                          | 14 h Z après-midi                          |  |
| Heure normale française (hiver)                                    | 4 h CET nuit                               | 5 h CET nuit                               | 6 h CET matin                              | 7 h CET matin                              | 8 h CET matin                              | 9 h CET matin                              | 10 h CET matin                             | 11 h CET matin                             | 12 h CET midi                              | 13 h CET après-midi                        | 14 h CET après-midi                        | 15 h CET après-midi                        |  |
| Heure avancée française (été)                                      | 5 h CEST nuit                              | 6 h CEST matin                             | 7 h CEST matin                             | 8 h CEST matin                             | 9 h CEST matin                             | 10 h CEST matin                            | 11 h CEST matin                            | 12 h CEST midi                             | 13 h CEST après-midi                       | 14 h CEST après-midi                       | 15 h CEST après-midi                       | 16 h CEST après-midi                       |  |

L'Éthiopie dispose d'une avance de 3 heures sur le méridien de Greenwich et n'a pas adopté l'heure d'été.

### Fêtes et jours fériés

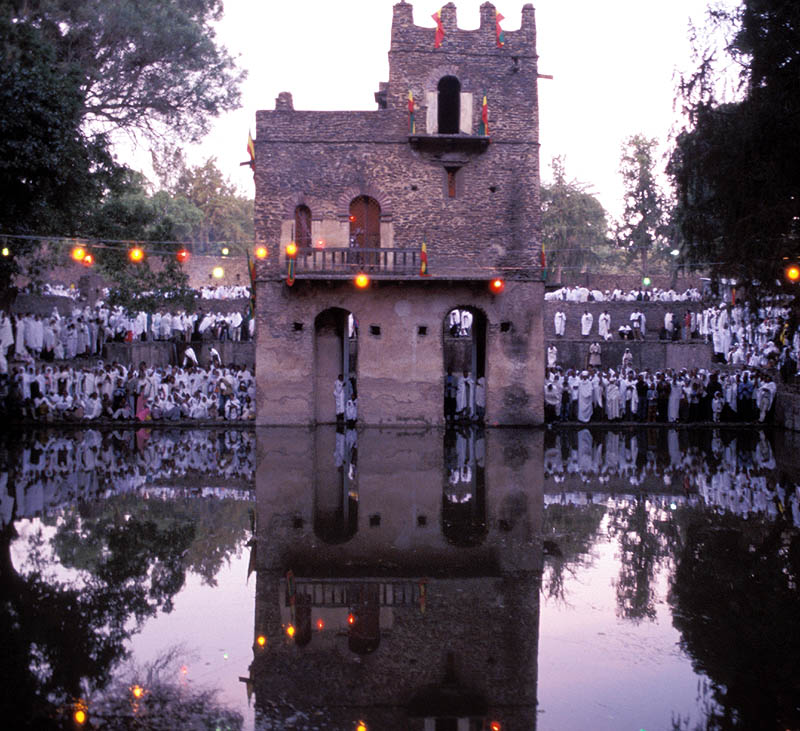
Célébration de Timqet à Gondar.

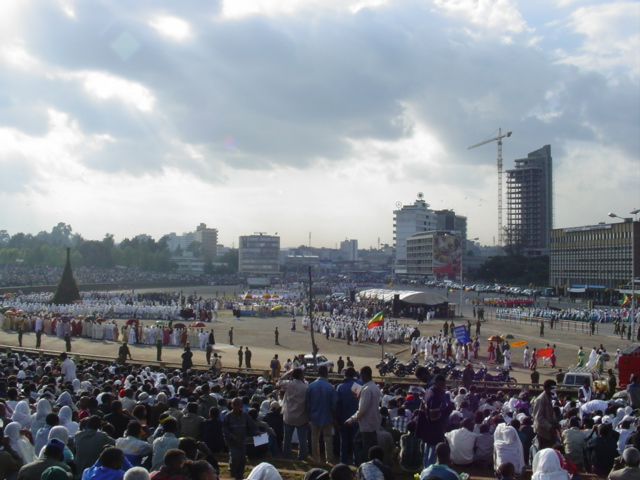
Célébration de Mesqel sur Mesqel adebabay, Addis-Abeba.

| Date           | Nom local/amharique                 | Nom français                                            | Remarque                                          |
| -------------- | ----------------------------------- | ------------------------------------------------------- | ------------------------------------------------- |
| 11 septembre   | እንቁጣጣሽ (Enqoutatash)                | Nouvel an éthiopien                                     |                                                   |
| 27 septembre   | መስቀል (Mesqel)                       | Fête de la Vraie Croix                                  |                                                   |
| 24 octobre     | 'Id al-Fitr                         | Fin du mois du Ramadan                                  | Variable. La date était pour l'année 2006         |
| 6 ou 7 janvier | ገናልደት (Genna/Ledet)                 | Noël orthodoxe                                          | Naissance de Jésus-Christ                         |
| 10 janvier     | 'Id al-Adha                         | Fête du Sacrifice                                       | Variable. La date était pour l'année 2006         |
| 19 janvier     | ጥምቀት (Timqet)                       | Fête de l'Épiphanie                                     |                                                   |
| 2 mars         | ዓድዋ ድል (Ye'adowa Bä'al ou Adwa del) | Commémoration de la victoire d'Adoua                    | Victoire de Menelik II contre les Italiens (1896) |
| 11 avril       | Mäwlid an-Nabi                      | Naissance du prophète Mahomet                           | Variable. La date était pour l'année 2006         |
| 21 avril       | ስቅለት (Seqlet)                       | Vendredi saint orthodoxe                                | Variable. La date était pour l'année 2006         |
| 23 avril       | ፋሲካ (Fasika)                        | Pâques orthodoxe                                        | Variable. La date était pour l'année 2006         |
| 24 avril       | ትንሣኤ (Tensaé)                       | Lundi de Pâques                                         | Variable. La date était pour l'année 2006         |
| 1er mai        | የሰራተኞች ቀን (Yeserategnoch qen)       | Fête du Travail                                         |                                                   |
| 5 mai          | ኦሜድላ ድል (Omédla del)                | Jour de la Libération Victoire des Patriotes éthiopiens | Retour d'Haïlé Sélassié Ier à Addis-Abeba (1941)  |
| 28 mai         | ብሔራዊ በዓል (Behérawi beal)            | Fête nationale                                          | Chute du régime Derg                              |
| 18 août        | ቡሄ (Buhe)                           |                                                         | Transfiguration de Jésus-Christ                   |

## État, politique et institutions

### Répartition des pouvoirs
Depuis 1995, l'Éthiopie est officiellement appelée : république fédérale démocratique d'Éthiopie (RFDE). Le fonctionnement de ses institutions est codifié par le texte constitutionnel ratifié en décembre 1994 et entré en application le 22 août 1995. L'Éthiopie est un régime parlementaire fédéral et bicaméral. D'après la constitution, la RFDE comprend deux organes : le gouvernement fédéral et les États membres, les neuf régions fédérées. Tous les pouvoirs souverains appartiennent aux « Nations, Nationalités et Peuples d'Éthiopie », souveraineté qu'ils expriment à travers des représentants élus au suffrage universel direct et siégeant à la Chambre des représentants des peuples. En raison de la nature fédérale de la République, une des deux chambres du parlement représente les régions, il s'agit de la Chambre de la fédération.
Le chef de l'État est le président de la République, fonction essentiellement honorifique. Il est élu par les deux chambres à la majorité des deux tiers, pour un mandat de six ans, renouvelable une fois. Les pouvoirs et fonctions du président comprennent, entre autres : la promulgation des lois et traités internationaux ratifiés par la Chambre des représentants des peuples, la convocation de la session annuelle de la réunion des deux assemblées, la réception des lettres de créance des ambassadeurs. En outre, il dispose du droit de grâce. L'actuel président est Taye Atske Sélassié, élu le 7 octobre 2024.
Le pouvoir exécutif appartient au Premier ministre et au Conseil des ministres. Le Premier ministre est désigné parmi les membres du parti majoritaire à la Chambre des représentants des peuples. Il dirige le Conseil des ministres et mène la politique du pays. Il est chef de l'exécutif, président du Conseil des ministres, dont il dirige les activités, et commandant en chef des forces armées nationales. Il doit suivre et assurer la mise en œuvre des lois, des politiques, des directives et des autres décisions adoptées par la Chambre des représentants des peuples. Outre la direction des affaires nationales, il supervise la mise en œuvre de la politique étrangère. L'actuel Premier ministre est Abiy Ahmed.
La Chambre des représentants des peuples détient le pouvoir législatif dans les limites fixées par la Constitution à l'article 55. Les compétences de la Chambre touchent aussi bien des domaines fiscaux et budgétaires que des questions pénales ou encore d'administration. Ses membres sont élus pour un mandat de cinq ans, au suffrage universel direct. Des 550 sièges, 20 sont réservés à des « nationalités et peuples » minoritaires. Les lois adoptées sont soumises au président chargé de leur promulgation. Les membres de la Chambre doivent également désigner au sein du parti ou de la coalition majoritaire, le Premier ministre. Celui-ci peut dissoudre la Chambre afin d'organiser de nouvelles élections.
La Chambre de la fédération est une institution particulière du système politique éthiopien. Il a le pouvoir d'interpréter la Constitution et de régler les questions relatives aux droits des « nations, nationalités et peuples ». Il résout les différends entre diverses régions et doit empêcher celles-ci de mettre en danger l'ordre constitutionnel. Ses membres sont élus au suffrage indirect par les conseils régionaux bien que ceux-ci peuvent organiser un suffrage direct permettant à la population de s'exprimer. Chaque « Nation, Nationalité et Peuple » doit être représenté par au moins un membre. À chaque million d'habitants additionnel, un membre en plus de ce peuple est autorisé à siéger.
Le pouvoir judiciaire est constitutionnellement indépendant. La Cour suprême fédérale est la plus haute juridiction du pays. Elle prépare les budgets, soumis à la Chambre des représentants des peuples, prévus pour les cours fédérales. Elle constitue la juridiction d'appel de toutes les affaires traitées par la Haute Cour fédérale ; celle-ci est compétente pour les affaires civiles portant sur des montants supérieurs à 500 000 birr. Il existe également deux catégories de tribunaux régionaux : les cours de woredas et ceux des awrajas. En plus des juridictions de droit commun, il existe des tribunaux militaires, intégrés à la Cour suprême fédérale. L'État éthiopien donne aux musulmans du pays la possibilité de faire traiter les litiges de droit de la famille par des tribunaux islamiques.
La Cour suprême fédérale est associée au Conseil constitutionnel. En effet, le président et le vice-président de la Cour suprême fédérale sont également, respectivement, président et vice-président du Conseil constitutionnel. Cet organe est chargé d'examiner les litiges d'ordre constitutionnel et de remettre ses recommandations au Conseil de la fédération qui doit trancher. S'il estime qu'une loi fédérale ou régionale est contraire à la Constitution, il étudie la norme mise en cause et soumet son jugement à la Chambre de la fédération pour une ultime décision.

### Vie politique
Depuis le milieu des années 1990, le pays est en cours de démocratisation. Le Front démocratique révolutionnaire du peuple éthiopien (FDRPE) a remporté toutes les élections depuis 1995. Cette coalition est dominée par le Front de libération du peuple du Tigré, un parti présidé par Meles Zenawi, Premier ministre d'Éthiopie depuis 1995. Depuis l'arrivée au pouvoir du FDRPE, la vie politique, et de manière générale, la société éthiopienne, se sont libéralisées. Le régime du parti unique instauré sous le Derg a été aboli et les partis politiques d'opposition sont légalement autorisés. Au niveau sécuritaire, le gouvernement a fait face à des insurrections dans la région de l'Ogaden, réprimées en 2007-2008 ainsi qu'à la rébellion du Front de libération oromo.
La principale coalition d'opposition est le Forum pour la démocratie et le dialogue, surnommé Medrek. Il comprend le parti de l'Unité pour la démocratie et la justice, surnommé Andenet (« unité » en amharique), fondé en 2008 en vue des élections générales de mai 2010 et dirigé par Bertoukan Mideksa. Il comprend les partis de la Coalition pour l'unité et la démocratie ayant participé au scrutin de 2005.
Les élections de mai 2010 ont largement renforcé le FDRPE. Les débats ont tourné essentiellement autour des questions économiques. Si le gouvernement revendique un bilan positif et une croissance annuelle forte, l'opposition affirme qu'il ne s'agit que d'évolutions statistiques et non de véritables changements.
Depuis fin 2015 d'importantes manifestations contre le pouvoir, des principales ethnies, Oromos et Amharas, ont été réprimées dans le sang, faisant 140 morts puis 100 morts. Les décisions du pouvoir, dominé par la minorité tigréenne, sont de moins en moins acceptées par ces deux ethnies.
En 2016, le pays est encore décrit comme ayant une politique très répressive envers les journalistes et la liberté de la presse, en étant l'un des pays incarcérant le plus de journalistes et en effectuant une importante censure, avec un contrôle étatique fort sur les médias.
Le 27 mars 2018, la coalition au pouvoir depuis près de 27 ans désigne Abiy Ahmed au poste de Premier ministre. Cette nomination est une grande première pour un Oromo, l'ethnie majoritaire mais écartée des plus hautes fonctions dans l'histoire moderne du pays.

### Politique étrangère et relations internationales

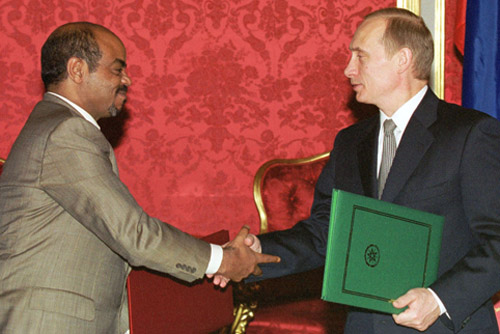
Meles Zenawi et Vladimir Poutine en décembre 2001.

Si depuis sa fondation l'État éthiopien entretient des relations diplomatiques avec d'autres pays, la création du ministère des Affaires étrangères date de 1907. La politique étrangère est élaborée par le ministre des Affaires étrangères puis étudiée par le gouvernement. S'il est en accord, il autorise sa mise en application par le ministre, supervisée par le Premier ministre. Teferi Mekonnen, qui occupe le poste de 1917 à 1930, demeure un des plus importants ministres des Affaires étrangères. Durant les années 1920, il plaide en Éthiopie pour une plus grande ouverture sur le monde. Un de ses grands succès a été l'admission de son pays, en 1923, à la Société des Nations. L'année suivante, il rend visite à divers chefs d'État européens, devenant le premier ministre des Affaires étrangères à pleinement s'impliquer dans les questions diplomatiques. À partir des années 1950, il renforce les liens avec plusieurs pays occidentaux et particulièrement les États-Unis, avec lesquels des accords militaires sont signés. Le régime du Derg (1974-1991) constitue une sorte de parenthèse dans la diplomatie éthiopienne. L'idéologie socialiste et la violence du pouvoir amènent le pays à être isolé tout en comptant sur l'appui de l'URSS.
L'arrivée au pouvoir du Front démocratique révolutionnaire du peuple éthiopien marque le début d'une nouvelle période dans la politique étrangère du pays dont l'image se normalise. L'Éthiopie reprend ses liens avec les États-Unis, la collaboration entre les deux États concerne entre autres la lutte contre le terrorisme dans la Corne de l'Afrique. Plus généralement, les relations sont bonnes avec la majorité des pays occidentaux et d'Afrique où l'Éthiopie a participé à diverses opérations de maintien de la paix.

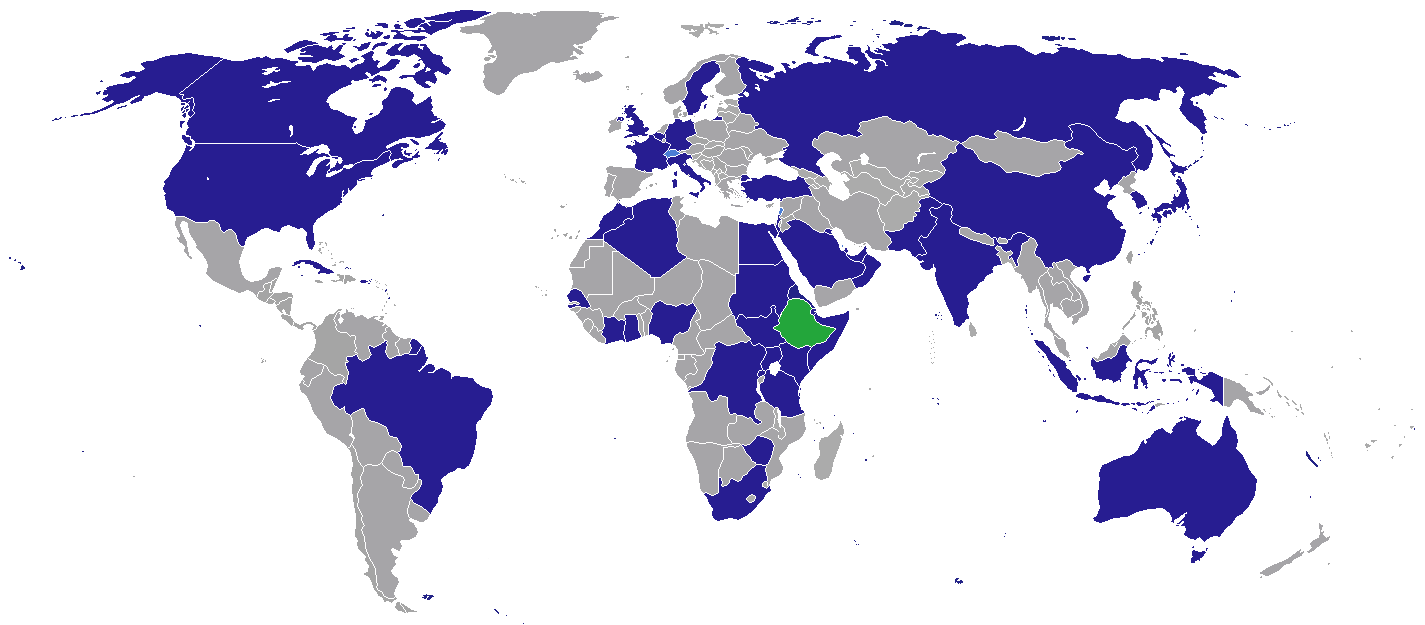
Représentations diplomatiques de l'Éthiopie dans le monde :
Éthiopie
Ambassade
Consulat

En revanche, les relations avec ses divers voisins peuvent être très cordiales ou mauvaises. L'Éthiopie entretient de bons rapports avec trois voisins : le Soudan, Djibouti et le Kenya, essentiellement commerciaux avec les deux premiers et plutôt historiques et géopolitiques avec le dernier. L'amélioration des relations avec le Soudan date du début des années 2000 avec les discussions concernant l'approvisionnement en pétrole de l'Éthiopie. Les rapports sont cordiaux avec Djibouti, dont le port de la capitale constitue le point d'entrée et de départ des produits commerciaux transportés par l'unique ligne ferroviaire d'Éthiopie. La question de l'accès à la mer est d'ailleurs un des facteurs déterminant les choix diplomatiques, seul pays de la Corne de l'Afrique ne disposant d'aucun littoral (mais d'autres pays environnants comme le Soudan du Sud, la République centrafricaine ou l'Ouganda sont également enclavés). Les relations avec le Kenya sont particulièrement cordiales dès l'accès à l'indépendance du pays en 1960. Les deux chefs d'État, Haïlé Sélassié Ier et Jomo Kenyatta, sont proches ; en outre, les deux pays font face à la même menace : l'irrédentisme somali visant à la constitution d'une Grande Somalie.
L'Éthiopie prête en effet beaucoup d'attention à la Somalie ; les deux pays se sont affrontés durant une guerre de 1977 à 1978. En outre, Mogadiscio a apporté son soutien à des mouvements rebelles ogadenis dès les années 1960. Toutefois, les rapports ont évolué puisque l'Éthiopie soutient le gouvernement fédéral de transition face aux Tribunaux islamiques allant même jusqu'à intervenir militairement en Somalie de 2006 à 2009. En parallèle, Addis-Abeba entretient de bons rapports avec le Somaliland. De nouveau, la question de l'accès à la mer, notamment via les ports de Zeilah et Berbera, est capitale ; l'Éthiopie voit dans la stabilité de cette région un facteur positif pour le commerce. Le pays a perdu son accès à la mer depuis l'indépendance de l'Érythrée en 1993 et le regagne en 2024 à la suite d'un accord avec le Somaliland lui octroyant 20 km de littoral. Initialement, les relations avec ce nouvel État sont bonnes, l'Éthiopie a d'ailleurs été le premier gouvernement à reconnaître l'indépendance de son ancienne province. La dégradation des rapports à partir de 1997 débouche l'année suivante sur une guerre frontalière qui prend fin en 2000. Les rapports entre les deux États restent tendus, jusqu'à l'accord de paix entre les deux pays en 2018 inaugurant des relations diplomatiques et commerciales apaisées.

### Système éducatif

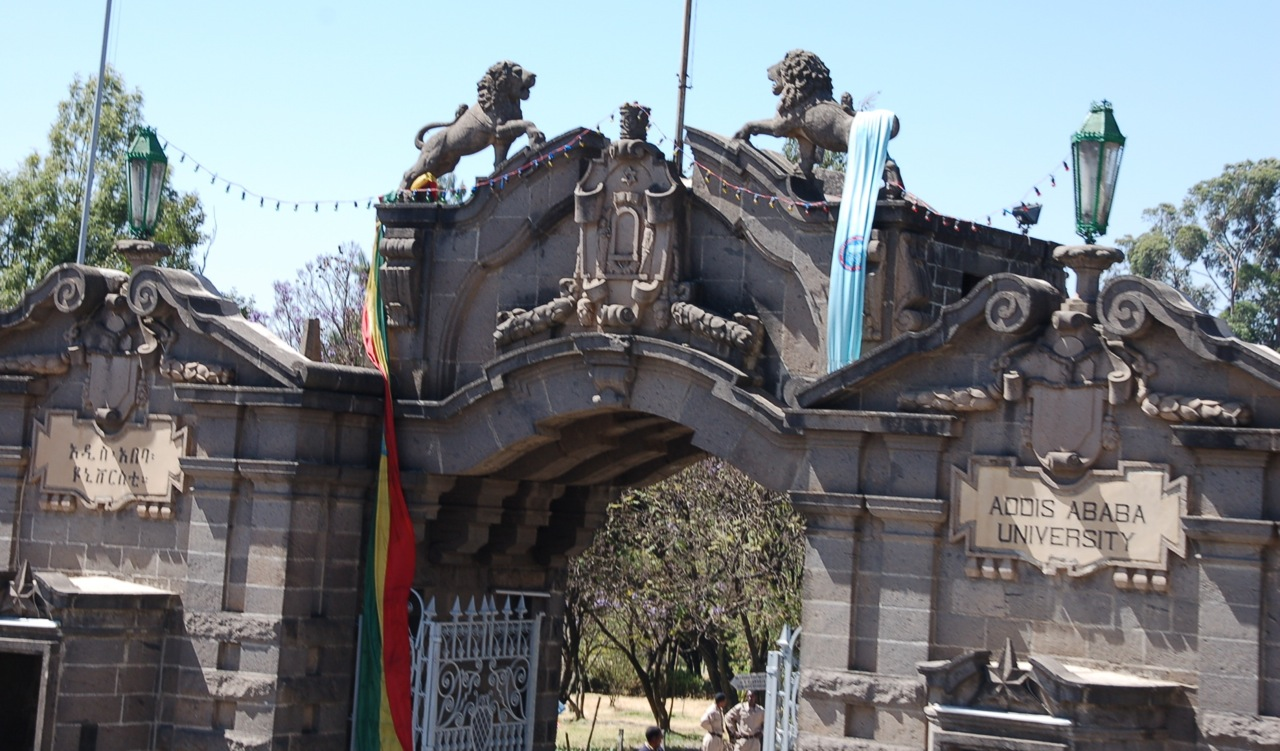
L'université d'Addis-Abeba, premier institut d'enseignement supérieur du pays, fondé par Haïlé Sélassié Ier.

Historiquement influencé par l'Église orthodoxe éthiopienne, le système éducatif s'est laïcisé depuis 1974 et régionalisé depuis 1991. Les premières écoles publiques ont été construites sous le règne de Menelik II. L'éducation a été un des domaines privilégiés sous Haïlé Sélassié Ier, de nombreux instituts sont fondés à travers le pays donc l'université d'Addis-Abeba. Néanmoins, l'enseignement est encore marqué par une influence de l'Église et une grande place accordée à la langue amharique. Depuis l'adoption de la nouvelle Constitution de 1994, les écoles primaires peuvent enseigner dans la langue régionale. Principalement financée par l'État, l'école est gratuite ; en parallèle, il existe des instituts privés généralement gérés par des organisations étrangères ou des Églises. Administré et préparé par le ministère de l'Éducation, le cursus scolaire en Éthiopie est composé en général de six années d'école primaire, quatre années de cursus secondaire et deux années de cursus secondaire supérieur.
L'éducation rencontre plusieurs problèmes en Éthiopie. La grande majorité de la population étant rurale, l'accès à une école publique peut s'avérer difficile. En outre, le manque d'effectifs et de ressources dans les écoles publiques complique la tâche des enseignants. Ces problèmes sont inconnus dans les écoles privées payantes, tendant à créer un système à deux niveaux. Néanmoins, la situation semble s'améliorer depuis les années 1990. Le nombre de femmes allant à l'école a doublé entre 1996 et 2000. En 2004, l'institut statistique de l'UNESCO a montré que 44,6 % des enseignants de primaire étaient des femmes et que 93,4 % des filles étaient scolarisées dans l'enseignement primaire. Durant la fin des années 1990, l'Éthiopie a formé environ 7 000 enseignants chaque année. Dans l'éducation supérieure, il y a un peu plus de 2 200 professeurs dont les deux tiers ont une maîtrise ou un doctorat, les autres ayant au moins le niveau baccalauréat. Il y a par ailleurs près de 6 000 personnels administratifs dans l'enseignement supérieur qui passent 75 % de leur temps à enseigner et se consacrent le reste du temps à des activités de recherche.

### Système de santé
Selon les données de la Banque mondiale, l'Éthiopie aurait 1 médecin pour 100 000 personnes. Toutefois, dans son rapport annuel 2006, l'Organisation mondiale de la santé évoque un chiffre de 1 936 médecins, ce qui représenterait environ 2,6 médecins pour 100 000 personnes.
Les principaux problèmes de santé en Éthiopie sont liés aux maladies qui se transmettent essentiellement en raison des conditions sanitaires précaires et de la malnutrition. Ces problèmes sont accrus par le manque de main-d'œuvre qualifiée et d'infrastructures de santé. Le pays compte 119 hôpitaux, dont 12 à Addis-Abeba, et 412 centres de santé.
L'Éthiopie a une moyenne d'espérance de vie de 63 ans. Le taux de mortalité infantile est relativement élevé avec 68 ‰ des enfants décédant au moment ou juste après leur naissance, chiffre auquel il faut ajouter les complications postnatales, comme les fistules obstétricales, qui affectent de nombreuses femmes. Il faut également ajouter un taux de mortalité des moins de 5 ans de 106 ‰. Le sida est également très répandu dans le pays malgré la réduction du taux de nouvelles infections VIH parmi les adultes de 90 % entre 2001 et 2011. Toutefois l'Éthiopie n'a une couverture des services de prévention de la transmission mère-enfant du VIH qu'inférieure à 25 % en 2011.
Le faible nombre de professionnels de santé disposant d'une formation médicale moderne et le manque de fonds accordés aux services médicaux, explique que beaucoup d'Éthiopiens fassent encore appel aux guérisseurs traditionnels qui emploient des thérapies maison pour guérir les maux communs. Un nombre croissant de « faux guérisseurs » côtoie les véritables guérisseurs qui seuls connaissent véritablement les vertus curatives des plantes et minéraux. Le fort taux de chômage fait que de nombreux Éthiopiens sont incapables de subvenir aux besoins de leur famille et donc encore moins capables d'acheter des médicaments. C'est principalement en raison du coût de la médecine moderne que la médecine traditionnelle continue à être la plus répandue.

## Économie

### Ressources naturelles

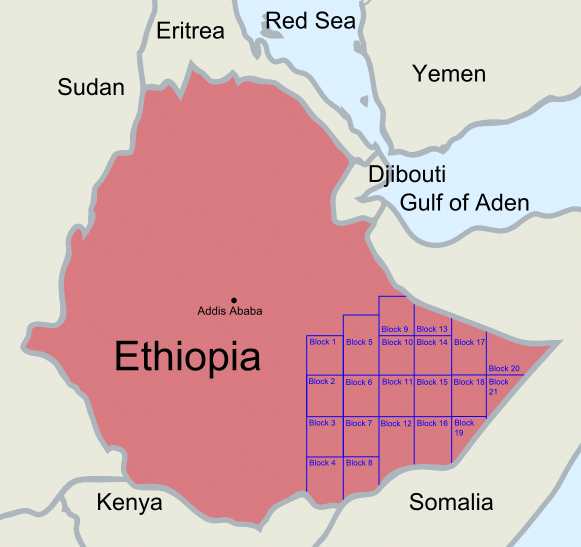
Carte représentant les blocs ouverts à l'exploration pétrolière dans le bassin de l'Ogaden. Voir la carte complète sur le site du ministère.

D'une superficie de plus d'un million de kilomètres carrés, l'Éthiopie dispose de 65 % de terres arables. Les 14 rivières importantes ou moyennes traversant le pays constituent par ailleurs des ressources en eau immenses. En outre, son très riche cheptel constitué de 27 millions de bovins, 24 millions d'ovins et 18 millions de caprins place le pays au premier rang continental et au dixième au niveau mondial. La déforestation s'est considérablement accrue au cours du XXe siècle et constitue un problème environnemental majeur : les forêts ne constituent plus que 3 % du territoire en 2007, contre une estimation de 40 % au siècle passé. Toutefois, des efforts de reforestation ont permis d'inverser cette tendance puisque le chiffre est passé à 9 % en 2010.
Les ressources géologiques sont l'or (280,2 millions de dollars de recettes d'exportations en 2010-11), le gaz naturel, le fer, l'étain, le lignite et le potassium. On trouve également des pierres gemmes (opale,, topaze, olivine, corindon), des métaux rares (notamment le tantale utilisé dans les produits électroniques grand public, pour un revenu de 4 millions en 2009-2010) et des minerais industriels. L'Éthiopie dispose de 5 bassins sédimentaires potentiellement riches en hydrocarbures : le bassin de l'Ogaden, à Gambela, le bassin de l'Omo, Abay et dans le Tigré. Les explorations pétrolières en Éthiopie débutent en 2000 avec l'implantation de la compagnie américaine Hunt Oil.
Depuis 2007, le gouvernement prévoit d'étendre les concessions dans des plateaux situés au centre du pays. On compte en 2009, 11 sociétés présentes dans le pays. Au niveau des énergies fossiles, le ministère table sur un potentiel de 113 milliards de tonnes de gaz naturel et 253 milliards de tonnes de schistes bitumineux. À ce jour, l'Éthiopie appartient aux pays non producteurs de pétrole.
Ces exploitations font l'objet de vives tensions avec les populations locales, notamment le mouvement séparatiste de l'Ogaden accusant le gouvernement éthiopien de défendre l'implantation de ces sociétés conduisant à des déforestations massives des zones pétrolifères, au déplacement des populations nomades et à la destruction d'un équilibre écologique fragile. En 2007, un attentat contre une entreprise pétrolière chinoise fait 74 victimes.
Le café arabica fait vivre 12 % de la population, lors de la période des récoltes, qui s'étire d'octobre à février[réf. nécessaire]. Le pays fait partie des grands acteurs de ce marché, dont il est le sixième exportateur mondial, en particulier pour le café arabica, le plus recherché sur les grands marchés de consommation. Au cours des six premières années de la décennie des années 2010, l'Éthiopie a confirmé sa place au palmarès des quinze plus grands producteurs mondiaux de café, en cinquième position, mais déçu par une stagnation de sa production totale de café.

### Secteur énergétique
Le potentiel hydroélectrique est estimé à 45 000 mégawatts, 5 000 mégawatts pour l'énergie géothermique, 300 millions de tonnes de charbons, 15 à 20 millions tonnes pour l'énergie issue des déchets agricoles, 1 120 millions de tonnes de bois et un potentiel de 100 GW pour l'énergie éolienne. Dans certaines régions, les conditions climatiques seraient également favorables au développement de l'énergie solaire. Un programme public d'accès universel à l'électricité (Universal Electrification Access Programme) a été mis en place afin d'étendre le réseau d'électricité dans les zones rurales. La capacité de production s'est considérablement accrue et devrait continuer sa progression du fait de la construction de quatre nouveaux barrages hydroélectriques. En janvier 2013, la Banque d'Éthiopie annonça qu’elle allait débloquer 20 millions de dollars afin poursuivre le développement de la géothermie, considérée comme une ressource particulièrement abondante et encore sous-exploitée.
Le premier barrage (le barrage de Gilgel Gibe, aussi appelé Gibe I) d'une capacité de 184 MW a été achevé en 2004. Le barrage Gibe II (420 MW) a été achevé en 2010. En mars 2010, un contrat est signé avec la compagnie chinoise China Gezhouba Group Company pour la construction de la centrale hydroélectrique Genale Dawa 3 d'une capacité de 254 MW. Avec une capacité de 1 800 MW (6 500 GWh par an), il permettrait de doubler la capacité de production électrique en Éthiopie, permettant l'accès à 70 % des personnes qui en sont actuellement dépourvues. Il constitue le second plus grand barrage hydroélectrique de l'Afrique subsaharienne. Ce projet fait par ailleurs l'objet de vives critiques pour son impact écologique à l'étranger,, bien que soutenu par le Fonds des Nations unies pour l'environnement.
Un rapport de l'OCDE datant de 2008 note que, malgré la présence de ressources abondantes, la distribution et la gestion de l'eau restent globalement inégales et inefficaces.

### Situation actuelle

Évolution du PIB réel par habitant de Éthiopie.

Le gouvernement éthiopien multiplie les efforts pour attirer les investisseurs étrangers, en particulier dans le secteur textile. Ceux-ci peuvent désormais importer leurs machines sans frais de douane, bénéficier d’une exemption d’impôts pendant dix ans, de loyers très inférieurs aux prix du marché et d'eau et électricité quasiment gratuites. De grandes marques se sont implantées dans le pays, comme Decathlon, H&M et Huajian. Ces entreprises bénéficient également d'une main-d’œuvre peu coûteuse, le salaire mensuel se situant autour de 35 euros. Enfin, les accords commerciaux entre l’Éthiopie et l'Union européenne leur permettent d'exporter sans droit de douane.
En 2015, l’Éthiopie compte 2 700 millionnaires, un nombre qui a plus que doublé depuis 2007. Leurs fortunes se construisent pour l'essentiel dans des niches de rentes économiques (banques, mines, etc.) sans investir les secteurs structurels et stratégiques (production industrielle, infrastructures, etc.) et ne devraient pas favoriser le développement économique ou représenter une concurrence pour les multinationales occidentales
Après une période de récession de l'économie en 2003, le PIB suit depuis 2004 une croissance supérieure à 6 % atteignant 8,2 % en 2006-2007 bénéficiant à des secteurs diversifiés de l'économie. Le PIB par habitant, en augmentation, reste faible à 1 346 $ en 2008. En décembre 2009, le magazine britannique d'économie The Economist prévoit la cinquième plus forte croissance mondiale en Éthiopie pour 2010, atteignant ainsi une croissance à deux chiffres pour la septième année consécutive.

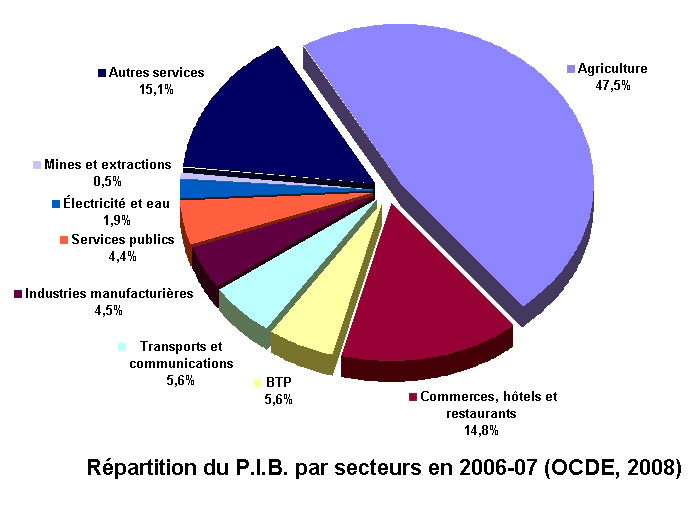
Répartition du PIB par secteur en Éthiopie en 2006-07 (source : OCDE, 2008).

La part de l'industrie dans le PIB est en hausse (12 % du PIB en 2006-07), ainsi que celle du secteur manufacturier (10,5 %), du commerce de gros (15 %), du BTP (10,9 %), de l'électricité et de l'eau (13,6 %), des transports et des télécommunications (7,6 %). L'économie reste dominée par l'agriculture (47 % du PIB en 2006-07) qui occupe néanmoins une part décroissante relativement au PIB (56 % en 1996-97). En volume le secteur montre un taux de croissance de 9,4 % en 2006-07, principalement dû à la forte progression (40 %) des exportations de café, la forte hausse du volume contrebalançant le repli du prix unitaire.
La politique monétaire suivie vise à maintenir la stabilité des prix, des taux de change et de protéger le système financier. La masse monétaire et le crédit se sont accrus de 19,7 et 23,1 % respectivement en 2006 et en 2007. Néanmoins, du fait de la forte hausse découlant des grands projets publics et de la hausse des prix du carburant, le prix des denrées alimentaires et d'autres produits a subi une inflation de 18,9 % en 2006-07. La Banque nationale d'Éthiopie a réagi en freinant directement les prix des produits de première nécessité, en interdisant certaines exportations (maïs) et en distribuant des produits subventionnés aux populations pauvres (blé, huile).

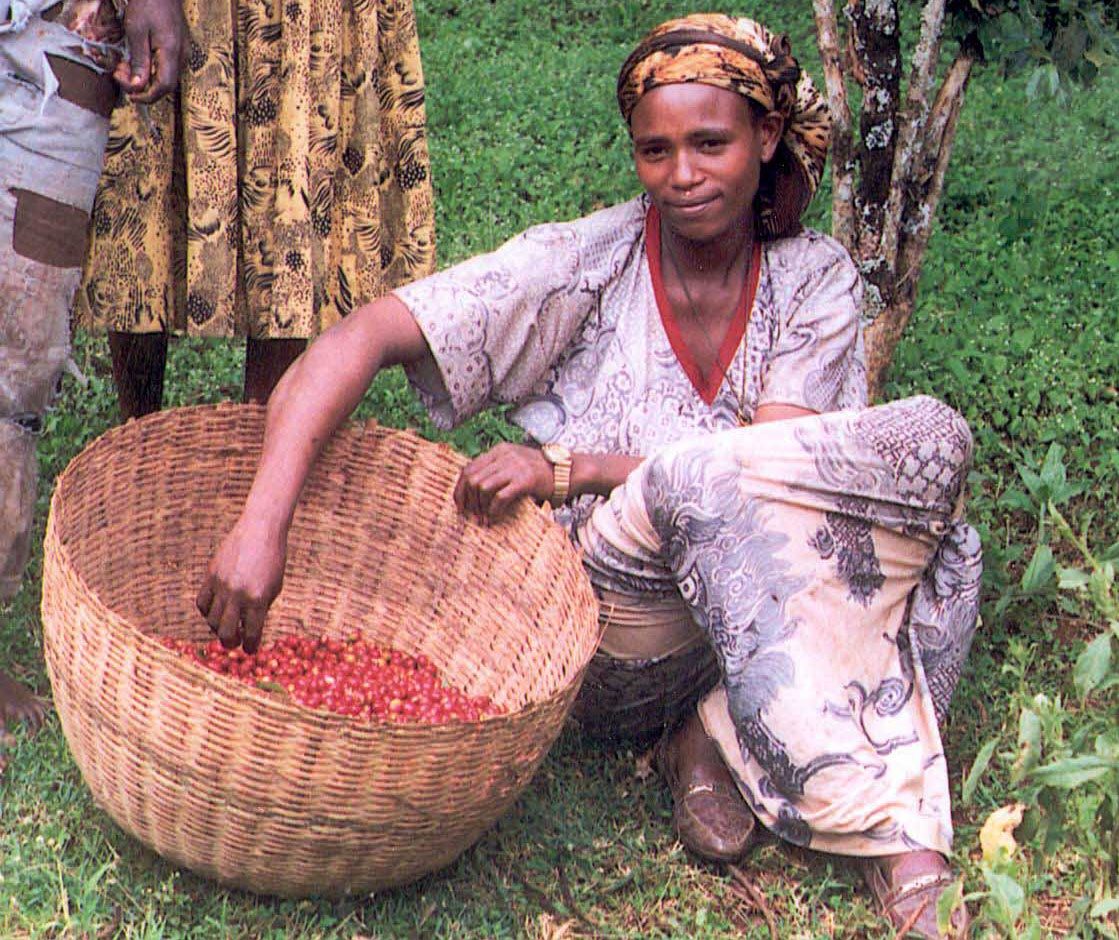
Jeune femme récoltant le café en Éthiopie.

Les exportations ont suivi une progression de 18,05 % en 2006-07, représentant un total de 1,2 milliard de dollars. Le café représente environ un tiers de celles-ci, suivi des oléagineux. Les exportations de viandes et de produits carnés sont en baisse, ceux de produits non agricoles comme les fleurs en forte hausse. Plus de la moitié de ces exportations sont destinées à des pays européens, un tiers à l'Asie (Arabie saoudite, Chine, Japon) et parmi les pays africains, on note principalement les pays limitrophes (Djibouti, Somalie et Soudan). Les importations ont suivi une progression de 11,6 % s'établissant à 5 milliards de dollars. En forte hausse, celles-ci reflètent l'essor du secteur industriel, notamment du BTP. Les biens d'équipements représentent un tiers du total de ces importations en 2006-07. Les trois cinquièmes des importations proviennent d'Asie (Arabie saoudite, Chine, Japon), plus d'un quart proviennent d'Europe, un dixième sont d'origine africaine.
La dette extérieure de l'Éthiopie s'établit à 2,3 milliards de dollars en 2006-07. Celle-ci est en net recul depuis 2005-06 (6 milliards $) principalement du fait de l'initiative d'allègement de la dette multilatérale à l'égard des institutions financières internationales (Initiative PPTE). En 2007, le pays a également signé un accord d'annulation de la dette avec la Chine.

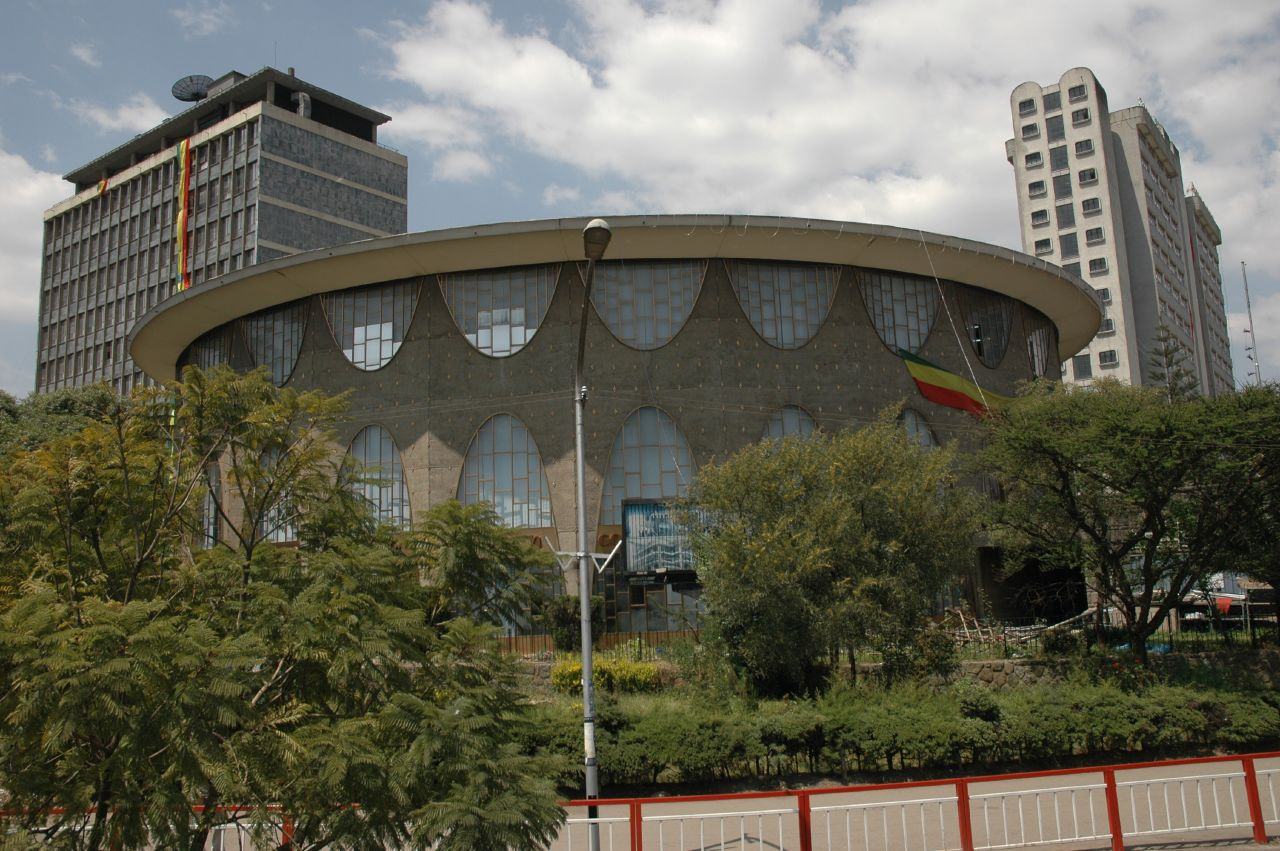
Banque nationale d'Éthiopie à Addis-Abeba.

Différents programmes sont en cours afin de réduire la pauvreté, notamment le plan d'accélération du développement durable pour mettre un terme à la pauvreté (Pasdep – Plan for Accelerated and Sustained Development to end Poverty), qui couvre la période 2005/06-2009/10, le programme national de sécurité alimentaire (National Food Security Program) financé par les pouvoirs publics, et le filet de protection pour un niveau de production minimale (PSNP) financé par la Banque mondiale. Ce dernier vise à employer les pauvres à la construction d'infrastructures (routes entre autres) et distribuer de la nourriture gratuitement aux plus démunis. Selon le Pasped la pauvreté a reculé à 38,7 % en 2005. Le chômage reste élevé (26 %) et difficile à chiffrer, il est estimé à 40 % à Addis-Abeba.

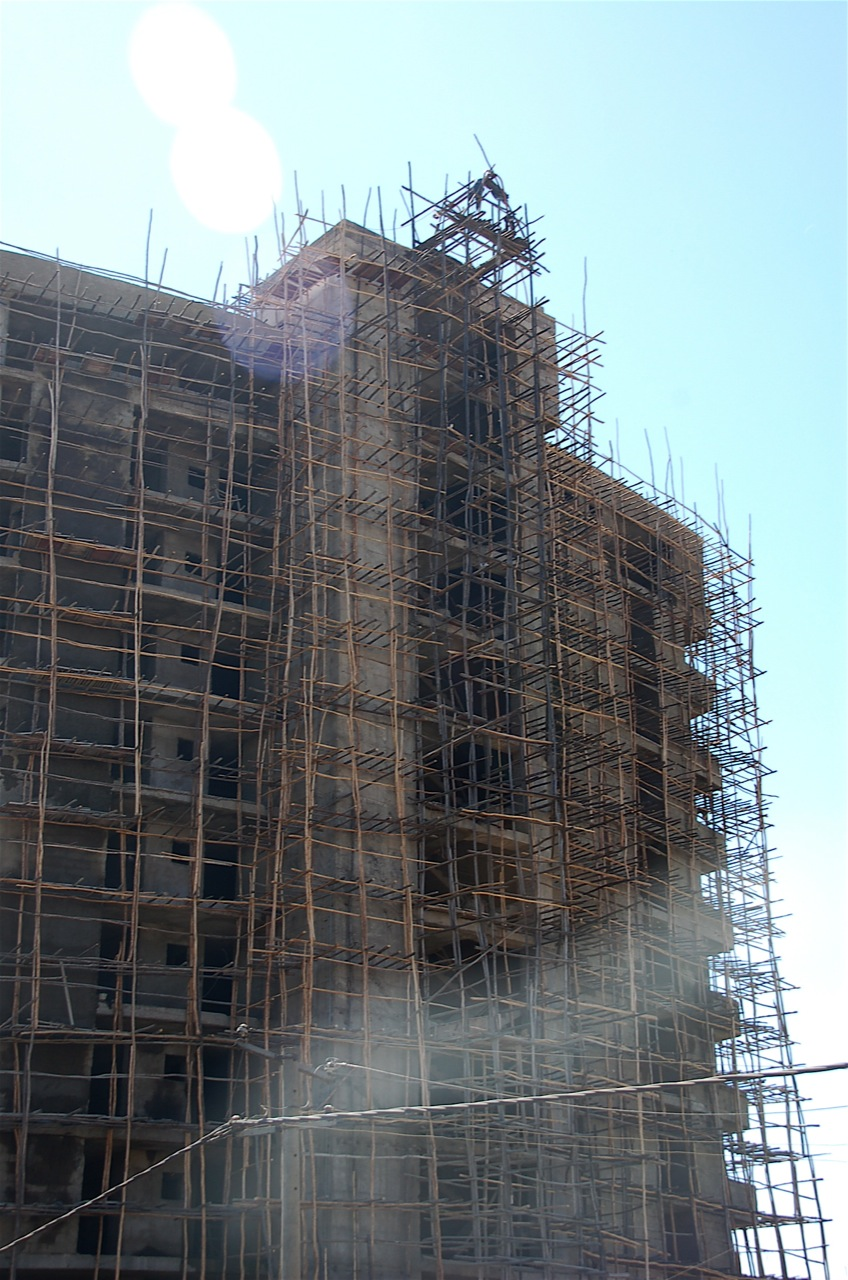
Échafaudages en bois à Addis-Abeba.

Les résultats économiques en Éthiopie font l'objet d'interprétations variées aussi bien entre le gouvernement et l'opposition que des experts internationaux, lié au fait que les privatisations et les réformes structurelles recommandées par les institutions financières internationales ne sont effectuées qu'avec modération par les autorités éthiopiennes. Ainsi l'OCDE note que « la privatisation joue un rôle clé dans les réformes lancées au milieu des années 1990 ». Alors que le Premier ministre éthiopien Meles Zenawi dénonce dès 2003 des « pressions exercées par le Fonds monétaire international sur le gouvernement pour vendre ses entreprises publiques, mais nous résisterons à ces mesures qui pourraient provoquer l'effondrement de notre économie ». Pour Joseph E. Stiglitz, prix Nobel d'économie, l'Éthiopie est un exemple flagrant des dérives de la mondialisation, notant que les mesures préconisées par les institutions financières internationales comme le FMI ont systématiquement freiné les progressions sociales.
Par ailleurs le rôle de ces institutions dans l'abandon de l'accord international sur le café en 1989, est vivement dénoncé par les altermondialistes et les ONG, cet abandon ayant conduit à la disparition de tous les outils de contrôle des prix par les pays producteurs soumis depuis aux fluctuations boursières, et à une chute du prix de revient aux producteurs du café (divisé par deux entre 1988 et 2003). Selon un rapport de l'ONG Oxfam, « le café est une véritable mine d'or pour les torréfacteurs internationaux » tandis que les producteurs « ne reçoivent qu'environ 6 % de la valeur du paquet de café vendu dans les supermarchés et les épiceries ».
En 2005 le documentaire Black Gold (en) rend compte des conditions d'exploitation du café en Éthiopie par les multinationales. Une polémique éclate entre l'Éthiopie et l'Association nationale de Café américaine (National Coffee Association) dirigée par Starbucks en 2007, cette dernière s'opposant à une procédure de labellisation du café dont la mise en place pourrait rapporter 88 millions de dollars par an à l'Éthiopie selon Sudan Tribune (en).
En mai 2009, un rapport de l'Organisation des Nations unies pour l'alimentation et l'agriculture met au jour une tendance se développant en Afrique, et en Éthiopie prise en exemple dans le rapport, consistant en l'achat de terres agricoles à grande échelle par des investisseurs étrangers. Le rapport montre que ces transactions, si elles peuvent créer des opportunités au niveau des infrastructures, peuvent également se révéler nuisibles, les populations locales étant généralement insuffisamment indemnisées des pertes de terre (p. 93), la production étant dirigée vers les besoins des investisseurs privés étrangers (par exemple, en biocarburant, p. 50, 100, compagnie Flora EcoPower (Allemagne), p. 41). Le rapport indique que ces investisseurs sont aussi bien les pays asiatiques, ceux de la péninsule Arabique, que l'Union européenne et les États-Unis bien que ces derniers soient plus rarement dénoncés à ce sujet dans la presse internationale (p. 34).

### Finance internationale et organismes mondiaux
En février 2003, L'Éthiopie a déposé une demande d'entrée auprès de l'Organisation mondiale du commerce. Le processus est ralenti par le refus du gouvernement éthiopien de libéraliser les secteurs bancaires et celui des télécommunications. Il considère que ces réformes pourraient nuire aux récents progrès économiques,.
Au niveau continental, l'Éthiopie est membre du Nouveau partenariat pour le développement de l'Afrique (NEPAD) dont Meles Zenawi est depuis Président du Comité des Chefs d'État et de gouvernement chargé de la mise en œuvre du NEPAD. Au niveau régional, l'Éthiopie est membre du Marché commun de l'Afrique orientale et australe (COMESA). Elle est également membre de son institution financière, la Banque de l'Afrique de l'Est et de l'Afrique australe pour le commerce et le développement (Banque PTA (en)),.
En mars 2010, un rapport chiffre pour la première fois les fuites illicites de fonds liées à des pratiques financières hors des pays africains. Les fuites de capitaux hors de l'Éthiopie par des pratiques financières illicites sont estimées à 10,9 milliards de dollars de 1970 à 2009.

### Infrastructures et télécommunications

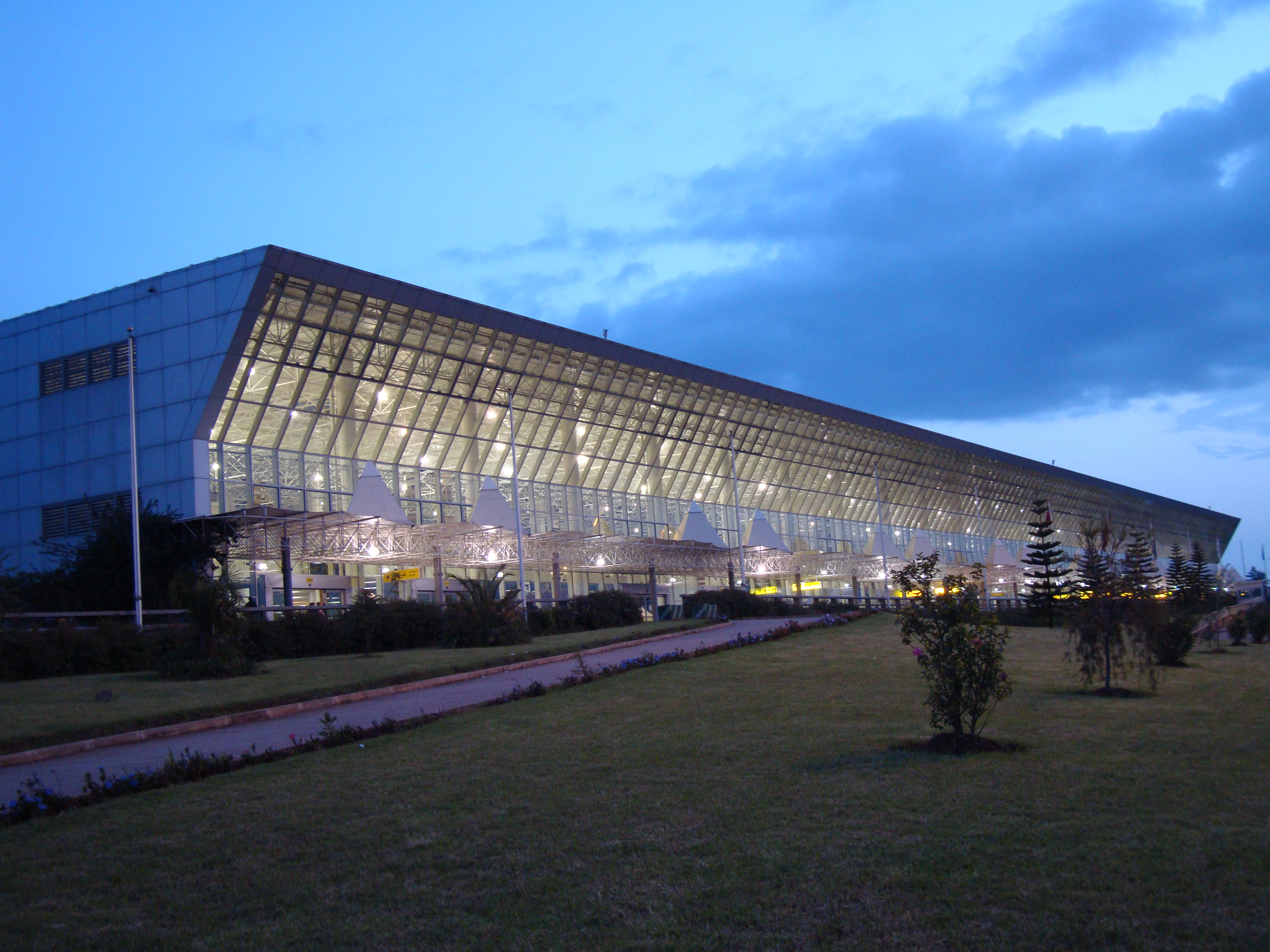
L'aéroport international de Bolé à Addis-Abeba, plaque tournante de la Corne de l'Afrique.

Deux autoroutes transafricaines traversent l’Éthiopie:
- Transafricaine 4, Le Caire — Le Cap;
- Transafricaine 6, N'Djamena — Djibouti.

L'Éthiopie dispose d'un réseau routier de 37 000 km en forte évolution. La proportion de routes en bon état est passée de 17 % en 1997 à 49 % en 2004. Actuellement, l'unique voie ferrée du pays permet de relier la capitale Addis-Abeba au port de Djibouti. Des négociations sont en cours en février 2010 avec une compagnie indienne afin d'améliorer et d'accroître les capacités de cette liaison. En 2010 un programme d'extension du réseau ferroviaire est lancé, envisageant au finale la construction de 5 000 kilomètres de voies ferrées supplémentaires reliant Addis-Abeba aux diverses régions du pays.
L'Éthiopie dispose de 56 aéroports dont 13 avec des pistes goudronnées. Créée en 1951, la compagnie Ethiopian Airlines a depuis reçu de nombreux prix internationaux.
Les infrastructures de télécommunications nationales comptent parmi les moins développées au monde pour la téléphonie fixe et mobile. En parallèle, l'Éthiopie est un des pays investissant le plus dans les technologies d'informations et de communications, relativement à son PNB. Le nombre d'usagers de la téléphonie mobile a plus que doublé durant l'année 2006 atteignant 866 700 abonnés contre 410 000 en 2004-05. En 2009, le pays compte 3 168 000 d'abonnés à la téléphonie mobile et 360 000 usagers d'Internet. L'entreprise de télécommunications d'État Ethiopian Telecommunication Corporation a notamment raccordé plus de 600 lycées à Internet, et lancé le réseau Agri-net, qui connecte plus de 50 centres de recherche agronomique dans le pays. L'installation de câbles à fibres optiques progresse également.
La liaison Gondar-Métemma est en cours afin de relier le réseau éthiopien au Soudan. En mars 2010, un accord est signé avec la compagnie Seacom afin de développer le réseau vers Djibouti, connectant directement le réseau éthiopien à l'Inde et à l'Europe par des câbles sous-marins.
À la mi-2020, le projet de dérégulation du secteur des télécommunications, comprenant notamment la privatisation partielle de l'opérateur historique, est toujours en cours.

### Industrie textile
Les salariés des usines de vêtements d’Éthiopie, qui travaillent notamment pour des marques internationales, reçoivent un salaire mensuel allant de 23 à 35 euros. Ces très bas salaires ont entraîné une faible productivité, des grèves fréquentes et un fort turn-over. Certaines usines ont remplacé l’intégralité de leurs salariés tous les douze mois en moyenne, indique le rapport publié en 2019 du Centre Stern pour les affaires et les droits de l’homme de l’université de New York. Ce rapport précise également : « Plutôt que la force de travail docile et bon marché promue en Éthiopie, les fournisseurs basés à l’étranger ont rencontré des employés qui sont malheureux de leur rémunération et de leurs conditions de vie et qui veulent de plus en plus protester en cessant le travail ou même en démissionnant. Dans leur empressement à créer une marque « made in Ethiopia », le gouvernement, les marques mondiales et les fabricants étrangers n’ont pas prévu que le salaire de base était tout simplement trop faible pour que les travailleurs puissent en vivre. »

### Sciences
L'Éthiopie est membre de l'Union astronomique internationale, dont un vice-président de 2021 à 2024 est l'astronome éthiopien Solomon Tessema.
En 2024, l'Ethiopie est classée en 130e position pour l'indice mondial de l'innovation.